# 2016 a jogalkotásban
2016-ban az alábbi fontosabb jogszabályokat alkották meg:

## Magyarország
- 2016. január 1-je és december 31-e között 1235 új jogszabályt fogadtak el. Ez csökkenés az előző évi kereken 1300-hoz képest.

### Törvények
- 2016. évi I. törvény A polgári törvénykönyvről szóló 2013. évi V. törvény hatálybalépésével összefüggő átmeneti és felhatalmazó rendelkezésekről szóló 2013. évi CLXXVII. törvény módosításáról
- 2016. évi II. törvény A társasági adóról és az osztalékadóról szóló 1996. évi LXXXI. törvény, valamint a sportról szóló 2004. évi I. törvény módosításáról
- 2016. évi III. törvény Az egyrészről az Európai Unió és tagállamai, másrészről az Iraki Köztársaság közötti partnerségi és együttműködési megállapodás kihirdetéséről
- 2016. évi IV. törvény A Magyarország Kormánya és az Iráni Iszlám Köztársaság Kormánya között a jövedelem- és a vagyonadók területén a kettős adóztatás elkerüléséről és az adóztatás kijátszásának megakadályozásáról szóló Megállapodás kihirdetéséről
- 2016. évi V. törvény A Magyarország Kormánya és a Koreai Köztársaság Kormánya között a katonai minősített adatok cseréjéről és kölcsönös védelméről szóló egyezmény kihirdetéséről
- 2016. évi VI. törvény A Magyarország Kormánya és a Koszovói Köztársaság Kormánya között a nemzetközi közúti személyszállításról és árufuvarozásról szóló Megállapodás kihirdetéséről
- 2016. évi VII. törvény A Magyarország Kormánya és a Globális Zöld Növekedési Intézet között a Globális Zöld Növekedési Intézet kiváltságairól és mentességeiről szóló jogállási megállapodás kihirdetéséről
- 2016. évi VIII. törvény A Vegyifegyver Tilalmi Szervezet és Magyarország között az OPCW kiváltságairól és mentességeiről szóló Megállapodás kihirdetéséről
- 2016. évi XI. törvény  A Magyarország Kormánya és a Szlovén Köztársaság Kormánya között a minősített adatok cseréjéről és kölcsönös védelméről szóló egyezmény kihirdetéséről
- 2016. évi XII. törvény A postai szolgáltatásokról szóló 2012. évi CLIX. törvény módosításáról
- 2016. évi XIII. törvény 2016. évi XIII. törvény Az uniós vámjog végrehajtásáról
- 2016. évi XIV. törvény A Magyarország Kormánya és Mongólia Kormánya között a diplomata és szolgálati/hivatalos útlevéllel rendelkező állampolgáraik vízummentességéről szóló megállapodás kihirdetéséről
- 2016. évi XV. törvény A nemzeti otthonteremtési közösségekről
- 2016. évi XVI. törvény A természetes személyek adósságrendezéséről szóló 2015. évi CV. törvény módosításáról
- 2016. évi XVII. törvény Az államháztartásról szóló 2011. évi CXCV. törvény módosításáról
- 2016. évi XVIII. törvény A társasági adóról és osztalékadóról szóló 1996. évi LXXXI. törvény és a sportról szóló 2004. évi I. törvény módosításáról
- 2016. évi XIX. törvény A Paksi Atomerőmű kapacitásának fenntartásával kapcsolatos beruházásról, valamint az ezzel kapcsolatos egyes törvények módosításáról szóló 2015. évi VII. törvény módosításáról
- 2016. évi XX. törvény A földgázellátásról szóló 2008. évi XL. törvény módosításáról
- 2016. évi XXI. törvény Az Erzsébet-programot érintő egyes törvények módosításáról
- 2016. évi XXII. törvény A konzuli védelemről szóló 2001. évi XLVI. törvény módosításáról
- 2016. évi XXIII. törvény A kiskereskedelmi szektorban történő vasárnapi munkavégzésre vonatkozó egyes törvények módosításáról
- 2016. évi XXIV. törvény A Magyarország Kormánya és a Kínai Népköztársaság Kormánya között a Budapest–Belgrád vasútvonal újjáépítési beruházás magyarországi szakaszának fejlesztése, kivitelezése és finanszírozása kapcsán született Egyezmény kihirdetéséről
- 2016. évi XXV. törvény A Magyar Fejlesztési Bank Részvénytársaságról szóló 2001. évi XX. törvény módosításáról
- 2016. évi XXVI. törvény Az egyes szociális és gyermekvédelmi tárgyú, valamint a megváltozott munkaképességű személyek ellátásait érintő törvények módosításáról
- 2016. évi XXVII. törvény A szövetkezetekről szóló 2006. évi X. törvény módosításáról
- 2016. évi XXVIII. törvény A Magyarország és a Szlovén Köztársaság között a Lendva-patak vízgazdálkodási szabályozása következtében az államhatár megváltoztatásáról szóló Szerződés kihirdetéséről
- 2016. évi XXXVII. törvény Magyarország Kormánya és a Bahreini Királyság Kormánya közötti légiközlekedési megállapodás kihirdetéséről
- 2016. évi XXXVIII. törvény Egyes honvédelmi tárgyú törvények módosításáról
- 2016. évi XXXIX. törvény Egyes migrációs tárgyú és ezekkel összefüggésben más törvények módosításáról
- 2016. évi XL. törvény A polgári perrendtartásról szóló 1952. évi III. törvény, valamint az elektronikus ügyintézés és a bizalmi szolgáltatások általános szabályairól szóló 2015. évi CCXXII. törvény módosításáról
- 2016. évi XLI. törvény A vízgazdálkodásról szóló 1995. évi LVII. törvény módosításáról
- 2016. évi XLII. törvény A fogyasztóvédelemről szóló 1997. évi CLV. törvény és a víziközmű-szolgáltatásról szóló 2011. évi CCIX. törvény módosításáról
- 2016. évi XLIII. törvény Az elektronikus hírközlésről szóló 2003. évi C. törvény módosításáról
- 2016. évi XLIV. törvény A Magyar Könyvvizsgálói Kamaráról, a könyvvizsgálói tevékenységről, valamint a könyvvizsgálói közfelügyeletről szóló 2007. évi LXXV. törvény és egyes pénzügyi tárgyú törvények módosításáról
- 2016. évi XLV. törvény A Nemzeti Gazdasági és Társadalmi Tanácsról szóló 2011. évi XCIII. törvény módosításáról
- 2016. évi XLVI. törvény A személyszállítási szolgáltatásokról szóló 2012. évi XLI. törvény módosításáról
- 2016. évi XLVII. törvény A hulladékról szóló 2012. évi CLXXXV. törvény módosításáról
- 2016. évi XLVIII. törvény A népszavazás kezdeményezéséről, az európai polgári kezdeményezésről, valamint a népszavazási eljárásról szóló 2013. évi CCXXXVIII. törvény módosításáról
- 2016. évi XLIX. törvény Egyes iskolaszövetkezetekkel összefüggő törvények módosításáról
- 2016. évi L. törvény Az ENSZ Éghajlatváltozási Keretegyezményében Részes Feleinek 21. Konferenciáján elfogadott Párizsi Megállapodás kihirdetéséről
- 2016. évi LI. törvény Az ENSZ Éghajlatváltozási Keretegyezménye és annak Kiotói Jegyzőkönyve végrehajtási keretrendszeréről szóló 2007. évi LX. törvény, valamint az üvegházhatású gázok közösségi kereskedelmi rendszerében és az erőfeszítés-megosztási határozat végrehajtásában történő részvételről szóló 2012. évi CCXVII. törvény módosításáról
- 2016. évi LII. törvény Az állami tisztviselőkről
- 2016. évi LIII. törvény A pénzügyi közvetítőrendszert érintő egyes törvények módosításáról
- 2016. évi LIV. törvény A Magyarország helyi önkormányzatairól szóló 2011. évi CLXXXIX. törvény módosításáról
- 2016. évi LV. törvény Egyes törvényeknek a szövetkezeti hitelintézetek integrációjával összefüggő módosításáról
- 2016. évi LVI. törvény Az 1956. évi forradalom és szabadságharc utáni leszámolással összefüggő elítélések semmisségének megállapításáról szóló 2000. évi CXXX. törvénynek  a semmisség igazolása iránti eljárás hatékonyabb működése érdekében szükséges módosításáról
- 2016. évi LXVII. törvény Magyarország 2017. évi központi költségvetésének megalapozásáról
- 2016. évi LXVIII. törvény A jövedéki adóról
- 2016. évi LXIX. törvény A terrorizmus elleni fellépéssel összefüggő egyes törvények módosításáról
- 2016. évi LXX. törvény A Budapesten megrendezendő Úszó-, Vízilabda-, Műugró, Műúszó és Nyíltvízi Világbajnokság megvalósításához szükséges létesítményfejlesztésről szóló 2015. évi XXXIII. törvény módosításáról
- 2016. évi LXXI. törvény A Montenegrónak az Észak-atlanti Szerződéshez való csatlakozásáról szóló Jegyzőkönyv kihirdetéséről
- 2016. évi LXXII. törvény Magyarország Kormánya és a Ghánai Köztársaság Kormánya között a diplomata és szolgálati útlevéllel rendelkező állampolgáraik vízummentességéről szóló Megállapodás kihirdetéséről
- 2016. évi LXXIII. törvény A külképviseletekről és a tartós külszolgálatról
- 2016. évi LXXIV. törvény A településkép védelméről
- 2016. évi LXXV. törvény Az engedély nélkül, személygépkocsival végzett személyszállító szolgáltatáshoz kapcsolódó jogkövetkezményekről
- 2016. évi LXXVI. törvény A Magyarország 2016. évi központi költségvetéséről szóló 2015. évi C. törvény módosításáról
- 2016. évi LXXVII. törvény A polgári törvénykönyvről szóló 2013. évi V. törvény módosításáról
- 2016. évi LXXVIII. törvény Egyes területrendezési tárgyú törvények módosításáról
- 2016. évi LXXIX. törvény Egyes foglalkoztatási tárgyú törvények jogharmonizációs célú módosításáról
- 2016. évi LXXX. törvény Az oktatás szabályozására vonatkozó és egyes kapcsolódó törvények módosításáról
- 2016. évi LXXXI. törvény Egyes energetikai tárgyú törvények módosításáról
- 2016. évi LXXXII. törvény A villamos energiáról szóló 2007. évi LXXXVI. törvény, valamint az energetikai tárgyú törvények módosításáról szóló 2011. évi XXIX. törvény módosításáról
- 2016. évi LXXXIII. törvény A földgázellátásról szóló 2008. évi XL. törvény módosításáról
- 2016. évi LXXXIV. törvény A földgáz biztonsági készletezéséről szóló 2006. évi XXVI. törvény módosításáról
- 2016. évi LXXXV. törvény A Magyar Energetikai és Közmű-szabályozási Hivatalról szóló 2013. évi XXII. törvény módosításáról
- 2016. évi LXXXVI. törvény A Magyar Fejlesztési Bank Részvénytársaságról szóló 2001. évi XX. törvény módosításáról
- 2016. évi LXXXVII. törvény A tőkepiac stabilitásának erősítése érdekében tett egyes kárrendezési intézkedésekről szóló 2015. évi CCXIV. törvény módosításáról
- 2016. évi LXXXVIII. törvény A szőlőtermesztésről és a borgazdálkodásról szóló 2004. évi XVIII. törvény módosításáról
- 2016. évi LXXXIX. törvény' A hulladékról szóló 2012. évi CLXXXV. törvény módosításáról
- 2016. évi XC. törvény Magyarország 2017. évi központi költségvetéséről
- 2016. évi XCI. törvény A Nemzeti Ménesbirtok és Tangazdaságról
- 2016. évi XCII. törvény A kulturális örökség védelméről szóló 2001. évi LXIV. törvény és az azzal összefüggő egyes törvények módosításáról
- 2016. évi XCIII. törvény A szerzői jogok és a szerzői joghoz kapcsolódó jogok közös kezeléséről
- 2016. évi XCIV. törvény A határon lefolytatott menekültügyi eljárás széles körben való alkalmazhatóságának megvalósításához szükséges törvények módosításáról
- 2016. évi XCV. törvény A Magyarország Kormánya és Kuvait Állam Kormánya közötti légiközlekedési megállapodás kihirdetéséről
- 2016. évi XCVI. törvény A Magyarország Kormánya és Türkmenisztán Kormánya között a jövedelem- és a vagyonadók területén a kettős adóztatás elkerüléséről és az adóztatás kijátszásának megakadályozásáról szóló Egyezmény kihirdetéséről
- 2016. évi XCVII. törvény Egyes törvényeknek a tiltott szerencsejáték megakadályozásával összefüggő módosításáról
- 2006. évi XCVIII. törvény a biztonságos és gazdaságos gyógyszer- és gyógyászatisegédeszköz-ellátás, valamint a gyógyszerforgalmazás általános szabályairól
- 2016. évi XCIX. törvény a Habsburg Ottó Alapítványról
- 2016. évi C. törvény az adózás rendjéről szóló 2003. évi XCII. törvény módosításáról
- 2016. évi CI. törvény az államháztartásról szóló 1992. évi XXXVIII. törvény és egyes kapcsolódó törvények módosításáról szóló 2006. évi LXV. törvény, valamint a civil szervezetek bírósági nyilvántartásáról és az ezzel összefüggő eljárási szabályokról szóló 2011. évi CLXXXI. törvény módosításáról
- 2016. évi CII. törvény az egyes kárpótlással összefüggő törvények módosításáról
- 2016. évi CIII. törvény Az európai uniós és a nemzetközi bűnügyi együttműködést szabályozó törvények, valamint egyes büntetőjogi tárgyú törvények jogharmonizációs célú módosításáról
- 2016. évi CIV. törvény A központi hivatalok felülvizsgálatával és a járási (fővárosi kerületi) hivatalok megerősítésével összefüggő egyes törvények módosításáról, valamint egyes költségvetési szervek feladatainak átadásáról
- 2016. évi CV. törvény A Nemzetközi Árufuvarozásról szóló Megállapodás SzMGSz és Mellékletei 2015. és 2016. évi módosításaival egységes szerkezetben történő kihirdetéséről
- 2016. évi CVI. törvény A „Földet a gazdáknak!” Programról
- 2016. évi CVII. törvény A Nemzeti Földalapról szóló 2010. évi LXXXVII. törvény módosításáról
- 2016. évi CVIII. törvény Az Országgyűlésről szóló 2012. évi XXXVI. törvény módosításáról
- 2016. évi CIX. törvény Az anyakönyvi eljárásról szóló 2010. évi I. törvény módosításáról
- 2016. évi CX. törvény A büntetések, az intézkedések, egyes kényszerintézkedések és a szabálysértési elzárás végrehajtásáról szóló 2013. évi CCXL. törvény és ehhez kapcsolódóan más törvények módosításáról
- 2016. évi CXI. törvény Egyes törvényeknek az önálló zálogjoggal összefüggő módosításáról
- 2016. évi CXII. törvény Az egyes közszolgáltatások ellátásáról és az ezzel összefüggő törvénymódosításokról szóló 2013. évi CXXXIV. törvény módosításáról
- 2016. évi CXIII. törvény Egyes törvényeknek az egyetemi kórházak létrehozásával, fenntartásával és működésével kapcsolatos módosításáról
- 2016. évi CXIV. törvény Az Országos Magyar Vadászkamaráról szóló 1997. évi XLVI. törvény módosításáról
- 2016. évi CXV. törvény A megyei könyvtárak és a megyei hatókörű városi múzeumok feladatának ellátását szolgáló egyes állami tulajdonú vagyontárgyak ingyenes önkormányzati tulajdonba adásáról szóló 2015. évi LXXV. törvény módosításáról
- 2016. évi CXVI. törvény az egyes belügyi tárgyú törvények módosításáról
- 2016. évi CXVII. törvény A honvédek jogállásáról szóló 2012. évi CCV. törvény, a rendvédelmi feladatokat ellátó szervek hivatásos állományának szolgálati jogviszonyáról szóló 2015. évi XLII. törvény és más kapcsolódó törvények módosításáról
- 2016. évi CXVIII. törvény Az épített környezet alakításáról és védelméről szóló 1997. évi LXXVIII. törvény módosításáról
- 2016. évi CXIX. törvény A sportról szóló 2004. évi I. törvény módosításáról
- 2016. évi CXX. törvény Az elektronikus hírközlésről szóló 2003. évi C. törvény, valamint a Magyar Energetikai és Közmű-szabályozási Hivatalról szóló 2013. évi XXII. törvény módosításáról
- 2016. évi CXXI. törvény Az egységes elektronikus ügyintézési rendszer kialakításához szükséges egyes törvények módosításáról
- 2016. évi CXXII. törvény  Magyarország 2015. évi központi költségvetéséről szóló 2014. évi C. törvény végrehajtásáról
- 2016. évi CXXIII. törvény a Nemzeti Média- és Hírközlési Hatóság 2015. évi egységes költségvetésének végrehajtásáról
- 2016. évi CXXIV. törvény a Nemzeti Média- és Hírközlési Hatóság 2017. évi egységes költségvetéséről
- 2016. évi CXXV. törvény Az egyes adótörvények és más kapcsolódó törvények módosításáról
- 2016. évi CXXVI. törvény Az oktatás szabályozására vonatkozó egyes törvények módosításáról
- 2016. évi CXXVII. törvény a közigazgatási bürokráciacsökkentést érintő egyes törvények módosításáról
- 2016. évi CXXVIII. törvény A Rendőrségről szóló 1994. évi XXXIV. törvény, valamint az elektronikus hírközlésről szóló 2003. évi C. törvény módosításáról
- 2016. évi CXXIX. törvény A szőlőtermesztésről és a borgazdálkodásról szóló 2004. évi XVIII. törvény és a hegyközségekről szóló 2012. évi CCXIX. törvény módosításáról
- 2016. évi CXXX. törvény a polgári perrendtartásról
- 2016. évi CXXXI. törvény A Magyarország Kormánya és Ausztrália Kormánya közötti légiközlekedési megállapodás kihirdetéséről
- 2016. évi CXXXII. törvény A Honvédelmi Sportszövetségről
- 2016. évi CXXXIII. törvény A honvédelemről és a Magyar Honvédségről, valamint a különleges jogrendben bevezethető intézkedésekről szóló 2011. évi CXIII. törvény módosításáról
- 2016. évi CXXXIV. törvény A polgári perrendtartásról szóló 1952. évi III. törvény, valamint a nemzeti akkreditálásról szóló 2015. évi CXXIV. törvény módosításáról
- 2016. évi CXXXV. törvény A dohányzás visszaszorításával összefüggő egyes törvények módosításáról
- 2016. évi CXXXVI. törvény A légiközlekedésről szóló 1995. évi XCVII. törvény módosításáról
- 2016. évi CXXXVII. törvény Egyes törvényeknek az idegenhonos inváziós fajok betelepítésének vagy behurcolásának és terjedésének megelőzésével és kezelésével összefüggésben történő módosításáról
- 2016. évi CXXXVIII. törvény Az egyes klímapolitikai és zöldgazdaság fejlesztési tárgyú törvények módosításáról
- 2016. évi CXXXIX. törvény A környezetvédelmi termékdíjról szóló 2011. évi LXXXV. törvény módosításáról
- 2016. évi CXL. törvény Az egyrészről az Európai Unió és tagállamai, másrészről a Kazah Köztársaság közötti megerősített partnerségi és együttműködési megállapodás kihirdetéséről
- 2016. évi CXLI. törvény  a Magyar Corvin-lánc Testületről
- 2016. évi CXLII. törvény Az államháztartásról szóló 2011. évi CXCV. törvény és egyes kapcsolódó törvények módosításáról
- 2016. évi CXLIII. törvény Energetikai tárgyú törvények módosításáról
- 2016. évi CXLIV. törvény A közlekedéssel összefüggő egyes törvények módosításáról
- 2016. évi CXLV. törvény Egyes foglalkoztatási tárgyú törvények módosításáról
- 2016. évi CXLVI. törvény A szakképzési és felnőttképzési hatósági feladatok átadásával összefüggő egyes törvények módosításáról
- 2016. évi CXLVII. törvény Egyes egészség- és önsegélyező szolgáltatások védelméről
- 2016. évi CXLVIII. törvény A muzeális intézményekről, a nyilvános könyvtári ellátásról és a közművelődésről szóló 1997. évi CXL. törvény módosításáról
- 2016. évi CXLIX. törvény A mezőgazdasági, agrár-vidékfejlesztési, valamint halászati támogatásokhoz és egyéb intézkedésekhez kapcsolódó eljárás egyes kérdéseiről szóló 2007. évi XVII. törvény és a mező- és erdőgazdasági földek forgalmáról szóló 2013. évi CXXII. törvénnyel összefüggő egyes rendelkezésekről és átmeneti szabályokról szóló 2013. évi CCXII. törvény módosításáról
- 2016. évi CL. törvény az általános közigazgatási rendtartásról (Ákr.)
- 2016. évi CLI. törvény a Magyarország Kormánya és a Szövetséges Transzformációs Főparancsnok Parancsnoksága, valamint a Szövetséges Erők Európai Legfelsőbb Parancsnoksága között a NATO műveletek, gyakorlatok, és hasonló katonai tevékenységek végrehajtása során befogadó nemzeti támogatás biztosításáról szóló Megállapodás kihirdetéséről
- 2016. évi CLII. törvény a higanyról szóló Minamata Egyezmény kihirdetéséről
- 2016. évi CLIII. törvény a Magyarország Kormánya és az Egyiptomi Arab Köztársaság Kormánya közötti légiközlekedési megállapodás kihirdetéséről
- 2016. évi CLIV. törvény a Magyarország Kormánya és Katar Állam Kormánya közötti légiközlekedési megállapodás kihirdetéséről
- 2016. évi CLV. törvény A hivatalos statisztikáról
- 2016. évi CLVI. törvény A turisztikai térségek fejlesztésének állami feladatairól
- 2016. évi CLVII. törvény Magyarország 2017. évi központi költségvetéséről szóló 2016. évi XC. törvény eltérő szöveggel való hatálybalépéséről
- 2016. évi CLVIII. törvény A jogi segítségnyújtásról szóló 2003. évi LXXX. törvény és egyes törvények eljárásjogi kérdésekkel összefüggő módosításáról
- 2016. évi CLIX. törvény a rendvédelmi feladatokat ellátó szervek hivatásos állományának szolgálati jogviszonyáról szóló 2015. évi XLII. törvény módosításáról
- 2016. évi CLX. törvény A közbeszerzésekről szóló 2015. évi CXLIII. törvény és az azzal összefüggő egyes törvények módosításáról
- 2016. évi CLXI. törvény a tisztességtelen piaci magatartás és a versenykorlátozás tilalmáról szóló 1996. évi LVII. törvény, valamint a fogyasztókkal szembeni tisztességtelen kereskedelmi gyakorlat tilalmáról szóló 2008. évi XLVII. törvény módosításáról
- 2016. évi CLXII. törvény Egyes iskolaszövetkezetekkel összefüggő törvények módosításáról
- 2016. évi CLXIII. törvény a mozgóképről szóló 2004. évi II. törvény módosításáról
- 2016. évi CLXIV. törvény Egyes törvényeknek a táncművészeti életjáradék bevezetésével összefüggő módosításáról
- 2016. évi CLXV. törvény Egyes gyermekvédelmi és egészségügyi tárgyú törvényeknek a gyermekek biztonságának és védelmének fokozása érdekében történő módosításáról
- 2016. évi CLXVI. törvény Egyes szociális és gyermekvédelmi tárgyú törvények módosításáról
- 2016. évi CLXVII. törvény A társadalombiztosítási nyugellátásról szóló 1997. évi LXXXI. törvény és egyéb törvények módosításáról
- 2016. évi CLXVIII. törvény Az elektronikus hírközléssel és a fogyasztóvédelemmel összefüggő egyes törvények módosításáról
- 2016. évi CLXIX. törvény  A villamos energiáról szóló 2007. évi LXXXVI. törvény módosításáról
- 2016. évi CLXX. törvény Egyes állami és önkormányzati tulajdonú ingatlanok ingyenes átadásáról
- 2016. évi CLXXI. törvény A közteherviselést és az állami szervek feladatellátását érintő egyes törvények módosításáról
- 2016. évi CLXXII. törvény Az egyes egészségügyi és egészségbiztosítási tárgyú törvények módosításáról
- 2016. évi CLXXIII. törvény Az egyszerű bejelentés körének bővítésére és az építésügy területén érvényesítendő további bürokráciacsökkentésre vonatkozóan az épített környezet alakításáról és védelméről szóló 1997. évi LXXVIII. törvény módosításáról
- 2016. évi CLXXIV. törvény A településkép védelméről szóló 2016. évi LXXIV. törvény módosításáról
- 2016. évi CLXXV. törvény A tudományos kutatásról, fejlesztésről és innovációról szóló 2014. évi LXXVI. törvény módosításáról
- 2016. évi CLXXVI. törvény A megyei könyvtárak és a megyei hatókörű városi múzeumok feladatának ellátását szolgáló egyes állami tulajdonú vagyontárgyak ingyenes önkormányzati tulajdonba adásáról szóló 2015. évi LXXV. törvény módosításáról
- 2016. évi CLXXVII. törvény A Magyarország Kormánya és az Ománi Szultánság Kormánya között a jövedelemadók területén a kettős adóztatás elkerüléséről és az adóztatás kijátszásának megakadályozásáról szóló Egyezmény kihirdetéséről
- 2016. évi CLXXVIII. törvény A Magyarország Kormánya és a Spanyol Királyság Kormánya között a minősített adatok cseréjéről és kölcsönös védelméről szóló egyezmény kihirdetéséről
- 2016. évi CLXXIX. törvény A civil szervezetek és a cégek nyilvántartásával összefüggő eljárások módosításáról és gyorsításáról
- 2016. évi CLXXX. törvény A Szociális Munka Napjának munkaszüneti nappá nyilvánításáról
- 2016. évi CLXXXI. törvény A közszolgálati tisztviselőkről szóló 2011. évi CXCIX. törvény, valamint a külképviseletekről és a tartós külszolgálatról szóló 2016. évi LXXIII. törvény módosításáról
- 2016. évi CLXXXII. törvény Egyes pénzügyi és gazdasági tárgyú törvények módosításáról
- 2016. évi CLXXXIII. törvény Egyes energetikai tárgyú törvények árszabályozási célú módosításáról
- 2016. évi CLXXXIV. törvény Egyes törvények honvédelmi kérdésekkel összefüggő módosításáról
- 2016. évi CLXXXV. törvény A Magyarország helyi önkormányzatairól szóló 2011. évi CLXXXIX. törvény módosításáról
- 2016. évi CLXXXVI. törvény A szőlő szaporítóanyag termesztés érdekében a mező- és erdőgazdasági földek forgalmáról szóló 2013. évi CXXII. törvénnyel összefüggő egyes rendelkezésekről és átmeneti szabályokról szóló 2013. évi CCXII. törvény módosításáról
- 2016. évi CLXXXVII. törvény Zártkertként nyilvántartott ingatlanok művelés alóli kivonásával kapcsolatban egyes törvények módosításáról
- 2016. évi CLXXXVIII. törvény A Magyarország Kormánya és a Horvát Köztársaság Kormánya között a minősített adatok cseréjéről és kölcsönös védelméről szóló egyezmény kihirdetéséről
- 2016. évi CLXXXIX. törvény A Magyarország Kormánya és az Oroszországi Föderáció Kormánya között a minősített adatok kölcsönös védelméről szóló egyezmény kihirdetéséről
- 2016. évi CXC. törvény A Magyarország Kormánya és Montenegró Kormánya között a minősített adatok cseréjéről és kölcsönös védelméről szóló egyezmény kihirdetéséről

### Országgyűlési határozatok
- 1/2016. (III. 2.) OGY határozat Gőgös Zoltán országgyűlési képviselő mentelmi ügyében
- 2/2016. (III. 2.) OGY határozat A 2016-os év magyar–lengyel szolidaritás évének nyilvánításáról
- 3/2016. (III.17.) OGY határozat Dr. Oláh Lajos országgyűlési képviselő mentelmi ügyében
- 4/2016. (III.17.) OGY határozat Dr. Tóth Bertalan országgyűlési képviselő mentelmi ügyében
- 5/2016. (IV. 5.) OGY határozat A 2017. év Arany János-emlékévvé nyilvánításáról
- 6/2016. (IV. 5.) OGY határozat A Magyar Felsőoktatás Napjáról
- 7/2016. (IV. 5.) OGY határozat Gróf Széchenyi István születésének 225. évfordulójáról való megemlékezésről
- 8/2016. (V. 10.) OGY határozat országos népszavazás elrendeléséről
- 9/2016. (V. 10.) OGY határozat a munkavállalók szolgáltatások nyújtása keretében történő kiküldetéséről szóló, 1996. december 16-i 96/71/EK európai parlamenti és tanácsi irányelv módosításáról szóló európai parlamenti és tanácsi irányelvtervezet vonatkozásában az indokolt vélemény elfogadása feltételeinek fennállásáról szóló jelentés elfogadásáról
- 10/2016. (VI. 8.) OGY határozat A Független Rendészeti Panasztestület tagjainak megválasztásáról szóló 10/2008. (II. 28.) OGY határozat módosításáról
- 11/2016. (VI. 17.) OGY határozat Az Európai Unió harmadik országokkal kötött kereskedelmi és beruházási megállapodásaival kapcsolatos követelményekről
- 12/2016. (VI. 17.) OGY határozat Egy harmadik országbeli állampolgár vagy egy hontalan személy által a tagállamok egyikében benyújtott nemzetközi védelem iránti kérelem megvizsgálásáért felelős tagállam meghatározására vonatkozó feltételek és eljárási szabályok megállapításáról szóló európai parlamenti és tanácsi rendelettervezet vonatkozásában az indokolt vélemény elfogadása feltételeinek fennállásáról szóló jelentés elfogadásáról
- 13/2016. (IX. 14.) OGY határozat Az Országgyűlés tisztségviselőinek megválasztásáról szóló 11/2014. (V. 6.) OGY határozat módosításáról
- 14/2016. (IX. 14.) OGY határozat Az Országgyűlés bizottságainak létrehozásáról, tisztségviselőinek és tagjainak megválasztásáról szóló 13/2014. (V. 6.) OGY határozat módosításáról
- 15/2016. (IX. 14.) OGY határozat A Magyar Nemzeti Bank monetáris tanácsa tagjainak megválasztásáról szóló 11/2011. (III. 9.) OGY határozat módosításáról
- 16/2016. (IX. 14.) OGY határozat Dr. Mengyi Roland országgyűlési képviselő mentelmi ügyében
- 17/2016. (IX. 27.) OGY határozat az Alkotmánybíróság tagjait jelölő eseti bizottság tisztségviselőinek és tagjainak megválasztásáról szóló 32/2014. (VII. 8.) OGY határozat módosításáról
- 18/2016. (X. 3.) OGY határozat A magyar-bolgár barátság napjáról
- 19/2016. (X. 13.) OGY határozat az alapvető jogok biztosának és helyetteseinek 2015. évi tevékenységéről szóló beszámoló elfogadásáról
- 20/2016. (X. 13.) OGY határozat az Országgyűlés bizottságainak létrehozásáról, tisztségviselőinek és tagjainak megválasztásáról szóló 13/2014. (V. 6.) OGY határozat módosításáról
- 21/2016. (X. 13.) OGY határozat Tájékoztató az Állami Számvevőszék 2015. évi szakmai tevékenységéről és beszámoló az intézmény működéséről az Országgyűlés részére című beszámoló elfogadásáról
- 22/2016. (X. 14.) OGY határozat az egyrészről az Európai Unió és tagállamai, másrészről Kanada között az Átfogó Gazdasági és Kereskedelmi Megállapodás (Comprehensive Economic and Trade Agreement – CETA) aláírásával kapcsolatos álláspontról
- 23/2016. (X. 27.) OGY határozat országos népszavazásról
- 24/2016. (X. 27.) OGY határozat országos népszavazásról
- 25/2016. (X. 27.) OGY határozat az Európai Unió Mali Kiképző Műveletében („EUTM Mali”) történő további magyar katonai szerepvállalásról szóló beszámoló elfogadásáról
- 26/2016. (X. 27.) OGY határozat a „Földet a gazdáknak!” Programról
- 27/2016. (XI. 8.) OGY határozat Az Országgyűlés bizottságainak létrehozásáról, tisztségviselőinek és tagjainak megválasztásáról szóló 13/2014. (V. 6.) OGY határozat módosításáról
- 28/2016. (XI. 14.) OGY határozat A magyar haditengerészek és a hősi halált halt magyar haditengerészek emléknapjáról
- 29/2016. (XI. 23.) OGY határozat Az Országgyűlés bizottságainak létrehozásáról, tisztségviselőinek és tagjainak megválasztásáról szóló 13/2014. (V. 6.) OGY határozat módosításáról
- 30/2016. (XI. 23.) OGY határozat az Alkotmánybíróság elnökének megválasztásáról
- 31/2016. (XI. 23.) OGY határozat az Alkotmánybíróság négy tagjának megválasztásáról
- 32/2016. (XII. 14.) OGY határozat a Kúria elnökének a Kúria 2015. évi tevékenységéről a jogegység biztosítása és az önkormányzati normakontroll körében címmel benyújtott beszámolójának elfogadásáról
- 33/2016. (XII. 14.) OGY határozat az Országos Bírósági Hivatal elnökének 2015. évi beszámolója elfogadásáról
- 34/2016. (XII. 14.) OGY határozat az ügyészség 2015. évi tevékenységéről szóló beszámoló elfogadásáról
- 35/2016. (XII. 19.) OGY határozat A Magyar Honvédség részletes bontású létszámáról szóló 35/2013. (V. 16.) OGY határozat módosításáról
- 36/2016. (XII. 19.) OGY határozat A keresztényüldözés és a közel-keleti és afrikai népirtás elítéléséről és az üldözöttek támogatásáról

### Kormányrendeletek

#### Január (1−5)
- 1/2016. (I. 20.) Korm. rendelet Magyarország Kormánya és a Francia Köztársaság Kormánya közötti Filmkoprodukciós Megállapodás kihirdetéséről
- 2/2016. (I. 20.) Korm. rendelet A Magyarország Kormánya és az Iráni Iszlám Köztársaság Kormánya közötti gazdasági együttműködési megállapodás kihirdetéséről
- 3/2016. (I. 20.) Korm. rendelet A genetikai erőforrásokhoz való hozzáféréssel és a hasznosításukból származó hasznok igazságos és méltányos megosztásával kapcsolatos nemzetközi és európai közösségi jogi aktusok végrehajtásának egyes szabályairól
- 4/2016. (I. 20.) Korm. rendelet A fejlesztéspolitikai döntéshozatal egyszerűsítésével összefüggő egyes kormányrendeletek módosításáról
- 5/2016. (I. 22.) Korm. rendelet Az érettségi vizsga vizsgaszabályzatának kiadásáról szóló 100/1997. (VI. 13.) Korm. rendelet, valamint az érettségi vizsga vizsgaszabályzatának kiadásáról szóló 100/1997. (VI. 13.) Korm. rendelet módosításáról szóló 36/2015. (III. 6.) Korm. rendelet módosításáról

#### Február (6−35)
- 6/2016. (II. 8.) Korm. rendelet A honvédelemről és a Magyar Honvédségről, valamint a különleges jogrendben bevezethető intézkedésekről szóló 2011. évi CXIII. törvény egyes rendelkezéseinek végrehajtásáról szóló 290/2011. (XII. 22.) Korm. rendelet módosításáról
- 7/2016. (II. 9.) Korm. rendelet Az Európai Unió tagállamainak a tengeri hajók újrafeldolgozása területén történő együttműködésével kapcsolatos rendelkezésekről
- 8/2016. (II. 9.) Korm. rendelet Az egyes közlekedési tárgyú kormányrendeletek módosításáról
- 9/2016. (II. 9.) Korm. rendelet A büntetés-végrehajtási szervezet részéről a központi államigazgatási szervek és a rendvédelmi szervek irányában fennálló egyes ellátási kötelezettségekről, a termékek és szolgáltatások átadás-átvételének és azok ellentételezésének rendjéről szóló 44/2011. (III. 23.) Korm. rendelet módosításáról
- 10/2016. (II. 9.) Korm. rendelet Az országos településrendezési és építési követelményekről szóló 253/1997. (XII. 20.) Korm. rendelet, valamint a levegő védelméről szóló 306/2010. (XII. 23.) Korm. rendelet módosításáról
- 11/2016. (II. 9.) Korm. rendelet A 2014–2020 közötti programozási időszakban a Belső Biztonsági Alapból és a Menekültügyi, Migrációs és Integrációs Alapból származó támogatások felhasználásáról szóló 135/2015. (VI. 2.) Korm. rendelet módosításáról
- 12/2016. (II. 9.) Korm. rendelet A Bethlen Gábor Alapról szóló 2010. évi CLXXXII. törvény végrehajtásáról szóló 367/2010. (XII. 30.) Korm. rendelet, valamint a nemzetpolitikai tevékenységgel kapcsolatos közigazgatási ösztöndíjakról szóló 98/2015. (IV. 20.) Korm. rendelet módosításáról
- 13/2016. (II. 9.) Korm. rendelet A HELL cégcsoport Szikszó területén megvalósuló beruházásával összefüggő közigazgatási hatósági ügyek nemzetgazdasági szempontból kiemelt jelentőségű üggyé nyilvánításáról
- 14/2016. (II. 9.) Korm. rendelet A Fonciére Polygone Hungária Korlátolt Felelősségű Társaság 99,9934169% társasági részesedésének állam javára történő megszerzésére irányuló ügylet nemzetstratégiai jelentőségűnek minősítéséről
- 15/2016. (II. 9.) Korm. rendelet A Nemzeti Stadionfejlesztési Program keretében megvalósítandó egyes labdarúgó sportlétesítmény-fejlesztési beruházások megvalósításával összefüggő közigazgatási hatósági ügyek kiemelt jelentőségű üggyé nyilvánításáról és az eljáró hatóságok kijelöléséről szóló 15/2014. (I. 30.) Korm. rendelet módosításáról
- 16/2016. (II. 10.) Korm. rendelet Az új lakások építéséhez, vásárlásához kapcsolódó lakáscélú támogatásról
- 17/2016. (II. 10.) Korm. rendelet A használt lakás vásárlásához, bővítéséhez igényelhető családi otthonteremtési kedvezményről
- 18/2016. (II. 10.) Korm. rendelet A Zsolnay Porcelánmanufaktúra Zártkörűen Működő Részvénytársaság stratégiailag kiemelt jelentőségű gazdálkodó szervezetté minősítéséről
- 19/2016. (II. 10.) Korm. rendelet Az MNKH Magyar Nemzeti Kereskedőház Zártkörűen Működő Részvénytársaság feladatainak meghatározásáról
- 20/2016. (II. 11.) Korm. rendelet A közúti közlekedési igazgatási feladatokról, a közúti közlekedési okmányok kiadásáról és visszavonásáról szóló 326/2011. (XII. 28.) Korm. rendelet módosításáról
- 21/2016. (II. 15.) Korm. rendelet A Magyar Állami Operaház és Erkel Színház műhelyháza és próbacentruma létrehozását célzó beruházással összefüggő közigazgatási hatósági ügyek kiemelt jelentőségű üggyé nyilvánításáról szóló 228/2015. (VIII. 7.) Korm. rendelet módosításáról
- 22/2016. (II. 17.) Korm. rendelet Az elektronikus információs rendszerek biztonsági felügyeletét ellátó hatóságok, valamint az információbiztonsági felügyelő feladat- és hatásköréről, továbbá a zárt célú elektronikus információs rendszerek meghatározásáról szóló 187/2015. (VII. 13.) Korm. rendelet módosításáról
- 23/2016. (II. 25.) Korm. rendelet A Magyarország Kormánya és a Ghánai Köztársaság Kormánya közötti gazdasági és műszaki együttműködési megállapodás kihirdetéséről
- 24/2016. (II. 25.) Korm. rendelet A Magyarország Kormánya és a Laoszi Népi Demokratikus Köztársaság Kormánya között pénzügyi együttműködési keretprogram kialakításáról szóló megállapodás kihirdetéséről
- 25/2016. (II. 25.) Korm. rendelet Az Országos Képzési Jegyzékről és az Országos Képzési Jegyzék módosításának eljárásrendjéről szóló 150/2012. (VII. 6.) Korm. rendelet, valamint a 2016/2017. tanévre vonatkozó szakmaszerkezeti döntésről és a 2016/2017. tanévben induló képzések tanulmányi ösztöndíjra jogosító szakképesítéseiről szóló 297/2015. (X. 13.) Korm. rendelet módosításáról
- 26/2016. (II. 25.) Korm. rendelet Az okos mérés bevezetésével kapcsolatos központi mintaprojekt megvalósításával összefüggő szabályokról
- 27/2016. (II. 25.) Korm. rendelet Az online kapcsolatra képes, adóügyi ellenőrzési egységgel rendelkező pénztárgép beszerzéséhez kapcsolódó követelések engedményezéséről és az engedményezéshez kapcsolódó egyéb kérdésekről szóló 109/2014. (IV. 1.) Korm. rendelet módosításáról
- 28/2016. (II. 25.) Korm. rendelet A 2003. évi uniós csatlakozási szerződésben rögzített egyes derogációkkal kapcsolatos kötelezettségek teljesítésére irányuló egyes beruházásokkal összefüggő közigazgatási hatósági ügyek nemzetgazdasági szempontból kiemelt jelentőségű üggyé nyilvánításáról
- 29/2016. (II. 25.) Korm. rendelet A Nemzeti Földalapba tartozó földrészletek hasznosításának részletes szabályairól szóló 262/2010. (XI. 17.) Korm. rendelet módosításáról
- 30/2016. (II. 25.) Korm. rendelet A Nemzetgazdasági Minisztérium budai Várnegyedben történő elhelyezésével kapcsolatos beruházás megvalósításával összefüggő közigazgatási hatósági ügyek nemzetgazdasági szempontból kiemelt jelentőségű üggyé nyilvánításáról
- 31/2016. (II. 25.) Korm. rendelet A Rácalmás városban megvalósuló ipari telephely kialakításával összefüggő közigazgatási hatósági ügyek nemzetgazdasági szempontból kiemelt jelentőségű üggyé nyilvánításáról
- 32/2016. (II. 25.) Korm. rendelet Az újfehértói sportcentrum beruházás megvalósításával összefüggő közigazgatási hatósági ügyek kiemelt jelentőségű üggyé nyilvánításáról
- 33/2016. (II. 25.) Korm. rendelet A sportfegyelmi felelősségről szóló 39/2004. (III. 12.) Korm. rendelet módosításáról
- 34/2016. (II. 26.) Korm. rendelet  Az UNESCO által 2005. október 19-én elfogadott, a sportbeli dopping elleni nemzetközi egyezmény II. melléklete módosításának kihirdetéséről
- 35/2016. (II. 29.) Korm. rendelet az EGT Finanszírozási Mechanizmus és a Norvég Finanszírozási Mechanizmus 2009-2014-es időszakának végrehajtási rendjéről szóló 326/2012. (XI. 16.) Korm. rendelet módosításáról

#### Március (36−73)
- 36/2016. (III. 3.) Korm. rendelet Magyarország Kormánya és a Vietnami Szocialista Köztársaság Kormánya közötti pénzügyi együttműködési keretprogram kialakításáról szóló megállapodás kihirdetéséről
- 37/2016. (III. 3.) Korm. rendelet A vadászati hatósági jogkört érintő egyes kormányrendeletek módosításáról
- 38/2016. (III. 3.) Korm. rendelet Az európai uniós versenyjogi értelemben vett állami támogatásokkal kapcsolatos eljárásról és a regionális támogatási térképről szóló 37/2011. (III. 22.) Korm. rendelet módosításáról
- 39/2016. (III. 3.) Korm. rendelet A Széchenyi Programirodákról szóló 68/2011. (IV. 28.) Korm. rendelet módosításról
- 40/2016. (III. 3.) Korm. rendelet Egyes nemzetgazdasági szempontból kiemelt jelentőségű beruházások megvalósításával összefüggő kormányrendeletek módosításáról
- 41/2016. (III. 9.) Korm. rendelet A tömeges bevándorlás okozta válsághelyzet Magyarország egész területére történő elrendeléséről, valamint a válsághelyzet elrendelésével, fennállásával és megszüntetésével összefüggő szabályokról
- 42/2016. (III. 9.) Korm. rendelet A 2014–2020 programozási időszakban az egyes európai uniós alapokból származó támogatások felhasználásának rendjéről szóló 272/2014. (XI. 5.) Korm. rendelet módosításáról
- 43/2016. (III. 9.) Korm. rendelet Az Európai Unió vagy más nemzetközi szervezet felé vállalt kötelezettséggel összefüggő, a 2014–2020 programozási időszakban a Kormány által a nemzeti fejlesztési miniszter hatáskörébe utalt energiahatékonyság növelését célzó beruházások megvalósításáról szóló 435/2015. (XII. 28.) Korm. rendelet módosításáról
- 44/2016. (III. 10.) Korm. rendelet A 2014-2020 programozási időszakra az Európai Területi Együttműködési Programokból rendelt források felhasználására vonatkozó uniós versenyjogi értelemben vett állami támogatási szabályokról
- 45/2016. (III. 10.) Korm. rendelet Egyes mezőgazdasági tárgyú kormányrendeletek módosításáról
- 46/2016. (III. 10.) Korm. rendelet Az egyes, az elektronikus ügyintézéshez kapcsolódó szervezetek kijelöléséről szóló 84/2012. (IV. 21.) Korm. rendelet módosításáról
- 47/2016. (III. 10.) Korm. rendelet Az Építés Fejlődéséért Nonprofit Korlátolt Felelősségű Társaság feladatainak központi költségvetési szerv által történő átvételéről
- 48/2016. (III. 10.) Korm. rendelet A FAG Magyarország Kft. Debrecen területén megvalósuló beruházásával összefüggő közigazgatási hatósági ügyek nemzetgazdasági szempontból kiemelt jelentőségű üggyé nyilvánításáról
- 49/2016. (III. 10.) Korm. rendelet A MIAS HUNGARY Kft. Gyöngyös város területén megvalósuló beruházásával összefüggő közigazgatási hatósági ügyek nemzetgazdasági szempontból kiemelt jelentőségű üggyé nyilvánításáról
- 50/2016. (III. 11.) Korm. rendelet A Debrecenben megvalósuló ipari telephely kialakításával összefüggő közigazgatási hatósági ügyek nemzetgazdasági szempontból kiemelt jelentőségű üggyé nyilvánításáról és az eljáró hatóságok kijelöléséről szóló 75/2015. (III. 30.) Korm. rendelet módosításáról
- 51/2016. (III. 17.) Korm. rendelet Az állami tulajdonban levő ÉMI Nonprofit Kft. állami építési beruházásokkal kapcsolatos egyes műszaki szolgáltatási feladatok elvégzésére vonatkozó kijelöléséről
- 52/2016. (III. 21.) Korm. rendelet A Magyarország Kormánya és Mongólia Kormánya közötti pénzügyi együttműködési keretprogram kialakításáról szóló megállapodás kihirdetéséről
- 53/2016. (III. 22.) Korm. rendelet a hitelintézetek és a pénzügyi vállalkozások éves beszámoló készítési és könyvvezetési kötelezettségének sajátosságairól szóló 250/2000. (XII. 24.) Korm. rendelet módosításáról
- 54/2016. (III. 23.) Korm. rendelet A Nemzeti Földalapba tartozó földrészletek hasznosításának részletes szabályairól szóló 262/2010. (XI. 17.) Korm. rendelet módosításáról
- 55/2016. (III. 24.) Korm. rendelet A XIV. Nyári Európai Ifjúsági Olimpiai Fesztivál megrendezésével összefüggő infrastrukturális fejlesztésekre irányuló beruházás megvalósításával összefüggő közigazgatási hatósági ügyek kiemelt jelentőségű üggyé nyilvánításáról és az eljáró hatóságok kijelöléséről
- 56/2016. (III. 25.) Korm. rendelet A földgázellátásról szóló 2008. évi XL. törvény rendelkezéseinek végrehajtásáról szóló 19/2009. (I. 30.) Korm. rendelet módosításáról
- 57/2016. (III. 25.) Korm. rendelet A honvédelmi szervezetek működésének az államháztartás működési rendjétől eltérő szabályairól szóló 346/2009. (XII. 30.) Korm. rendelet módosításáról
- 58/2016. (III. 25.) Korm. rendelet A közszolgálati tisztviselők képesítési előírásairól szóló 29/2012. (III. 7.) Korm. rendelet módosításáról
- 59/2016. (III. 25.) Korm. rendelet A felsőoktatási felvételi eljárásról szóló 423/2012. (XII. 29.) Korm. rendelet, valamint a nemzeti felsőoktatási kiválóságról szóló 24/2013. (II. 5.) Korm. rendelet módosításáról
- 60/2016. (III. 25.) Korm. rendelet Az Országos Statisztikai Adatgyűjtési Program adatgyűjtéseiről és adatátvételeiről szóló 288/2009. (XII. 15.) Korm. rendelet módosításáról
- 61/2016. (III. 25.) Korm. rendelet A SPINTO-TDM Szerszámtervező és Gyártó Kft. Miskolc területén megvalósuló beruházásával összefüggő közigazgatási hatósági ügyek nemzetgazdasági szempontból kiemelt jelentőségű üggyé nyilvánításáról
- 62/2016. (III. 31.) Korm. rendelet Az egyes migrációs és menekültügyi tárgyú kormányrendeletek módosításáról
- 63/2016. (III. 31.) Korm. rendelet A nemzeti szinten biztonságosnak nyilvánított származási országok és biztonságos harmadik országok meghatározásáról szóló 191/2015. (VII. 21.) Korm. rendelet módosításáról
- 64/2016. (III. 31.) Korm. rendelet Az egészségügyi létfontosságú rendszerek és létesítmények azonosításáról, kijelöléséről és védelméről szóló 246/2015. (IX. 8.) Korm. rendelet, valamint a nemzeti vérkészlettel való gazdálkodás szabályairól szóló 439/2015. (XII. 28.) Korm. rendelet módosításáról
- 65/2016. (III. 31.) Korm. rendelet A társadalombiztosítási nyugellátásról szóló 1997. évi LXXXI. törvény végrehajtásáról szóló 168/1997. (X. 6.) Korm. rendelet módosításáról
- 66/2016. (III. 31.) Korm. rendelet A mozgásában korlátozott személy parkolási igazolványáról szóló 218/2003. (XII. 11.) Korm. rendelet és a súlyos mozgáskorlátozott személyek közlekedési kedvezményeiről szóló 102/2011. (VI. 29.) Korm. rendelet módosításáról
- 67/2016. (III. 31.) Korm. rendelet A földhivatalok, valamint a Földmérési és Távérzékelési Intézet feladatairól, illetékességi területéről, továbbá egyes földhivatali eljárások részletes szabályairól szóló 373/2014. (XII. 31.) Korm. rendelet módosításáról
- 68/2016. (III. 31.) Korm. rendelet Az Országos Hulladékgazdálkodási Közszolgáltatási Tervre vonatkozó részletes szabályokról
- 69/2016. (III. 31.) Korm. rendelet Az állami hulladékgazdálkodási közfeladat ellátására létrehozott szervezet kijelöléséről, feladatköréről, az adatkezelés módjáról, valamint az adatszolgáltatási kötelezettségek részletes szabályairól
- 70/2016. (III. 31.) Korm. rendelet A hulladékgazdálkodással összefüggő egyes kormányrendeletek módosításáról
- 71/2016. (III. 31.) Korm. rendelet A hulladékkal kapcsolatos nyilvántartási és adatszolgáltatási kötelezettségekről szóló 309/2014. (XII. 11.) Korm. rendelet módosításáról
- 72/2016. (III. 31.) Korm. rendelet Az Uniós fejlesztések fejezetbe tartozó fejezeti kezelésű előirányzatok felhasználásának rendjéről szóló 549/2013. (XII. 30.) Korm. rendelet módosításáról
- 73/2016. (III. 31.) Korm. rendelet Az egyházi elismerésről és az egyházi jogi személyek jogállásának és működésének sajátos szabályairól szóló 295/2013. (VII. 29.) Korm. rendelet módosításáról

#### Április (74−92)
- 74/2016. (IV. 5.) Korm. rendelet Magyarország Kormánya és a Bahreini Királyság Kormánya közötti gazdasági és műszaki együttműködésről szóló Megállapodás kihirdetéséről
- 75/2016. (IV. 5.) Korm. rendelet Az Európai Hálózatfinanszírozási Eszközből származó források felhasználásáról
- 76/2016. (IV. 5.) Korm. rendelet Az egyes közlekedésfejlesztési projektekkel összefüggő közigazgatási hatósági ügyek nemzetgazdasági szempontból kiemelt jelentőségű üggyé nyilvánításáról és az eljáró hatóságok kijelöléséről szóló 345/2012. (XII. 6.) Korm. rendelet módosításáról
- 77/2016. (IV. 6.) Korm. rendelet A kormányablakokról szóló 515/2013. (XII. 30.) Korm. rendelet, valamint a Közigazgatási és Igazságügyi Hivatalról szóló 177/2012. (VII. 26.) Korm. rendelet módosításáról
- 78/2016. (IV. 11.) Korm. rendelet A minimális vagyonvédelmi szolgáltatási rezsióradíj 2016. évi mértékéről
- 79/2016. (IV. 11.) Korm. rendelet A Budapesti Vendéglátóipari és Humán Szakképzési Centrum Raoul Wallenberg Szakközépiskolája és Szakiskolája Budapest Rippl-Rónai utca 22. szám alatti ingatlanban történő elhelyezésével összefüggő közigazgatási hatósági ügyek nemzetgazdasági szempontból kiemelt jelentőségű üggyé nyilvánításáról
- 80/2016. (IV. 12.) Korm. rendelet A CSABAcast Könnyűfémöntöde Kft. Apc község területén megvalósuló beruházásával összefüggő közigazgatási hatósági ügyek nemzetgazdasági szempontból kiemelt jelentőségű üggyé nyilvánításáról
- 81/2016. (IV. 12.) Korm. rendelet Az érdi multifunkcionális sportközpont beruházás megvalósításával összefüggő közigazgatási hatósági ügyek kiemelt jelentőségű üggyé nyilvánításáról
- 82/2016. (IV. 12.) Korm. rendelet A Yanfeng Hungary Automotive Interior Systems Kft. Pápa területén megvalósuló beruházásával összefüggő közigazgatási hatósági ügyek nemzetgazdasági szempontból kiemelt jelentőségű üggyé nyilvánításáról
- 83/2016. (IV. 12.) Korm. rendelet Söpte külterületén megvalósuló ipari telephely kialakításával összefüggő közigazgatási hatósági ügyek nemzetgazdasági szempontból kiemelt jelentőségű üggyé nyilvánításáról
- 84/2016. (IV. 13.) Korm. rendelet A Norvég Királyság és a Magyar Köztársaság között 2011. október 12-én létrejött, a Norvég Finanszírozási Mechanizmus 2009–2014-es időszakának végrehajtásáról szóló együttműködési megállapodás módosításáról szóló, levélváltással létrejött megállapodás kihirdetéséről
- 85/2016. (IV. 13.) Korm. rendelet A Nemzeti Adó- és Vámhivatal szerveinek hatásköréről és illetékességéről szóló 485/2015. (XII. 29.) Korm. rendelet módosításáról
- 86/2016. (IV. 25.) Korm. rendelet A jelentős befolyásoló erejű lineáris audiovizuális médiaszolgáltató legnagyobb éves átlagos közönségarányú lineáris audiovizuális médiaszolgáltatásáért járó programdíjról
- 87/2016. (IV. 25.) Korm. rendelet A Kormány tagjainak feladat- és hatásköréről szóló 152/2014. (VI. 6.) Korm. rendelet és a 2014–2020 programozási időszakban az egyes európai uniós alapokból származó támogatások felhasználásának rendjéről szóló 272/2014. (XI. 5.) Korm. rendelet módosításáról
- 88/2016. (IV. 29.) Korm. rendelet Az egyes kormányrendeleteknek az uniós vámjog végrehajtásával összefüggő módosításáról
- 89/2016. (IV. 29.) Korm. rendelet Az államháztartásról szóló törvény végrehajtásáról szóló 368/2011. (XII. 31.) Korm. rendelet módosításáról
- 90/2016. (IV. 29.) Korm. rendelet Az egészségügyi felsőfokú szakirányú szakképzési rendszerről, a Rezidens Támogatási Program ösztöndíjairól, valamint a fiatal szakorvosok támogatásáról szóló 162/2015. (VI. 30.) Korm. rendelet módosításáról
- 91/2016. (IV. 29.) Korm. rendelet Az Uniós fejlesztések fejezetbe tartozó fejezeti kezelésű előirányzatok felhasználásának rendjéről szóló 549/2013. (XII. 30.) Korm. rendelet és a 2014–2020 programozási időszakban az egyes európai uniós alapokból származó támogatások felhasználásának rendjéről szóló 272/2014. (XI. 5.) Korm. rendelet módosításáról
- 92/2016. (IV. 29.) Korm. rendelet A Nemzeti Örökség Intézete létrehozásáról szóló 144/2013. (V. 14.) Korm. rendelet, valamint a VERITAS Történetkutató Intézet létrehozásáról szóló 373/2013. (X. 25.) Korm. rendelet módosításáról

#### Május (93−113)
- 93/2016. (V. 2.) Korm. rendelet	A személyazonosító igazolványhoz tartozó elektronikus aláíráshoz kapcsolódó időbélyegzés szolgáltatás bevezetéséhez szükséges egyes kormányrendeletek módosításáról
- 94/2016. (V. 2.) Korm. rendelet A Nemzeti Közlekedési Hatóságról szóló 263/2006. (XII. 20.) Korm. rendelet módosításáról
- 95/2016. (V. 2.) Korm. rendelet Az Európa Center Miskolc Beruházó és Szolgáltató Kft. Szirmabesenyő külterületén és az Európa Center Miskolc Üzleti és Logisztikai Ipari Parkban megvalósuló beruházásával összefüggő közigazgatási hatósági ügyek nemzetgazdasági szempontból kiemelt jelentőségű üggyé nyilvánításáról
- 96/2016. (V. 2.) Korm. rendelet A látvány-csapatsport támogatását biztosító támogatási igazolás kiállításáról, felhasználásáról, a támogatás elszámolásának és ellenőrzésének, valamint visszafizetésének szabályairól szóló 107/2011. (VI. 30.) Korm. rendelet módosításáról
- 97/2016. (V. 3.) Korm. rendelet A Martonvásár város területén megvalósuló ipari telephely kialakításával, valamint agrár-innovációs, kutatás-fejlesztési beruházásokkal összefüggő közigazgatási hatósági ügyek nemzetgazdasági szempontból kiemelt jelentőségű üggyé nyilvánításáról
- 98/2016. (V. 13.) Korm. rendelet A 2014-2020 programozási időszakban az egyes európai uniós alapokból származó támogatások felhasználásának rendjéről szóló 272/2014. (XI. 5.) Korm. rendelet módosításáról
- 99/2016. (V. 13.) Korm. rendelet A kéményseprő-ipari tevékenységről szóló törvény végrehajtásáról
- 100/2016. (V. 13.) Korm. rendelet Az egyes vízgazdálkodási és vízvédelmi tárgyú kormányrendeletek módosításáról
- 101/2016. (V. 13.) Korm. rendelet A Nemzeti Fogyasztóvédelmi Hatóságról szóló 225/2007. (VIII. 31.) Korm. rendelet és a fogyasztóvédelmi hatóság eljárása során felmerülő egyes eljárási költségekről szóló 212/2008. (VIII. 29.) Korm. rendelet módosításáról
- 102/2016. (V. 13.) Korm. rendelet A nemzeti köznevelésről szóló 229/2012. (VIII. 28.) Korm. rendelet módosításáról
- 103/2016. (V. 13.) Korm. rendelet A Közszolgálati Döntőbizottságról szóló 168/2012. (VII. 20.) Korm. rendelet módosításáról
- 104/2016. (V. 13.) Korm. rendelet A Fővárosi Önkormányzat kezelésében lévő főútvonalak, közutak és közterületek kijelöléséről szóló 432/2012. (XII. 29.) Korm. rendelet módosításáról
- 105/2016. (V. 13.) Korm. rendelet A Budapest XI. kerület Kopaszi-gát környezetében megvalósuló ingatlanfejlesztési beruházással összefüggő közigazgatási hatósági ügyek nemzetgazdasági szempontból kiemelt jelentőségű üggyé nyilvánításáról és egyes eljáró hatóságok kijelöléséről
- 106/2016. (V. 13.) Korm. rendelet A Homatech Recycling Zrt. Kaposváron megvalósuló beruházásával összefüggő közigazgatási hatósági ügyek nemzetgazdasági szempontból kiemelt jelentőségű üggyé nyilvánításáról, valamint a Homatech Recycling Zrt. Százhalombattán megvalósuló beruházásával összefüggő közigazgatási hatósági ügyek nemzetgazdasági szempontból kiemelt jelentőségű üggyé nyilvánításáról szóló 393/2015. (XII. 11.) Korm. rendelet hatályon kívül helyezéséről
- 107/2016. (V. 13.) Korm. rendelet A Linamar Hungary Autóipari és Gépgyártó Zártkörűen Működő Részvénytársaság beruházásával összefüggő közigazgatási hatósági ügyek nemzetgazdasági szempontból kiemelt jelentőségű üggyé nyilvánításáról
- 108/2016. (V. 18.) Korm. rendelet Egyes közszolgálati tárgyú kormányrendeletek módosításáról
- 109/2016. (V. 20.) Korm. rendelet Az országos településrendezési és építési követelményekről szóló 253/1997. (XII. 20.) Korm. rendelet, valamint a Nemzeti Hírközlési Hatóság eljárásában közreműködő szakhatóságok kijelöléséről, valamint egyes szakhatósági közreműködések megszüntetéséről és módosításáról szóló 362/2008. (XII. 31.) Korm. rendelet módosításáról
- 110/2016. (V. 25.) Korm. rendelet Az állami projektértékelői jogviszonyról, valamint egyes kapcsolódó törvények módosításáról szóló 2016. évi XXXIII. törvény végrehajtásáról
- 111/2016. (V. 25.) Korm. rendelet A Nemzeti Szabadidős-Egészség Sportpark Program során megvalósuló beruházások lebonyolításához szükséges pályázati rendszer kidolgozásáról és lebonyolításáról, valamint a Nemzeti Köznevelési Infrastruktúra Fejlesztési Program keretében megvalósítandó tanuszoda, tornaterem, tanterem beruházásokkal összefüggő közigazgatási hatósági ügyek kiemelt jelentőségű üggyé nyilvánításáról és az eljáró hatóságok kijelöléséről szóló 141/2014. (IV. 30.) Korm. rendelet módosításáról
- 112/2016. (V. 27.) Korm. rendelet A fluortartalmú üvegházhatású gázokkal és az ózonréteget lebontó anyagokkal kapcsolatos tevékenységek végzésének feltételeiről szóló 14/2015. (II. 10.) Korm. rendelet módosításáról
- 113/2016. (V. 30.) Korm. rendelet Az egyes migrációs tárgyú és velük összefüggésben egyes további kormányrendeletek módosításáról

#### Június (114−167)
- 114/2016. (VI. 1.) Korm. rendelet A Samsung SDI Magyarország Gyártó és Értékesítő Zártkörűen Működő Részvénytársaság Göd területén megvalósuló beruházásával összefüggő közigazgatási hatósági ügyek nemzetgazdasági szempontból kiemelt jelentőségű üggyé nyilvánításáról
- 115/2016. (VI. 6.) Korm. rendelet A nemzeti otthonteremtési közösségekről szóló törvény végrehajtásának szabályairól
- 116/2016. (VI. 6.) Korm. rendelet Egyes szociális és gyermekvédelmi tárgyú kormányrendeletek módosításáról
- 117/2016. (VI. 6.) Korm. rendelet A megváltozott munkaképességű személyek ellátásaival kapcsolatos eljárási szabályokról szóló 327/2011. (XII. 29.) Korm. rendelet és a Nemzeti Rehabilitációs és Szociális Hivatalról szóló 74/2015. (III. 30.) Korm. rendelet módosításáról
- 118/2016. (VI. 6.) Korm. rendelet A közösségi agrármarketing tevékenységről
- 119/2016. (VI. 7.) Korm. rendelet Magyarország Kormánya és a Bolgár Köztársaság Kormánya közötti gazdasági együttműködésről szóló Megállapodás kihirdetéséről
- 120/2016. (VI. 7.) Korm. rendelet A közúti árutovábbítási szerződésekről
- 121/2016. (VI. 7.) Korm. rendelet A polgári felhasználású robbanóanyagok forgalmazásáról és felügyeletéről
- 122/2016. (VI. 7.) Korm. rendelet A polgári célú pirotechnikai tevékenységekről szóló 173/2011. (VIII. 24.) Korm. rendelet, valamint a fegyverekről és lőszerekről szóló 253/2004. (VIII. 31.) Korm. rendelet jogharmonizációs célú módosításáról
- 123/2016. (VI. 7.) Korm. rendelet A perkapu szolgáltatás bevezetéséhez szükséges, valamint egyéb, az elektronikus ügyintézéssel kapcsolatos kormányrendeletek módosításáról
- 124/2016. (VI. 7.) Korm. rendelet Az igazságügyi szakértői névjegyzék vezetéséről szóló 210/2005. (X. 5.) Korm. rendelet módosításáról
- 125/2016. (VI. 7.) Korm. rendelet A közfoglalkoztatáshoz nyújtható támogatásokról szóló 375/2010. (XII. 31.) Korm. rendelet, valamint a közfoglalkoztatási bér és a közfoglalkoztatási garantált bér megállapításáról szóló 170/2011. (VIII. 24.) Korm. rendelet módosításáról
- 126/2016. (VI. 7.) Korm. rendelet A 2014–2020 programozási időszakban az Európai Regionális Fejlesztési Alap és az Előcsatlakozási Támogatási Eszköz egyes, határon átnyúló együttműködési programjainak végrehajtásáról
- 127/2016. (VI. 7.) Korm. rendelet A 2014–2020 programozási időszakra rendelt források felhasználására vonatkozó uniós versenyjogi értelemben vett állami támogatási szabályokról szóló 255/2014. (X. 10.) Korm. rendelet módosításáról
- 128/2016. (VI. 7.) Korm. rendelet A 2014–2020 programozási időszakban az Európai Regionális Fejlesztési Alap, az Előcsatlakozási Támogatási Eszköz és az Európai Szomszédsági Támogatási Eszköz pénzügyi alapok egyes, határon átnyúló együttműködési programjainak végrehajtási intézményrendszeréről szóló 238/2015. (IX. 4.) Korm. rendelet módosításáról
- 129/2016. (VI. 7.) Korm. rendelet A Széchenyi Programirodákról szóló 68/2011. (IV. 28.) Korm. rendelet módosításáról
- 130/2016. (VI. 7.) Korm. rendelet Az Otto Fuchs Hungary Korlátolt Felelősségű Társaság Tatabánya területén megvalósuló beruházásával, valamint az ehhez szükséges infrastruktúra kiépítésével összefüggő közigazgatási hatósági ügyek nemzetgazdasági szempontból kiemelt jelentőségű üggyé nyilvánításáról
- 131/2016. (VI. 7.) Korm. rendelet A Magyar Művészeti Akadémia Művészetelméleti és Módszertani Kutatóintézetének megvalósítását szolgáló beruházással összefüggő közigazgatási hatósági ügyek nemzetgazdasági szempontból kiemelt jelentőségű üggyé nyilvánításáról és egyes eljáró hatóságok kijelöléséről, valamint a Magyar Művészeti Akadémia Székháza kialakítását szolgáló beruházással összefüggő közigazgatási hatósági ügyek nemzetgazdasági szempontból kiemelt jelentőségű üggyé nyilvánításáról szóló 319/2015. (X. 30.) Korm. rendelet módosításáról
- 132/2016. (VI. 7.) Korm. rendelet A Budapesti Vendéglátóipari és Humán Szakképzési Centrum Raoul Wallenberg Szakközépiskolája és Szakiskolája Budapest Rippl-Rónai utca 22. szám alatti ingatlanban történő elhelyezésével összefüggő közigazgatási hatósági ügyek nemzetgazdasági szempontból kiemelt jelentőségű üggyé nyilvánításáról szóló 79/2016. (IV. 11.) Korm. rendelet módosításáról
- 133/2016. (VI. 8.) Korm. rendelet A minősített beszerzések Országgyűlés általi mentesítésének kezdeményezésére vonatkozó feltételekről és eljárásról, valamint az ilyen beszerzések megvalósításakor az ajánlatkérő által érvényesítendő követelményekről szóló 492/2015. (XII. 30.) Korm. rendelet módosításáról
- 134/2016. (VI. 10.) Korm. rendelet Az állami köznevelési közfeladat ellátásában fenntartóként részt vevő szervekről, valamint a Klebelsberg Központról
- 135/2016. (VI. 10.) Korm. rendelet egyes repülőtéri zajvédelemmel összefüggő rendeletek jogharmonizációs célú módosításáról
- 136/2016. (VI. 13.) Korm. rendelet A közigazgatási bürokráciacsökkentés keretében adminisztratív kötelezettségek megszüntetése érdekében egyes kormányrendeletek módosításáról
- 137/2016. (VI. 13.) Korm. rendelet Az elektronikus ügyintézési szolgáltatások nyújtására felhasználható elektronikus aláíráshoz és bélyegzőhöz kapcsolódó követelményekről
- 138/2016. (VI. 13.) Korm. rendelet A Nemzeti Címer Bizottságról
- 139/2016. (VI. 13.) Korm. rendelet A pénzügyi közvetítőrendszert érintő egyes kormányrendeletek módosításáról
- 140/2016. (VI. 13.) Korm. rendelet A villamos energiáról szóló 2007. évi LXXXVI. törvény egyes rendelkezéseinek végrehajtásáról szóló 273/2007. (X. 19.) Korm. rendelet módosításáról
- 141/2016. (VI. 13.) Korm. rendelet A látvány-csapatsport támogatását biztosító támogatási igazolás kiállításáról, felhasználásáról, a támogatás elszámolásának és ellenőrzésének, valamint visszafizetésének szabályairól szóló 107/2011. (VI. 30.) Korm. rendelet módosításáról
- 142/2016. (VI. 13.) Korm. rendelet A polgári nemzetbiztonsági szolgálatok költségvetésének és gazdálkodásának egyes speciális szabályairól szóló 130/2011. (VII. 18.) Korm. rendelet módosításáról
- 143/2016. (VI. 13.) Korm. rendelet A kormányablakokról szóló 515/2013. (XII. 30.) Korm. rendelet módosításáról
- 144/2016. (VI. 13.) Korm. rendelet A Klebelsberg Intézményfenntartó Központ fenntartásában működő egyes szakképzési feladatot ellátó köznevelési intézmények fenntartóváltásával összefüggő intézkedésekről szóló 120/2015. (V. 21.) Korm. rendelet, továbbá a Klebelsberg Intézményfenntartó Központ fenntartásában működő egyes szakképző intézmények átadásáról, valamint egyes kormányrendeleteknek a szakképzés intézményrendszerének átalakításával összefüggő módosításáról szóló 146/2015. (VI. 12.) Korm. rendelet módosításáról
- 145/2016. (VI. 13.) Korm. rendelet A 2014-2020 programozási időszakban az egyes európai uniós alapokból származó támogatások felhasználásának rendjéről szóló 272/2014. (XI. 5.) Korm. rendelet és a 2014-2020 programozási időszakban az egyes európai uniós alapokból származó támogatások felhasználásának rendjéről szóló 272/2014. (XI. 5.) Korm. rendelet módosításáról szóló 98/2016. (V. 13.) Korm. rendelet módosításáról
- 146/2016. (VI. 13.) Korm. rendelet Az Európai Unió vagy más nemzetközi szervezet felé vállalt kötelezettséggel összefüggő, a 2014-2020 programozási időszakban a Kormány által a nemzeti fejlesztési miniszter hatáskörébe utalt energiahatékonyság növelését célzó beruházások megvalósításáról szóló 435/2015. (XII. 28.) Korm. rendelet módosításáról
- 147/2016. (VI. 13.) Korm. rendelet A Magyarország Szerbiával határos határszakaszán kiépítésre került ideiglenes biztonsági határzár technikai megerősítését szolgáló infrastrukturális fejlesztések megvalósításával összefüggő közigazgatási hatósági ügyek kiemelt jelentőségű üggyé nyilvánításáról
- 148/2016. (VI. 13.) Korm. rendelet Az Országos Villamos Teherelosztó épületének lebontásával összefüggő közigazgatási hatósági ügyek kiemelt jelentőségű üggyé nyilvánításáról
- 149/2016. (VI. 13.) Korm. rendelet A Vízvisszatartás és tájhasználat-váltás tervezése az Ős-Dráva Programban című KEHOP-1.3.0-15-2016-00014 azonosító számú projekt megvalósításával összefüggő közigazgatási hatósági ügyek nemzetgazdasági szempontból kiemelt jelentőségű üggyé nyilvánításáról
- 150/2016. (VI. 13.) Korm. rendelet A budafoki jégcsarnok beruházással összefüggő közigazgatási hatósági ügyek nemzetgazdasági szempontból kiemelt jelentőségű üggyé nyilvánításáról
- 151/2016. (VI. 13.) Korm. rendelet A mezőkövesdi ipari telephely kialakításával összefüggő közigazgatási hatósági ügyek nemzetgazdasági szempontból kiemelt jelentőségű üggyé nyilvánításáról
- 152/2016. (VI. 13.) Korm. rendelet A K&P Chem Kft. Algyő külterületén megvalósuló beruházásával összefüggő közigazgatási hatósági ügyek nemzetgazdasági szempontból kiemelt jelentőségű üggyé nyilvánításáról
- 153/2016. (VI. 13.) Korm. rendelet Az M-FlexiLog Korlátolt Felelősségű Társaság Békéscsaba területén megvalósuló beruházásával összefüggő közigazgatási hatósági ügyek nemzetgazdasági szempontból kiemelt jelentőségű üggyé nyilvánításáról
- 154/2016. (VI. 13.) Korm. rendelet A Spinto Hungária Kft. Miskolc területén megvalósuló beruházásával összefüggő közigazgatási hatósági ügyek nemzetgazdasági szempontból kiemelt jelentőségű üggyé nyilvánításáról
- 155/2016. (VI. 13.) Korm. rendelet A lakóépület építésének egyszerű bejelentéséről
- 156/2016. (VI. 13.) Korm. rendelet Egyes építésüggyel összefüggő kormányrendeletek módosításáról
- 157/2016. (VI. 13.) Korm. rendelet A pénzügyi intézmények, a biztosítók és a viszontbiztosítók, továbbá a befektetési vállalkozások és az árutőzsdei szolgáltatók informatikai rendszerének védelméről szóló 42/2015. (III. 12.) Korm. rendelet módosításáról
- 158/2016. (VI. 13.) Korm. rendelet Az Európai Unió vagy más nemzetközi szervezet felé vállalt kötelezettséggel összefüggő, a 2014-2020 programozási időszakban a Kormány által a nemzeti fejlesztési miniszter hatáskörébe utalt, a távhőszolgáltató szektort érintő, energiahatékonyság növelésére és a megújuló energiaforrások alkalmazására irányuló beruházások megvalósításáról
- 159/2016. (VI. 13.) Korm. rendelet Az Európai Unió vagy más nemzetközi szervezet felé vállalt kötelezettséggel összefüggő, a 2007-2013 programozási időszakban a Kormány által a nemzeti fejlesztési miniszter hatáskörébe utalt beruházások, valamint a 2014-2020 programozási időszakban a szennyvízelvezetési és -tisztítási, a hulladékgazdálkodási és az ivóvízminőség-javító beruházások megvalósításáról szóló 339/2014. (XII. 19.) Korm. rendelet módosításáról
- 160/2016. (VI. 14.) Korm. rendelet a RÁC Beruházó Befektető és Szolgáltató Korlátolt Felelősségű Társaság „felszámolás alatt” stratégiailag kiemelt jelentőségű gazdálkodó szervezetté minősítéséről
- 161/2016. (VI. 14.) Korm. rendelet a RÁC NOSZTALGIA Beruházó és Szolgáltató Korlátolt Felelősségű Társaság „felszámolás alatt” stratégiailag kiemelt jelentőségű gazdálkodó szervezetté minősítéséről
- 162/2016. (VI. 15.) Korm. rendelet a látvány-csapatsport támogatását biztosító támogatási igazolás kiállításáról, felhasználásáról, a támogatás elszámolásának és ellenőrzésének, valamint visszafizetésének szabályairól szóló 107/2011. (VI. 30.) Korm. rendelet módosításáról
- 163/2016. (VI. 17.) Korm. rendelet A Budapesten megrendezendő Úszó-, Vízilabda-, Műugró-, Műúszó és Nyíltvízi Világbajnokság megvalósításához szükséges egyes létesítmények építtetőjének kijelöléséről, valamint a toronyugrás céljából létesítendő óriás ugrótorony létesítését szolgáló ingatlanok meghatározásáról szóló 451/2015. (XII. 28.) Korm. rendelet, valamint a Budapesten megrendezendő Úszó-, Vízilabda-, Műugró-, Műúszó és Nyíltvízi Világbajnokság megvalósításához szükséges létesítményfejlesztés megvalósításával összefüggő közigazgatási hatósági ügyek kiemelt jelentőségű üggyé nyilvánításáról és az eljáró hatóságok kijelöléséről szóló 452/2015. (XII. 28.) Korm. rendelet módosításáról
- 164/2016. (VI. 23.) Korm. rendelet Az egyes kormányrendeleteknek az engedély nélkül, személygépkocsival végzett személyszállító szolgáltatással összefüggő módosításáról
- 165/2016. (VI. 23.) Korm. rendelet A megújuló energiaforrásból termelt villamos energia kötelező átvételi és prémium típusú támogatásáról
- 166/2016. (VI. 23.) Korm. rendelet A megújuló energiaforrásból vagy hulladékból nyert energiával termelt villamos energia, valamint a kapcsoltan termelt villamos energia kötelező átvételéről és átvételi áráról szóló 389/2007. (XII. 23.) Korm. rendelet módosításáról
- 167/2016. (VI. 30.) Korm. rendelet A Nemzeti Szabadidős-Egészség Sportpark Program végrehajtása során megvalósuló beruházásokkal kapcsolatos feladatok ellátásáról

#### Július (168−236)
- 168/2016. (VII. 1.) Korm. rendelet A honvédelemről és a Magyar Honvédségről, valamint a különleges jogrendben bevezethető intézkedésekről szóló 2011. évi CXIII. törvény egyes rendelkezéseinek végrehajtásáról szóló 290/2011. (XII. 22.) Korm. rendelet módosításáról
- 169/2016. (VII. 1.) Korm. rendelet A felsőoktatás szabályozására vonatkozó egyes kormányrendeletek módosításáról
- 170/2016. (VII. 1.) Korm. rendelet Egyes oktatási tárgyú kormányrendeletek módosításáról
- 171/2016. (VII. 1.) Korm. rendelet Az Útravaló Ösztöndíjprogramról szóló 152/2005. (VIII. 2.) Korm. rendelet módosításáról
- 172/2016. (VII. 1.) Korm. rendelet Egyes egészségügyi és egészségbiztosítási tárgyú kormányrendeletek módosításáról
- 173/2016. (VII. 1.) Korm. rendelet A történelmi emlékhelyekről szóló 303/2011. (XII. 23.) Korm. rendelet módosításáról
- 174/2016. (VII. 1.) Korm. rendelet A határon túli költségvetési támogatások sajátos szabályairól szóló 98/2012. (V. 15.) Korm. rendelet módosításáról
- 175/2016. (VII. 1.) Korm. rendelet A helyi földbizottságok ügyféli jogairól
- 176/2016. (VII. 1.) Korm. rendelet A katasztrófavédelmi bírság részletes szabályairól, a katasztrófavédelmi hozzájárulás befizetéséről és visszatérítéséről szóló 208/2011. (X. 12.) Korm. rendelet módosításáról
- 177/2016. (VII. 1.) Korm. rendelet Az európai uniós versenyjogi értelemben vett állami támogatásokkal kapcsolatos eljárásról és a regionális támogatási térképről szóló 37/2011. (III. 22.) Korm. rendelet módosításáról
- 178/2016. (VII. 1.) Korm. rendelet Az üvegházhatású gázok közösségi kereskedelmi rendszerében és az erőfeszítés-megosztási határozat végrehajtásában való részvételről szóló 2012. évi CCXVII. törvény végrehajtásának egyes szabályairól szóló 410/2012. (XII. 28.) Korm. rendelet módosításáról
- 179/2016. (VII. 1.) Korm. rendelet Az állami tulajdonban levő ÉMI Nonprofit Kft. állami építési beruházásokkal kapcsolatos egyes műszaki szolgáltatási feladatok elvégzésére vonatkozó kijelöléséről szóló 51/2016. (III. 17.) Korm. rendelet módosításáról
- 180/2016. (VII. 1.) Korm. rendelet A légiközlekedésről szóló 1995. évi XCVII. törvény végrehajtásáról szóló 141/1995. (XI. 30.) Korm. rendelet módosításáról
- 181/2016. (VII. 1.) Korm. rendelet A Budapest Liszt Ferenc Nemzetközi Repülőtér fejlesztésére irányuló beruházások megvalósításával összefüggő közigazgatási hatósági ügyek kiemelt jelentőségű üggyé nyilvánításáról és az eljáró hatóságok kijelöléséről
- 182/2016. (VII. 1.) Korm. rendelet Az Európai Unió vagy más nemzetközi szervezet felé vállalt kötelezettséggel összefüggő, a 2014–2020 programozási időszakban a Kormány által a nemzeti fejlesztési miniszter hatáskörébe utalt energiahatékonyság növelését célzó beruházások megvalósításáról szóló 435/2015. (XII. 28.) Korm. rendelet módosításáról
- 183/2016. (VII. 13.) Korm. rendelet A kibővült Európai Unió gazdasági és társadalmi egyenlőtlenségei csökkentését célzó, a Svájci Szövetségi Tanács és a Magyar Kormány között létrejött Svájci–Magyar Együttműködési Program végrehajtásáról szóló Keretmegállapodás módosításáról szóló, levélváltással létrejött egyezmény kihirdetéséről
- 184/2016. (VII. 13.) Korm. rendelet Az atomenergiáról szóló törvény hatálya alá tartozó építményekkel, létesítményekkel kapcsolatos műszaki szakértői, tervezői, műszaki ellenőri és felelős műszaki vezetői tevékenység szerinti szakmagyakorlásra való alkalmasság igazolásának és nyilvántartásba vételének részletes szabályairól, továbbá a nyilvántartás adattartalmára vonatkozó szabályokról
- 185/2016. (VII. 13.) Korm. rendelet A titkosított kommunikációt biztosító alkalmazásszolgáltatók és a titkos információgyűjtésre feljogosított szervezetek együttműködésének rendjéről
- 186/2016. (VII. 13.) Korm. rendelet Egyes kormányrendeleteknek a terrorizmus elleni fellépéssel összefüggő módosításáról
- 187/2016. (VII. 13.) Korm. rendelet Egyes kormányrendeleteknek a belső kontrollrendszer és az integritásirányítási rendszer fejlesztésével összefüggő módosításáról
- 188/2016. (VII. 13.) Korm. rendelet A kormányzati célú hálózatokról szóló 346/2010. (XII. 28.) Korm. rendelet módosításáról
- 189/2016. (VII. 13.) Korm. rendelet A Nemzeti Kommunikációs Hivatalról és a kormányzati kommunikációs beszerzések központosított közbeszerzési rendszeréről szóló 247/2014. (X. 1.) Korm. rendelet módosításáról
- 190/2016. (VII. 13.) Korm. rendelet A családok támogatásáról szóló 1998. évi LXXXIV. törvény végrehajtásáról szóló 223/1998. (XII. 30.) Korm. rendelet módosításáról
- 191/2016. (VII. 13.) Korm. rendelet Az egyes kormányrendeleteknek a gyermekek napközbeni ellátásának átalakításával összefüggő módosításáról
- 192/2016. (VII. 13.) Korm. rendelet A közúti közlekedési hatósági ellenőrzéssel kapcsolatos egyes kormányrendeletek módosításáról
- 193/2016. (VII. 13.) Korm. rendelet Egyes vasúti tárgyú kormányrendeletek módosításáról
- 194/2016. (VII. 13.) Korm. rendelet Az országos vasúti mellékvonalak felsorolásáról
- 195/2016. (VII. 13.) Korm. rendelet A térségi, az elővárosi, a városi és a helyi működési engedély alapján, valamint a kisvasút és a múzeumvasút által végzett vasúti személyszállítás részletes feltételeiről
- 196/2016. (VII. 13.) Korm. rendelet A hulladékról szóló törvény módosításához kapcsolódó egyes kormányrendeletek módosításáról
- 197/2016. (VII. 13.) Korm. rendelet A Millenáris területén megvalósítandó egyes beruházásokkal összefüggő közigazgatási hatósági ügyek kiemelt jelentőségű üggyé nyilvánításáról és az eljáró hatóságok kijelöléséről szóló 395/2014. (XII. 31.) Korm. rendelet módosításáról, valamint a Budapest II. kerület, Margit körút 85–87. szám alatti ingatlan bontásával és közpark létrehozásával összefüggő közigazgatási hatósági ügyek kiemelt jelentőségű üggyé nyilvánításáról és az eljáró hatóságok kijelöléséről szóló 261/2013. (VII. 10.) Korm. rendelet hatályon kívül helyezéséről
- 198/2016. (VII. 13.) Korm. rendelet A Vasas Sport Club létesítményfejlesztési programjának megvalósítását szolgáló beruházásokkal összefüggő közigazgatási hatósági ügyek nemzetgazdasági szempontból kiemelt jelentőségű üggyé nyilvánításáról, valamint a Nemzeti Stadionfejlesztési Program keretében megvalósítandó egyes labdarúgó sportlétesítmény-fejlesztési beruházások megvalósításával összefüggő közigazgatási hatósági ügyek kiemelt jelentőségű üggyé nyilvánításáról és az eljáró hatóságok kijelöléséről szóló 15/2014. (I. 30.) Korm. rendelet módosításáról
- 199/2016. (VII. 15.) Korm. rendelet Az állami projektértékelői jogviszonyról, valamint egyes kapcsolódó törvények módosításáról szóló 2016. évi XXXIII. törvény végrehajtásáról szóló 110/2016. (V. 25.) Korm. rendelet módosításáról
- 200/2016. (VII. 20.) Korm. rendelet a nemzeti helytállásért elnevezésű pótlék bevezetéséről szóló 173/1995. (XII. 27.) Korm. rendelet módosításáról
- 201/2016. (VII. 21.) Korm. rendelet A távhűtési szolgáltatásról
- 202/2016. (VII. 21.) Korm. rendelet Egyes energetikai tárgyú kormányrendeletek módosításáról
- 203/2016. (VII. 21.) Korm. rendelet Az őstermelői nyilvántartással összefüggő egyes kormányrendeletek módosításáról
- 204/2016. (VII. 21.) Korm. rendelet Az egészségügyi alapellátást és szakellátást érintő egyes kormányrendeletek módosításáról
- 205/2016. (VII. 21.) Korm. rendelet Az egészségügyi szolgáltatások Egészségbiztosítási Alapból történő finanszírozásának részletes szabályairól szóló 43/1999. (III. 3.) Korm. rendelet és az egyes egészségügyi dolgozók és egészségügyben dolgozók illetmény- vagy bérnövelésének, valamint az ahhoz kapcsolódó támogatás igénybevételének részletes szabályairól szóló 256/2013. (VII. 5.) Korm. rendelet módosításáról
- 206/2016. (VII. 21.) Korm. rendelet Egyes kormányrendeleteknek a külképviseletekről és a tartós külszolgálatról szóló 2016. évi LXXIII. törvény hatálybalépésével összefüggő módosításáról
- 207/2016. (VII. 21.) Korm. rendelet A közbeszerzési eljárásokban az alkalmasság és a kizáró okok igazolásának, valamint a közbeszerzési műszaki leírás meghatározásának módjáról szóló 321/2015. (X. 30.) Korm. rendelet módosításáról
- 208/2016. (VII. 21.) Korm. rendelet A Magyar Olimpiai Bizottság által kiemelt sportágak sportlétesítmény-fejlesztésének megvalósításával kapcsolatos egyes feladatok ellátásáról
- 209/2016. (VII. 21.) Korm. rendelet A Szociálpolitikai Tanács összetételéről, szervezetéről és működéséről szóló 129/2005. (VII. 1.) Korm. rendelet hatályon kívül helyezéséről
- 210/2016. (VII. 21.) Korm. rendelet A Budavári Palota területén, valamint a De la Motte-palotát érintően a Nemzeti Hauszmann-terv keretében megvalósuló beruházásokkal összefüggő közigazgatási hatósági ügyek kiemelt jelentőségű üggyé nyilvánításáról
- 211/2016. (VII. 21.) Korm. rendelet A Betegápoló Irgalmasrend épületeinek felújítását célzó beruházásokkal összefüggő közigazgatási hatósági ügyek kiemelt jelentőségű üggyé nyilvánításáról
- 212/2016. (VII. 21.) Korm. rendelet A Robert Bosch Korlátolt Felelősségű Társaság Budapest területén megvalósuló beruházásával összefüggő közigazgatási hatósági ügyek nemzetgazdasági szempontból kiemelt jelentőségű üggyé nyilvánításáról
- 213/2016. (VII. 21.) Korm. rendelet A Xellia Gyógyszervegyészeti Korlátolt Felelősségű Társaság Budapest területén megvalósuló beruházásával összefüggő közigazgatási hatósági ügyek nemzetgazdasági szempontból kiemelt jelentőségű üggyé nyilvánításáról
- 214/2016. (VII. 21.) Korm. rendelet Az AlcoWorld Zártkörűen Működő Részvénytársaság Fényeslitke külterületén megvalósuló beruházásával összefüggő közigazgatási hatósági ügyek nemzetgazdasági szempontból kiemelt jelentőségű üggyé nyilvánításáról
- 216/2016. (VII. 22.) Korm. rendelet A közös jogkezelő szervezetek és a független jogkezelő szervezetek működésének és a jogkezeléssel kapcsolatos eljárások részletes szabályairól
- 217/2016. (VII. 22.) Korm. rendelet Az állami tisztviselőkről szóló 2016. évi LII. törvény hatálybalépésével összefüggő egyes kormányrendeletek módosításáról
- 218/2016. (VII. 22.) Korm. rendelet Az engedélyezett járműtípusokkal, a jóváhagyásra kötelezett alkatrészekkel, tartozékokkal és önálló műszaki egységekkel kapcsolatos piacfelügyeleti eljárás szabályairól
- 219/2016. (VII. 22.) Korm. rendelet A Nemzeti Közlekedési Hatóságról szóló 263/2006. (XII. 20.) Korm. rendelet, valamint a polgári légiközlekedés védelmének szabályairól és a Légiközlekedés Védelmi Bizottság jogköréről, feladatairól és működésének rendjéről szóló 169/2010. (V. 11.) Korm. rendelet módosításáról
- 220/2016. (VII. 22.) Korm. rendelet A Nemzeti Települési Szennyvízelvezetési és -tisztítási Megvalósítási Programról szóló 25/2002. (II. 27.) Korm. rendelet módosításáról
- 221/2016. (VII. 22.) Korm. rendelet A Svájci-Magyar Együttműködési Program végrehajtási rendjéről szóló 237/2008. (IX. 26.) Korm. rendelet módosításáról
- 222/2016. (VII. 22.) Korm. rendelet A 2014-2020 programozási időszakra az Európai Területi Együttműködési Programokból rendelt források felhasználására vonatkozó uniós versenyjogi értelemben vett állami támogatási szabályokról szóló 44/2016. (III. 10.) Korm. rendelet módosításáról
- 223/2016. (VII. 22.) Korm. rendelet A 2014-2020 programozási időszakban az Európai Regionális Fejlesztési Alap és az Előcsatlakozási Támogatási Eszköz egyes, határon átnyúló együttműködési programjainak végrehajtásáról szóló...
- 224/2016. (VII. 28) Korm. rendelet Az egészségügyi szolgáltatások Egészségbiztosítási Alapból történő finanszírozásának részletes szabályairól szóló 43/1999. (III. 3.) Korm. rendelet módosításáról
- 225/2016. (VII. 29.) Korm. rendelet Az alapvető biztonsági érdeket érintő beszerzések Országgyűlés általi mentesítésének kezdeményezésére vonatkozó feltételekről és eljárásról, valamint az ilyen beszerzések megvalósításakor az ajánlatkérő által érvényesítendő követelményekről
- 226/2016. (VII. 29.) Korm. rendelet A védelmi és biztonsági célú beszerzésekről szóló 2016. évi XXX. törvény hatálya alá tartozó haditechnikai eszközök és szolgáltatások részletes paramétereinek meghatározásáról
- 227/2016. (VII. 29.) Korm. rendelet Egyes belügyi tárgyú kormányrendeletek módosításáról
- 228/2016. (VII. 29.) Korm. rendelet Az állami szervek informatikai fejlesztéseinek koordinációjáról
- 229/2016. (VII. 29.) Korm. rendelet A Kormányzati Informatikai Fejlesztési Ügynökségről szóló 268/2010. (XII. 3.) Korm. rendelet és a Nemzeti Információs Infrastruktúra Fejlesztési Programról szóló 5/2011. (II. 3.) Korm. rendelet módosításáról
- 230/2016. (VII. 29.) Korm. rendelet A közlekedésbiztonsági szerv kijelöléséről, valamint a Közlekedésbiztonsági Szervezet jogutódlással való megszűnéséről
- 231/2016. (VII. 29.) Korm. rendelet Az egyes közlekedésfejlesztési projektekkel összefüggő közigazgatási hatósági ügyek nemzetgazdasági szempontból kiemelt jelentőségű üggyé nyilvánításáról és az eljáró hatóságok kijelöléséről szóló 345/2012. (XII. 6.) Korm. rendelet módosításáról
- 232/2016. (VII. 29.) Korm. rendelet A hatékony vízárpolitika kialakítása érdekében egyes vízgazdálkodási tárgyú kormányrendeletek módosításáról
- 233/2016. (VII. 29.) Korm. rendelet A tartós külszolgálatról és az ideiglenes külföldi kiküldetésről szóló 172/2012. (VII. 26.) Korm. rendelet módosításáról
- 234/2016. (VII. 29.) Korm. rendelet Egyes kimagasló sporteredmények állami jutalmáról szóló 200/2013. (VI. 13.) Korm. rendelet módosításáról
- 235/2016. (VII. 29.) Korm. rendelet A pedagógusok előmeneteli rendszeréről és a közalkalmazottak jogállásáról szóló 1992. évi XXXIII. törvény köznevelési intézményekben történő végrehajtásáról szóló 326/2013. (VIII. 30.) Korm. rendelet módosításáról
- 236/2016. (VII. 29.) Korm. rendelet A Kormány tagjainak feladat- és hatásköréről szóló 152/2014. (VI. 6.) Korm. rendelet módosításáról

#### Augusztus (237−270)
- 237/2016. (VIII. 2.) Korm. rendelet Az egyes szakképzési tárgyú kormányrendeletek módosításáról
- 238/2016. (VIII. 16.) Korm. rendelet Az egészségügyi ágazatban foglalkoztatottak bérfejlesztéséről, valamint az ahhoz kapcsolódó támogatás igénybevételének részletes szabályairól
- 239/2016. (VIII. 16.) Korm. rendelet A dohánytermékek előállításáról, forgalomba hozataláról és ellenőrzéséről, a kombinált figyelmeztetésekről, valamint az egészségvédelmi bírság alkalmazásának részletes szabályairól szóló 39/2013. (II. 14.) Korm. rendelet módosításáról
- 240/2016. (VIII. 16.) Korm. rendelet A Kormány tagjainak feladat- és hatásköréről szóló 152/2014. (VI. 6.) Korm. rendelet módosításáról
- 241/2016. (VIII. 16.) Korm. rendelet A kulturális és tudománydiplomáciai feladatok ellátásáról
- 242/2016. (VIII. 17.) Korm. rendelet Magyarország Kormánya és az Eritrea Állam Kormánya közötti oktatási és kulturális együttműködési egyezmény kihirdetéséről
- 243/2016. (VIII. 17.) Korm. rendelet A minősített adat védelméről szóló törvény végrehajtására kiadott egyes kormányrendeletek módosításáról
- 244/2016. (VIII. 17.) Korm. rendelet Egyes kormányrendeleteknek a Család-, Ifjúság- és Népesedéspolitikai Intézet megszűnésével összefüggő módosításáról
- 245/2016. (VIII. 17.) Korm. rendelet A tartós külszolgálatról és az ideiglenes külföldi kiküldetésről szóló 172/2012. (VII. 26.) Korm. rendelet, valamint a Kormány tagjainak feladat- és hatásköréről szóló 152/2014. (VI. 6.) Korm. rendelet módosításáról
- 246/2016. (VIII. 17.) Korm. rendelet Az egyes közlekedési tárgyú kormányrendeletek módosításáról
- 247/2016. (VIII. 17.) Korm. rendelet A 2014–2020 programozási időszakban az egyes európai uniós alapokból származó támogatások felhasználásának rendjéről szóló 272/2014. (XI. 5.) Korm. rendelet módosításáról
- 248/2016. (VIII. 17.) Korm. rendelet A Tura város területén megvalósuló beruházással összefüggő közigazgatási hatósági ügyek nemzetgazdasági szempontból kiemelt jelentőségű üggyé nyilvánításáról
- 249/2016. (VIII. 22.) Korm. rendelet  A Magyar Állami Operaház korszerűsítését célzó beruházással összefüggő közigazgatási hatósági ügyek kiemelt jelentőségű üggyé nyilvánításáról
- 250/2016. (VIII. 24.) Korm. rendelet A Modern Városok Program megvalósításáról
- 251/2016. (VIII. 24.) Korm. rendelet A Közigazgatási és Igazságügyi Hivatal megszüntetéséről, valamint egyes kapcsolódó kormányrendeletek módosításáról
- 252/2016. (VIII. 24.) Korm. rendelet A Szabóky Adolf Szakképzési Ösztöndíjról
- 253/2016. (VIII. 24.) Korm. rendelet Egyes kormányrendeleteknek a Türr István Képző és Kutató Intézet megszűnésével összefüggő módosításáról
- 254/2016. (VIII. 24.) Korm. rendelet A 2015. évi Milánói Világkiállítás magyar pavilonjának megvalósításával kapcsolatos egyes feladatok irányítását és lebonyolítását végrehajtó szervezet kijelöléséről szóló 271/2014. (XI. 4.) Korm. rendelet módosításáról
- 255/2016. (VIII. 24.) Korm. rendelet A 2014-2020 programozási időszakban az európai területi együttműködés célkitűzés keretében megvalósuló transznacionális és interregionális együttműködési programok végrehajtásáról szóló 396/2015. (XII. 12.) Korm. rendelet módosításáról
- 256/2016. (VIII. 26.) Korm. rendelet az Ajtósi University (HU) Ingatlanforgalmazó Korlátolt Felelősségű Társaság „felszámolás alatt” stratégiailag kiemelt jelentőségű gazdálkodó szervezetté minősítéséről
- 257/2016. (VIII. 31.) Korm. rendelet Az önkormányzati ASP rendszerről
- 258/2016. (VIII. 31.) Korm. rendelet Az egészségügyi szolgáltatások Egészségbiztosítási Alapból történő finanszírozásának részletes szabályairól szóló 43/1999. (III. 3.) Korm. rendelet módosításáról
- 259/2016. (VIII. 31.) Korm. rendelet A honvédelemért felelős miniszter irányítása alatt álló központi hivatalok és költségvetési szervi formában működő háttérintézmények megszűnésével összefüggő egyes kormányrendeletek módosításáról és az Európai Rendőr-akadémia (CEPOL) székhelyének kialakítását célzó beruházással összefüggő közigazgatási hatósági ügyek nemzetgazdasági szempontból kiemelt jelentőségű üggyé nyilvánításáról és az eljáró hatóságok kijelöléséről szóló 466/2013. (XII. 5.) Korm. rendelet hatályon kívül helyezéséről
- 260/2016. (VIII. 31.) Korm. rendelet Új tűzoltólaktanyák létrehozását és fejlesztését célzó beruházások megvalósításával összefüggő közigazgatási hatósági ügyek nemzetgazdasági szempontból kiemelt jelentőségű üggyé nyilvánításáról
- 261/2016. (VIII. 31.) Korm. rendelet A felelős játékszervezés részletes szabályairól szóló 329/2015. (XI. 10.) Korm. rendelet módosításáról
- 262/2016. (VIII. 31.) Korm. rendelet Az alapszámlához való hozzáférésről, az alapszámla jellemzőiről és díjazásáról
- 263/2016. (VIII. 31.) Korm. rendelet A fizetési számla váltásáról
- 264/2016. (VIII. 31.) Korm. rendelet Az államháztartásról szóló törvény végrehajtásáról szóló 368/2011. (XII. 31.) Korm. rendelet és egyes kapcsolódó kormányrendeletek módosításáról
- 265/2016. (VIII. 31.) Korm. rendelet A közalkalmazottak jogállásáról szóló 1992. évi XXXIII. törvénynek a Magyar Tudományos Akadémia irányítása alá tartozó költségvetési szerveknél, illetve más kutató- és kutatást kiegészítő intézeteknél történő végrehajtásáról szóló 84/2011. (V. 26.) Korm. rendelet módosításáról
- 266/2016. (VIII. 31.) Korm. rendelet A doktori iskolákról, a doktori eljárások rendjéről és a habilitációról szóló 387/2012. (XII. 19.) Korm. rendelet, valamint a nemzeti felsőoktatásról szóló 2011. évi CCIV. törvény egyes rendelkezéseinek végrehajtásáról szóló 87/2015. (IV. 9.) Korm. rendelet módosításáról
- 267/2016. (VIII. 31.) Korm. rendelet A villamosenergia-ipari építésügyi hatósági engedélyezési eljárásokról szóló 382/2007. (XII. 23.) Korm. rendelet módosításáról *268/2016. (VIII. 31.) Korm. rendelet A büntetés-végrehajtási intézetek férőhely-bővítési programjához kapcsolódó, az új börtönépítési beruházásokkal összefüggő közigazgatási hatósági ügyek nemzetgazdasági szempontból kiemelt jelentőségű üggyé nyilvánításáról
- 269/2016. (VIII. 31.) Korm. rendelet Az állami tulajdonban levő ÉMI Nonprofit Kft. állami építési beruházásokkal kapcsolatos egyes műszaki szolgáltatási feladatok elvégzésére vonatkozó kijelöléséről szóló 51/2016. (III. 17.) Korm. rendelet módosításáról
- 270/2016. (VIII. 31.) Korm. rendelet A lakiteleki Népfőiskola Alapítvány közművelődési szakmai szolgáltatást ellátó közhasznú nonprofit gazdasági társasága székhelyének létrehozását célzó beruházással összefüggő közigazgatási hatósági ügyek nemzetgazdasági szempontból kiemelt jelentőségű üggyé nyilvánításáról

#### Szeptember (271−301)
- 271/2016. (IX. 1.) Korm. rendelet Egyes nemzetgazdasági szempontból kiemelt jelentőségű ügyekben eljáró hatóságok kijelöléséről szóló kormányrendeletek módosításáról
- 272/2016. (IX. 5.) Korm. rendelet A tömeges bevándorlás okozta válsághelyzet Magyarország egész területére történő elrendeléséről, valamint a válsághelyzet elrendelésével, fennállásával és megszüntetésével összefüggő szabályokról szóló 41/2016. (III. 9.) Korm. rendelet módosításáról
- 273/2016. (IX. 15.) Korm. rendelet A családi otthonteremtési kedvezménnyel összefüggésben egyes kormányrendeletek módosításáról
- 274/2016. (IX. 15.) Korm. rendelet A robbanóanyag-prekurzorok forgalmazásáról és felhasználásáról
- 275/2016. (IX. 15.) Korm. rendelet A Rendőrség szerveiről és a Rendőrség szerveinek feladat- és hatásköréről szóló 329/2007. (XII. 13.) Korm. rendelet, valamint a Magyar Kereskedelmi Engedélyezési Hivatalról és a területi mérésügyi és műszaki biztonsági hatóságokról szóló 320/2010. (XII. 27.) Korm. rendelet módosításáról
- 276/2016. (IX. 15.) Korm. rendelet Az egyes egészségügyi dolgozók és egészségügyben dolgozók illetmény- vagy bérnövelésének, valamint az ahhoz kapcsolódó támogatás igénybevételének részletes szabályairól szóló 256/2013. (VII. 5.) Korm. rendelet és az egészségügyi felsőfokú szakirányú szakképzési rendszerről, a Rezidens Támogatási Program ösztöndíjairól, valamint a fiatal szakorvosok támogatásáról szóló 162/2015. (VI. 30.) Korm. rendelet módosításáról
- 277/2016. (IX. 15.) Korm. rendelet A szélerőművekre vonatkozó szabályok módosításáról
- 278/2016. (IX. 15.) Korm. rendelet A Vecsés város külterületén megvalósuló ingatlanfejlesztési beruházással összefüggő közigazgatási hatósági ügyek nemzetgazdasági szempontból kiemelt jelentőségű üggyé nyilvánításáról
- 280/2016. (IX. 21.) Korm. rendelet A villamosenergia-rendszer jelentős zavara és a villamosenergia-ellátási válsághelyzet esetén szükséges intézkedésekről
- 281/2016. (IX. 21.) Korm. rendelet Egyes energetikai tárgyú kormányrendeletek módosításáról
- 282/2016. (IX. 21.) Korm. rendelet Az államtudományi képzési terület alap- és mesterképzési szakjainak meghatározásáról és azok képzési és kimeneti követelményeiről, valamint az azzal összefüggő kormányrendeletek módosításáról
- 283/2016. (IX. 21.) Korm. rendelet Az életüktől és szabadságuktól politikai okból megfosztottak kárpótlásáról szóló 1992. évi XXXII. törvény végrehajtásáról szóló 111/1992. (VII. 1.) Korm. rendelet módosításáról
- 284/2016. (IX. 21.) Korm. rendelet A Nemzeti Kommunikációs Hivatalról és a kormányzati kommunikációs beszerzések központosított közbeszerzési rendszeréről szóló 247/2014. (X. 1.) Korm. rendelet módosításáról
- 285/2016. (IX. 21.) Korm. rendelet A Környezeti és Energiahatékonysági Operatív Program keretében megvalósuló egyes vízgazdálkodási célú beruházásokkal összefüggő közigazgatási hatósági ügyek nemzetgazdasági szempontból kiemelt jelentőségű üggyé nyilvánításáról
- 286/2016. (IX. 22.) Korm. rendelet A Kormány tagjainak feladat- és hatásköréről szóló 152/2014. (VI. 6.) Korm. rendelet módosításáról
- 287/2016. (IX. 22.) Korm. rendelet Egyes költségvetési szervek központi hivatali jogállásáról szóló 259/2010. (XI. 16.) Korm. rendelet módosításáról
- 288/2016. (IX. 22.) Korm. rendelet A polgári célú pirotechnikai tevékenységekről szóló 173/2011. (VIII. 24.) Korm. rendelet, valamint a Rendőrség szerveiről és a Rendőrség szerveinek feladat- és hatásköréről szóló 329/2007. (XII. 13.) Korm. rendelet módosításáról
- 289/2016. (IX. 22.) Korm. rendelet Az egyes vízgazdálkodási és vízvédelmi tárgyú kormányrendeletek módosításáról
- 290/2016. (IX. 22.) Korm. rendelet A Hatvan városban megvalósuló beruházással összefüggő közigazgatási hatósági ügyek nemzetgazdasági szempontból kiemelt jelentőségű üggyé nyilvánításáról
- 291/2016. (IX. 22.) Korm. rendelet A Páty községben megvalósuló beruházással összefüggő közigazgatási hatósági ügyek nemzetgazdasági szempontból kiemelt jelentőségű üggyé nyilvánításáról
- 292/2016. (IX. 23.) Korm. rendelet a postaügyért és a nemzeti pénzügyi szolgáltatásokért felelős kormánybiztos irányítási jogköréről
- 293/2016. (IX. 27.) Korm. rendelet Az EGT Finanszírozási Mechanizmus és a Norvég Finanszírozási Mechanizmus 2009–2014-es időszakának végrehajtási rendjéről szóló 326/2012. (XI. 16.) Korm. rendelet módosításáról
- 294/2016. (IX. 29.) Korm. rendelet A Budapest V. kerület Kossuth Lajos téri beruházási programmal összefüggő közigazgatási hatósági ügyek kiemelt jelentőségű üggyé nyilvánításáról és az eljáró hatóságok kijelöléséről szóló 100/2012. (V. 16.) Korm. rendelet módosításáról
- 295/2016. (IX. 29.) Korm. rendelet Az ”EUROVEGAS” Entertainment & Casino Park Szolgáltató Korlátolt Felelősségű Társaság „felszámolás alatt”, valamint az ”Ipari Terület Bezenye” Ipari és Kereskedelmi Korlátolt Felelősségű Társaság „felszámolás alatt” stratégiailag kiemelt jelentőségű gazdálkodó szervezetté minősítéséről, a Magyarország Európai Unió melletti Állandó Képviselete kötelezettségteljesítéséhez szükséges intézkedésekről, valamint egyes gazdasági tárgyú kormányrendeletek módosításáról
- 296/2016. (IX. 29.) Korm. rendelet A Földes területén gyorsfagyasztott termékeket gyártó üzem megvalósítására irányuló beruházással összefüggő közigazgatási hatósági ügyek nemzetgazdasági szempontból kiemelt jelentőségű üggyé nyilvánításáról
- 297/2016. (IX. 29.) Korm. rendelet A Mélykút területén víziszárnyas feldolgozó üzem és hűtőház megvalósítására irányuló beruházással összefüggő közigazgatási hatósági ügyek nemzetgazdasági szempontból kiemelt jelentőségű üggyé nyilvánításáról
- 298/2016. (IX. 29.) Korm. rendelet A Yanfeng Hungary Automotive Interior Systems Kft. Pápa területén megvalósuló beruházásával összefüggő közigazgatási hatósági ügyek nemzetgazdasági szempontból kiemelt jelentőségű üggyé nyilvánításáról szóló 82/2016. (IV. 12.) Korm. rendelet módosításáról
- 299/2016. (IX. 29.) Korm. rendelet A Budapesten megrendezendő Úszó-, Vízilabda-, Műugró-, Műúszó és Nyíltvízi Világbajnokság megvalósításához szükséges egyes létesítmények építtetőjének kijelöléséről, valamint a toronyugrás céljából létesítendő óriás ugrótorony létesítését szolgáló ingatlanok meghatározásáról szóló 451/2015.  (XII. 28.) Korm. rendelet módosításáról
- 300/2016. (IX. 29.) Korm. rendelet A földgázellátásról szóló 2008. évi XL. törvény rendelkezéseinek végrehajtásáról szóló 19/2009. (I. 30.) Korm. rendelet módosításáról
- 301/2016. (IX. 30.) Korm. rendelet A közérdekű adat iránti igény teljesítéséért megállapítható költségtérítés mértékéről

#### Október (302−329)
- 302/2016. (X. 13.) Korm. rendelet A közterületek és az állami tulajdonban álló ingatlanok filmforgatási célú használatának részletes szabályairól
- 303/2016. (X. 13.) Korm. rendelet Az állami vagyonnal való gazdálkodásról szóló 254/2007. (X. 4.) Korm. rendelet módosításáról
- 304/2016. (X. 13.) Korm. rendelet A kormányablakokról szóló 515/2013. (XII. 30.) Korm. rendelet módosításáról
- 305/2016. (X. 13.) Korm. rendelet Az európai uniós versenyjogi értelemben vett állami támogatásokkal kapcsolatos eljárásról és a regionális támogatási térképről szóló 37/2011. (III. 22.) Korm. rendelet, valamint a 2014–2020 programozási időszakra rendelt források felhasználására vonatkozó uniós versenyjogi értelemben vett állami támogatási szabályokról szóló 255/2014. (X. 10.) Korm. rendelet módosításáról
- 306/2016. (X. 13.) Korm. rendelet A kulturális örökség védelmével összefüggő egyes kormányrendeletek módosításáról
- 307/2016. (X. 13.) Korm. rendelet Egyes veszélyes anyagok elektromos és elektronikus berendezésekben való alkalmazásának korlátozásáról szóló 374/2012. (XII. 18.) Korm. rendelet módosításáról
- 308/2016. (X. 13.) Korm. rendelet A Budapest X. kerületben megvalósuló ingatlanfejlesztéssel összefüggő közigazgatási hatósági ügyek nemzetgazdasági szempontból kiemelt jelentőségű üggyé nyilvánításáról és egyes eljáró hatóságok kijelöléséről
- 309/2016. (X. 13.) Korm. rendelet A Testnevelési Egyetem új kampusza, valamint a hozzá kapcsolódó sportlétesítmények, szálláshelyek és szolgáltató egységek megépítése projekt keretében megvalósuló egyes beruházásokkal összefüggő közigazgatási hatósági ügyek nemzetgazdasági szempontból kiemelt jelentőségű üggyé nyilvánításáról, az eljáró hatóságok kijelöléséről, valamint a beruházások megvalósításával összefüggő beépítési szabályok megállapításáról
- 310/2016. (X. 13.) Korm. rendelet A Visonta Projekt Kft. Visonta község területén megvalósuló beruházásával összefüggő közigazgatási hatósági ügyek nemzetgazdasági szempontból kiemelt jelentőségű üggyé nyilvánításáról
- 3112016. (X. 14.) Korm. rendelet Az érettségi vizsga vizsgaszabályzatának kiadásáról szóló 100/1997. (VI. 13.) Korm. rendelet, valamint az érettségi vizsga vizsgaszabályzatának kiadásáról szóló 100/1997. (VI. 13.) Korm. rendelet módosításáról szóló 36/2015. (III. 6.) Korm. rendelet módosításáról
- 312/2016. (X. 19.) Korm. rendelet A megújuló energiák alkalmazásával kapcsolatos egyes kormányrendeletek módosításáról
- 313/2016. (X. 19.) Korm. rendelet A történelmi emlékhelyekről szóló 303/2011. (XII. 23.) Korm. rendelet módosításáról
- 314/2016. (X. 19.) Korm. rendelet Az Országos Könyvtári Kuratóriumról szóló 165/1999. (XI. 19.) Korm. rendelet módosításáról
- 315/2016. (X. 20.) Korm. rendelet Az állami tisztviselők képesítési előírásairól
- 316/2016. (X. 24.) Korm. rendelet a Mezőgazdasági és Vidékfejlesztési Hivatalról szóló 256/2007. (X. 4.) Korm. rendelet, valamint a Kormány tagjainak feladat- és hatásköréről szóló 152/2014. (VI. 6.) Korm. rendelet módosításáról
- 317/2016. (X. 25.) Korm. rendelet A 2017/2018. tanévre vonatkozó szakmaszerkezeti döntésről és a 2017/2018. tanévben a Szabóky Adolf Szakképzési Ösztöndíjra jogosító szakképesítésekről
- 318/2016. (X. 25.) Korm. rendelet A közalkalmazottak jogállásáról szóló 1992. évi XXXIII. törvénynek a szociális, valamint a gyermekjóléti és gyermekvédelmi ágazatban történő végrehajtásáról szóló 257/2000. (XII. 26.) Korm. rendeletnek a középfokú végzettségű bölcsődei kisgyermeknevelők bérrendezésével összefüggő módosításáról
- 319/2016. (X. 25.) Korm. rendelet A közúti közlekedési igazgatási feladatokról, a közúti közlekedési okmányok kiadásáról és visszavonásáról szóló 326/2011. (XII. 28.) Korm. rendelet módosításáról
- 320/2016. (X. 25.) Korm. rendelet A lófélék egyedeinek azonosításáról szóló 110/2013. (IV. 9.) Korm. rendelet módosításáról
- 321/2016. (X. 27.) Korm. rendelet Az állami tisztviselők képzéséről és továbbképzéséről
- 322/2016. (X. 27.) Korm. rendelet A Szakképzési Hídprogramban részt vevő tanulók ösztöndíjáról, valamint a részt vevő pedagógusok pótlékáról
- 323/2016. (X. 27.) Korm. rendelet A külföldi bizonyítványok és oklevelek elismeréséről szóló 2001. évi C. törvény hatálya alá tartozó ügyekben eljáró hatóságok kijelöléséről, valamint a nyilatkozattételi kötelezettség alá eső szolgáltatások felsorolásáról szóló 33/2008. (II. 21.) Korm. rendelet, a régészeti örökséggel és a műemléki értékkel kapcsolatos szakértői tevékenységről szóló 439/2013. (XI. 20.) Korm. rendelet, valamint a régészeti örökség és a műemléki érték védelmével kapcsolatos szabályokról szóló 39/2015. (III. 11.) Korm. rendelet módosításáról
- 324/2016. (X. 27.) Korm. rendelet A pedagógusok előmeneteli rendszeréről és a közalkalmazottak jogállásáról szóló 1992. évi XXXIII. törvény köznevelési intézményekben történő végrehajtásáról szóló *326/2013. (VIII. 30.) Korm. rendelet módosításáról, valamint az állami köznevelési közfeladat ellátásában fenntartóként részt vevő szervekről, valamint a Klebelsberg Központról szóló 134/2016. (VI. 10.) Korm. rendelet módosításáról
- 325/2016. (X. 27.) Korm. rendelet A központosított informatikai és elektronikus hírközlési szolgáltatásokról szóló 309/2011. (XII. 23.) Korm. rendelet módosításáról
- 326/2016. (X. 27.) Korm. rendelet Az Alpiq Csepel Korlátolt felelősségű Társaság 100%-os üzletrészének MVM Magyar Villamos Művek Zártkörűen Működő Részvénytársaság általi megszerzése nemzetstratégiai jelentőségűnek minősítéséről
- 327/2016. (X. 27.) Korm. rendelet A Melis Investment Kft. Budapesten megvalósuló beruházásával összefüggő közigazgatási hatósági ügyek nemzetgazdasági szempontból kiemelt jelentőségű üggyé nyilvánításáról szóló 251/2015. (IX. 8.) Korm. rendelet módosításáról
- 328/2016. (X. 28.) Korm. rendelet a Mezőgazdasági és Vidékfejlesztési Hivatal megszüntetéséről, valamint egyes ezzel összefüggő kormányrendeletek módosításáról
- 329/2016. (X. 28.) Korm. rendelet az egészségügyi szolgáltatások Egészségbiztosítási Alapból történő finanszírozásának részletes szabályairól szóló 43/1999. (III. 3.) Korm. rendelet módosításáról

#### November  (330−377)
- 330/2016. (XI. 4.) Korm. rendelet Egyes kormányrendeleteknek a nem rendszeres hulladékszállítás szabályaival összefüggő módosításáról
- 331/2016. (XI. 4.) Korm. rendelet A „SIKÉR” Malomipari Zártkörűen Működő Részvénytársaság „felszámolás alatt” stratégiailag kiemelt jelentőségű gazdálkodó szervezetté minősítéséről
- 332/2016. (XI. 8.) Korm. rendelet A kábítószer előállítására alkalmas növények termesztésének, forgalmazásának és felhasználásának rendjéről szóló 162/2003. (X. 16.) Korm. rendelet módosításáról
- 333/2016. (XI. 8.) Korm. rendelet A Szeged területén szolgáltató központ létrehozására irányuló beruházással összefüggő közigazgatási hatósági ügyek nemzetgazdasági szempontból kiemelt jelentőségű üggyé nyilvánításáról
- 334/2016. (XI. 8.) Korm. rendelet A 2014–2020 programozási időszakban az Európai Regionális Fejlesztési Alap és az Előcsatlakozási Támogatási Eszköz egyes, határon átnyúló együttműködési programjainak végrehajtásáról szóló 126/2016. (VI. 7.) Korm. rendelet módosításáról
- 335/2016. (XI. 11.) Korm. rendelet Egyes foglalkoztatási tárgyú kormányrendeletek jogharmonizációs és egyéb célú módosításáról
- 336/2016. (XI. 11.) Korm. rendelet A Budapest I. kerület, Nándor utca 5–7. szám alatti irodaépület felújításával, átalakításával összefüggő közigazgatási hatósági ügyek kiemelt jelentőségű üggyé nyilvánításáról, valamint a Belügyminisztérium budai Várnegyedben történő elhelyezésével kapcsolatos beruházás megvalósításával összefüggő közigazgatási hatósági ügyek nemzetgazdasági szempontból kiemelt jelentőségű üggyé nyilvánításáról szóló 410/2015. (XII. 15.) Korm. rendelet módosításáról
- 337/2016. (XI. 17.) Korm. rendelet A kerékpárutakkal összefüggő egyes műszaki adatok nyilvántartásáról
- 338/2016. (XI. 17.) Korm. rendelet A Kormány tagjainak feladat- és hatásköréről szóló 152/2014. (VI. 6.) Korm. rendelet, valamint a Hamisítás Elleni Nemzeti Testületről szóló 287/2010. (XII. 16.) Korm. rendelet módosításáról
- 339/2016. (XI. 17.) Korm. rendelet A Közigazgatási és Igazságügyi Hivatal megszüntetéséről, valamint egyes kapcsolódó kormányrendeletek módosításáról szóló 251/2016. (VIII. 24.) Korm. rendelet módosításáról
- 340/2016. (XI. 17.) Korm. rendelet A gyakorlati képzés költségeinek a szakképzési hozzájárulás terhére történő elszámolásánál figyelembe vehető gyakorlati képzési normatívák mértékéről és a csökkentő tétel számításáról szóló 280/2011. (XII. 20.) Korm. rendelet módosításáról
- 341/2016. (XI. 17.) Korm. rendelet Az egyes földügyi tárgyú kormányrendeletek módosításáról
- 342/2016. (XI. 17.) Korm. rendelet A víziközmű-szolgáltatásról szóló 2011. évi CCIX. törvény egyes rendelkezéseinek végrehajtásáról szóló 58/2013. (II. 27.) Korm. rendelet módosításáról
- 343/2016. (XI. 17.) Korm. rendelet A területfejlesztéssel és a területrendezéssel kapcsolatos információs rendszerről és a kötelező adatközlés szabályairól szóló 31/2007. (II. 28.) Korm. rendelet és a területfejlesztéssel és a területrendezéssel összefüggésben megőrzendő dokumentumok gyűjtéséről, megőrzéséről, nyilvántartásáról és hasznosításáról szóló 16/2010. (II. 5.) Korm. rendelet módosításáról
- 344/2016. (XI. 17.) Korm. rendelet A mérésügyről szóló törvény végrehajtásáról szóló 127/1991. (X. 9.) Korm. rendelet módosításáról
- 345/2016. (XI. 17.) Korm. rendelet A 2014–2020 programozási időszakban az egyes európai uniós alapokból származó támogatások felhasználásának rendjéről szóló 272/2014. (XI. 5.) Korm. rendelet módosításáról
- 346/2016. (XI. 17.) Korm. rendelet A Digitális Nemzet Fejlesztési Program végrehajtásához kapcsolódó széles sávú hálózatfejlesztési beruházások megvalósításával összefüggő közigazgatási hatósági ügyek nemzetgazdasági szempontból kiemelt jelentőségű üggyé nyilvánításáról és az eljáró hatóságok kijelöléséről szóló 392/2014. (XII. 31.) Korm. rendelet módosításáról
- 347/2016. (XI. 17.) Korm. rendelet A Biatorbágy területén mezőgazdasági gépgyártó üzem megvalósítására irányuló beruházással összefüggő közigazgatási hatósági ügyek nemzetgazdasági szempontból kiemelt jelentőségű üggyé nyilvánításáról
- 348/2016. (XI. 17.) Korm. rendelet A Göd város infrastrukturális fejlesztésével összefüggő közigazgatási hatósági ügyek nemzetgazdasági szempontból kiemelt jelentőségű üggyé nyilvánításáról
- 349/2016. (XI. 17.) Korm. rendelet A Szerencs területén üveggyapotot gyártó üzem megvalósítására irányuló beruházással összefüggő közigazgatási hatósági ügyek nemzetgazdasági szempontból kiemelt jelentőségű üggyé nyilvánításáról
- 350/2016. (XI. 18.) Korm. rendelet A Nemzeti Szakértői és Kutató Központról
- 351/2016. (XI. 18.) Korm. rendelet Az államháztartásszámviteléről szóló 4/2013. (I. 11.) Korm. rendelet módosításáról
- 352/2016. (XI. 18.) Korm. rendelet A bizalmi szolgáltatásokról szóló uniós szabályozásra tekintettel szükséges egyes kormányrendelet-módosításokról
- 353/2016. (XI. 18.) Korm. rendelet Egyes kormányrendeleteknek a kötelező tervezői és kivitelezői felelősségbiztosítás bevezetésével összefüggő módosításáról
- 354/2016. (XI. 18.) Korm. rendelet A nemzeti köznevelésről szóló törvény végrehajtásáról szóló 229/2012. (VIII. 28.) Korm. rendelet módosításáról
- 355/2016. (XI. 18.) Korm. rendelet Egyes nemzetgazdasági szempontból kiemelt jelentőségű üggyé nyilvánításról szóló kormányrendeletek módosításáról
- 356/2016. (XI. 18.) Korm. rendelet A Budafoki Munkás Testedző Egyesület sporttelepének felújításával-fejlesztésével összefüggő közigazgatási hatósági ügyek nemzetgazdasági szempontból kiemelt jelentőségű üggyé nyilvánításáról, valamint a Nemzeti Köznevelési Infrastruktúra Fejlesztési Program keretében megvalósítandó tanuszoda, tornaterem, tanterem beruházásokkal összefüggő közigazgatási hatósági ügyek kiemelt jelentőségű üggyé nyilvánításáról és az eljáró hatóságok kijelöléséről szóló 141/2014. (IV. 30.) Korm. rendelet módosításáról
- 357/2016. (XI. 18.) Korm. rendelet A Szabadtéri Néprajzi Múzeum Erdély tájegységének létrehozására irányuló egyes beruházásokkal összefüggő közigazgatási hatósági ügyek nemzetgazdasági szempontból kiemelt jelentőségű üggyé nyilvánításáról
- 358/2016. (XI. 23.) Korm. rendelet A pénzügyi intézmények, a biztosítók és a viszontbiztosítók, továbbá a befektetési vállalkozások és az árutőzsdei szolgáltatók informatikai rendszerének védelméről szóló 42/2015. (III. 12.) Korm. rendelet módosításáról
- 359/2016. (XI. ?.) Korm. rendelet ?
- 360/2016. (XI. ?.) Korm. rendelet ?
- 361/2016. (XI. 29.) Korm. rendelet A Bevándorlási és Menekültügyi Hivatalról
- 362/2016. (XI. 29.) Korm. rendelet Az igazságügyi szolgáltatásokkal kapcsolatos egyes feladat- és hatáskörökről
- 363/2016. (XI. 29.) Korm. rendelet Az úthasználati díjelszámolásról
- 364/2016. (XI. 29.) Korm. rendelet A kereskedelmi, valamint külkereskedelmi hatósági feladatkörében eljáró Budapest Főváros Kormányhivatala által kiszabható bírság megállapításának, mértékének részletes szabályairól
- 365/2016. (XI. 29.) Korm. rendelet Budapest Főváros Kormányhivatalának egyes ipari és kereskedelmi ügyekben eljáró hatóságként történő kijelöléséről, valamint a területi mérésügyi és műszaki biztonsági hatóságokról
- 366/2016. (XI. 29.) Korm. rendelet A külgazdasági és külügyi stratégiai kutatási és elemzési feladatokról
- 367/2016. (XI. 29.) Korm. rendelet A Kormány tagjainak feladat- és hatásköréről szóló 152/2014. (VI. 6.) Korm. rendelet módosításáról
- 368/2016. (XI. 29.) Korm. rendelet Egyes, a létfontosságú rendszerek és létesítmények azonosításáról, kijelöléséről és védelméről szóló kormányrendeletek módosításáról
- 369/2016. (XI. 29.) Korm. rendelet Egyes kormányrendeleteknek az egységes elektronikus közműegyeztetés megvalósításához szükséges módosításáról
- 370/2016. (XI. 29.) Korm. rendelet A víziközmű ágazatot érintő európai uniós derogációkkal kapcsolatos kötelezettségek teljesítését elősegítő egyes Korm. rendeletek módosításáról
- 371/2016. (XI. 29.) Korm. rendelet A fegyverekről és lőszerekről szóló 253/2004. (VIII. 31.) Korm. rendelet, valamint a biztonsági okmányok védelmének rendjéről szóló 86/1996. (VI. 14.) Korm. rendelet módosításáról
- 372/2016. (XI. 29.) Korm. rendelet A veszélyes áruk szállításának ellenőrzésével és szankcionálásával összefüggő egyes kormányrendeletek módosításáról
- 373/2016. (XI. 29.) Korm. rendelet A hulladéklerakási járulék megfizetéséről és felhasználásának céljairól szóló 318/2013. (VIII. 28.) Korm. rendelet módosításáról
- 374/2016. (XI. 29.) Korm. rendelet Az egyes hulladékgazdálkodási létesítmények kialakításának és üzemeltetésének szabályairól szóló 246/2014. (IX. 29.) Korm. rendelet és a hulladékká vált gépjárművekről szóló 369/2014. (XII. 30.) Korm. rendelet módosításáról
- 375/2016. (XI. 29.) Korm. rendelet A zalaegerszegi Mindszenty József Múzeum és Zarándokközpont, valamint a kapcsolódó komplex kulturális és vallási turisztikai fejlesztések megvalósítását célzó beruházásokkal összefüggő közigazgatási hatósági ügyek kiemelt jelentőségű üggyé nyilvánításáról
- 376/2016. (XI. 29.) Korm. rendelet A székesfehérvári stadionrekonstrukciós program megvalósításával összefüggő közigazgatási hatósági ügyek kiemelt jelentőségű üggyé nyilvánításáról és az eljáró hatóságok kijelöléséről szóló 472/2013. (XII. 11.) Korm. rendelet módosításáról
- 377/2016. (XI. 30.) Korm. rendelet Az Országos Statisztikai Adatgyűjtési Program adatgyűjtéseiről és adatátvételeiről szóló 288/2009. (XII. 15.) Korm. rendelet módosításáról

#### December  (378−501)
- 378/2016. (XII. 2.) Korm. rendelet Egyes központi hivatalok és költségvetési szervi formában működő minisztériumi háttérintézmények felülvizsgálatával összefüggő jogutódlásáról, valamint egyes közfeladatok átvételéről
- 379/2016. (XII. 2.) Korm. rendelet A központi hivatalok felülvizsgálatával és a járási (fővárosi kerületi) hivatalok megerősítésével összefüggő egyes kormányrendeletek módosításáról
- 380/2016. (XII. 2.) Korm. rendelet Az egyes nemzetgazdasági szempontból kiemelt jelentőségű üggyé nyilvánításról szóló kormányrendeleteknek a központi hivatalok és a költségvetési szervi formában működő minisztériumi háttérintézmények felülvizsgálatával összefüggő módosításáról
- 381/2016. (XII. 2.) Korm. rendelet Az Integrált Jogvédelmi Szolgálatról
- 382/2016. (XII. 2.) Korm. rendelet A közlekedési igazgatási feladatokkal összefüggő hatósági feladatokat ellátó szervek kijelöléséről
- 383/2016. (XII. 2.) Korm. rendelet A földművelésügyi hatósági és igazgatási feladatokat ellátó szervek kijelöléséről
- 384/2016. (XII. 2.) Korm. rendelet Az egyes földügyi eljárások részletes szabályairól
- 385/2016. (XII. 2.) Korm. rendelet A fővárosi és megyei kormányhivatal, valamint a járási (fővárosi kerületi) hivatal népegészségügyi feladatai ellátásáról, továbbá az egészségügyi államigazgatási szerv kijelöléséről
- 386/2016. (XII. 2.) Korm. rendelet Az egészségbiztosítási szervekről
- 387/2016. (XII. 2.) Korm. rendelet A fogyasztóvédelmi hatóság kijelöléséről
- 388/2016. (XII. 2.) Korm. rendelet Az egészségügyi szakellátást nyújtó közfinanszírozott szolgáltatók működési támogatásáról
- 389/2016. (XII. 2.) Korm. rendelet A felsőoktatási intézmények alaptevékenységének finanszírozásáról
- 390/2016. (XII. 5.) Korm. rendelet a Modern Városok Program megvalósításáról szóló 250/2016. (VIII. 24.) Korm. rendelet módosításáról
- 391/2016. (XII. 5.) Korm. rendelet az állami közlekedésbiztonsági szerv kijelöléséről
- 392/2016. (XII. 5.) Korm. rendelet A katonai légügyi hatóság kijelöléséről
- 393/2016. (XII. 5.) Korm. rendelet Az energiahatékonyságról, valamint a megújuló energiaforrásból származó villamos energia működési támogatásáról szóló egyes kormányrendeletek módosításáról
- 394/2016. (XII. 5.) Korm. rendelet Az üvegházhatású gázok kibocsátásával kapcsolatos hitelesítési tevékenységet végző szervezetek akkreditálásáról és nyilvántartásáról szóló 295/2012. (X. 16.) Korm. rendelet, valamint az üvegházhatású gázok közösségi kereskedelmi rendszerében és az erőfeszítés-megosztási határozat végrehajtásában való részvételről szóló 2012. évi CCXVII. törvény végrehajtásának egyes szabályairól szóló 410/2012. (XII. 28.) Korm. rendelet módosításáról
- 395/2016. (XII. 5.) Korm. rendelet A BOR-VIDÉK Tokaj-Hegyalja Nemzeti Program végrehajtásával kapcsolatos egyes kérdésekről
- 396/2016. (XII. 5.) Korm. rendelet Az államtudományi képzési terület alap- és mesterképzési szakjainak meghatározásáról és azok képzési és kimeneti követelményeiről, valamint az azzal összefüggő kormányrendeletek módosításáról szóló 282/2016. (IX. 21.) Korm. rendelet módosításáról
- 397/2016. (XII. 5.) Korm. rendelet A Magyar Művészeti Akadémia tagjainak életjáradékáról, valamint életjáradékban részesített tagjának elhalálozása esetén megállapítható hozzátartozói ellátásokról szóló 208/2013. (VI. 17.) Korm. rendelet módosításáról
- 398/2016. (XII. 5.) Korm. rendelet A Nemzeti Akkreditáló Hatóságról és az akkreditálási eljárásról szóló 424/2015. (XII. 23.) Korm. rendelet módosításáról
- 399/2016. (XII. 5.) Korm. rendelet A Széchenyi Programirodákról szóló 68/2011. (IV. 28.) Korm. rendelet módosításáról
- 400/2016. (XII. 5.) Korm. rendelet Egyes kormányrendeleteknek a településkép védelmével és a településrendezéssel összefüggő módosításáról
- 401/2016. (XII. 5.) Korm. rendelet Az Uniós fejlesztések fejezetbe tartozó fejezeti kezelésű előirányzatok felhasználásának rendjéről szóló 549/2013. (XII. 30.) Korm. rendelet módosításáról
- 402/2016. (XII. 5.) Korm. rendelet A Győr területén autóipari kapacitásbővítésre irányuló beruházással összefüggő közigazgatási hatósági ügyek nemzetgazdasági szempontból kiemelt jelentőségű üggyé nyilvánításáról
- 403/2016. (XII. 5.) Korm. rendelet A Szentes területén élelmiszeripari kapacitásbővítésre irányuló beruházással összefüggő közigazgatási hatósági ügyek nemzetgazdasági szempontból kiemelt jelentőségű üggyé nyilvánításáról
- 404/2016. (XII. 8.) Korm. rendelet A nyugellátásokban és egyes más ellátásokban részesülő személyek egyszeri juttatásáról
- 405/2016. (XII. 10.) Korm. rendelet A dohánykiskereskedelem-ellátási tevékenység elvégzése céljából megkötött koncessziós szerződés alapján fizetendő koncessziós díj legkisebb mértékéről
- 406/2016. (XII. 10.) Korm. rendelet A dohánytermék-kiskereskedelmi tevékenységet folytatók nyilvántartás-vezetési és adatszolgáltatási kötelezettségéről, valamint a dohánytermékek árbejelentésének és árközzétételének részletes szabályairól
- 407/2016. (XII. 10.) Korm. rendelet A dohánytermék-kiskereskedelmi tevékenységhez kapcsolódó engedélyezési eljárás egyes szabályairól szóló 181/2013. (VI. 7.) Korm. rendelet módosításáról
- 408/2016. (XII. 13.) Korm. rendelet Az idegenhonos inváziós fajok betelepítésének vagy behurcolásának és terjedésének megelőzéséről és kezeléséről
- 409/2016. (XII. 13.) Korm. rendelet Egyes, az európai uniós versenyjogi értelemben vett állami támogatásokkal kapcsolatos kormányrendeletek módosításáról
- 410/2016. (XII. 13.) Korm. rendelet A 2007–2013 programozási időszakban az Európai Regionális Fejlesztési Alapból, az Európai Szociális Alapból és a Kohéziós Alapból származó támogatások felhasználásának rendjéről szóló 4/2011. (I. 28.) Korm. rendelet módosításáról
- 411/2016. (XII. 13.) Korm. rendelet Az Európai Hálózatfinanszírozási Eszközből származó források felhasználásáról szóló 75/2016. (IV. 5.) Korm. rendelet módosításáról
- 412/2016. (XII. 13.) Korm. rendelet Az egyházi elismerésről és az egyházi jogi személyek jogállásának és működésének sajátos szabályairól szóló 295/2013. (VII. 29.) Korm. rendelet módosításáról
- 413/2016. (XII. 14.) Korm. rendelet a kisajátítási terv elkészítéséről, felülvizsgálatáról, záradékolásáról, valamint a kisajátítással kapcsolatos értékkülönbözet megfizetésének egyes kérdéseiről szóló 178/2008. (VII. 3.) Korm. rendelet módosításáról
- 414/2016. (XII. 14.) Korm. rendelet a Magyar Corvin-láncról és a Magyar Corvin-lánc Testületről szóló 86/2012. (IV. 26.) Korm. rendelet módosításáról
- 415/2016. (XII. 14.) Korm. rendelet Az anyakönyvi szervek kijelöléséről és az anyakönyvezéshez szükséges képesítési feltételekről
- 416/2016. (XII. 14.) Korm. rendelet A nyugellátások és egyes más ellátások 2017. január havi emeléséről
- 417/2016. (XII. 14.) Korm. rendelet A Terrorelhárítási Információs és Bűnügyi Elemző Központ kijelöléséről
- 418/2016. (XII. 14.) Korm. rendelet A nemzetbiztonsági ellenőrzés és a felülvizsgálati eljárás során a biztonsági kérdőív kitöltésének eljárási szabályairól, valamint a nemzetbiztonsági ellenőrzéssel összefüggésben a lényeges adatokban bekövetkezett változás bejelentésének rendjéről
- 419/2016. (XII. 14.) Korm. rendelet A jövedéki adóról szóló 2016. évi LXVIII. törvény hatálybalépésével összefüggésben egyes kormányrendeletek módosításáról
- 420/2016. (XII. 14.) Korm. rendelet A kormányablakokról szóló 515/2013. (XII. 30.) Korm. rendelet és a mezőgazdasági őstermelői igazolványról szóló 436/2015. (XII. 28.) Korm. rendelet módosításáról
- 421/2016. (XII. 14.) Korm. rendelet A dohánytermékek előállításáról, forgalomba hozataláról és ellenőrzéséről, a kombinált figyelmeztetésekről, valamint az egészségvédelmi bírság alkalmazásának részletes szabályairól szóló 39/2013. (II. 14.) Korm. rendelet módosításáról
- 422/2016. (XII. 14.) Korm. rendelet A gyógyszertárak létesítésének és működtetésének részletes szabályairól
- 423/2016. (XII. 14.) Korm. rendelet A mérésügyről szóló törvény végrehajtásáról szóló 127/1991. (X. 9.) Korm. rendelet módosításáról
- 424/2016. (XII. 14.) Korm. rendelet A Környezeti és Energiahatékonysági Operatív Program keretében megvalósuló egyes közel nulla energiaigényű épületek létesítésére irányuló mintaprojekt jellegű beruházásokkal összefüggő közigazgatási hatósági ügyek nemzetgazdasági szempontból kiemelt jelentőségű üggyé nyilvánításáról
- 425/2016. (XII. 15.) Korm. rendelet az államháztartásról szóló törvény végrehajtásáról szóló 368/2011. (XII. 31.) Korm. rendelet módosításáról
- 426/2016. (XII. 15.) Korm. rendelet a beruházás ösztönzési célelőirányzat felhasználásáról szóló 210/2014. (VIII. 27.) Korm. rendelet módosításáról
- 427/2016. (XII. 15.) Korm. rendelet Az UNESCO által 2005. október 19-én elfogadott, a sportbeli dopping elleni nemzetközi egyezmény I. melléklete módosításának kihirdetéséről
- 428/2016. (XII. 15.) Korm. rendelet Az előadó-művészeti szervezetek támogatásának részletes szabályairól
- 429/2016. (XII. 15.) Korm. rendelet A turisztikai térségek és a kiemelt turisztikai fejlesztési térségek meghatározásáról
- 430/2016. (XII. 15.) Korm. rendelet A kötelező legkisebb munkabér (minimálbér) és a garantált bérminimum megállapításáról
- 431/2016. (XII. 15.) Korm. rendelet A központi hivatalok és a költségvetési szervi formában működő minisztériumi háttérintézmények felülvizsgálatához kapcsolódó

befizetési kötelezettségről
- 432/2016. (XII. 15.) Korm. rendelet A költségvetési szervek és az egyházi jogi személyek foglalkoztatottjainak 2017. évi kompenzációjáról
- 433/2016. (XII. 15.) Korm. rendelet A Nemzeti Kutatási, Fejlesztési és Innovációs Hivatal által a Nemzeti Kutatási, Fejlesztési és Innovációs Alapból finanszírozott kutatás-fejlesztési és innovációs programok és projektek értékelésének részletes szabályairól
- 434/2016. (XII. 15.) Korm. rendelet Az EDF International S.A.S.-nek az EDF DÉMÁSZ Zártkörűen Működő Részvénytársaságban fennálló részesedése ENKSZ Első Nemzeti Közműszolgáltató Zártkörűen Működő Részvénytársaság általi megszerzése nemzetstratégiai jelentőségűnek minősítéséről
- 435/2016. (XII. 16.) Korm. rendelet A befektetési vállalkozások, a pénzforgalmi intézmények, az elektronikuspénz-kibocsátó intézmények, az utalványkibocsátók, a pénzügyi intézmények és a független pénzügyi szolgáltatás közvetítők panaszkezelésének eljárásával, valamint panaszkezelési szabályzatával kapcsolatos részletes szabályokról
- 436/2016. (XII. 16.) Korm. rendelet A biztosítók és a viszontbiztosítók csoportfelügyeletével kapcsolatos részletes szabályokról
- 437/2016. (XII. 16.) Korm. rendelet A biztosítók, a többes ügynökök és az alkuszok panaszkezelésének eljárásával, valamint panaszkezelési szabályzatával kapcsolatos részletes szabályokról
- 438/2016. (XII. 16.) Korm. rendelet Az ÁÉKBV-alapkezelő panaszkezelésének eljárásával, valamint panaszkezelési szabályzatával kapcsolatos részletes szabályokról
- 439/2016. (XII. 16.) Korm. rendelet A filmalkotások közvetett támogatásának céljából fenntartott letéti számlán gyűjthető összeg mértékéről
- 440/2016. (XII. 16.) Korm. rendelet A közigazgatási bürokráciacsökkentést érintő egyes kormányrendeletek módosításáról
- 441/2016. (XII. 16.) Korm. rendelet Egyes belügyi tárgyú kormányrendeletek módosításáról
- 442/2016. (XII. 16.) Korm. rendelet A felsőoktatás szabályozására vonatkozó egyes kormányrendeletek módosításáról
- 443/2016. (XII. 16.) Korm. rendelet A közszolgálati tisztviselők képesítési előírásairól szóló 29/2012. (III. 7.) Korm. rendelet, valamint a közszolgálati tisztviselők továbbképzéséről szóló 273/2012. (IX. 28.) Korm. rendelet módosításáról
- 444/2016. (XII. 16.) Korm. rendelet A lakástakarékpénztár általános szerződési feltételeiről szóló 47/1997. (III. 12.) Korm. rendelet módosításáról
- 445/2016. (XII. 16.) Korm. rendelet Az energiával kapcsolatos termékek energia- és egyéb erőforrás-fogyasztásának címkézéssel és előírt termékismertetővel történő megadásáról szóló 193/2011. (IX. 22.) Korm. rendelet módosításáról
- 446/2016. (XII. 16.) Korm. rendelet A környezetvédelmi termékdíjról szóló 2011. évi LXXXV. törvény végrehajtásáról szóló 343/2011. (XII. 29.) Korm. rendelet módosításáról
- 447/2016. (XII. 16.) Korm. rendelet A közúti közlekedés szabályairól szóló 1/1975. (II. 5.) KPM–BM együttes rendelet és a kiemelt nemzeti emlékhely használatának rendjéről szóló 119/2014. (IV. 8.) Korm. rendelet módosításáról
- 448/2016. (XII. 19.) Korm. rendelet Egyes szociális és gyermekvédelmi tárgyú kormányrendeletek módosításáról
- 449/2016. (XII. 19.) Korm. rendelet Egyes társadalombiztosítási és családpolitikai tárgyú kormányrendeletek módosításáról
- 450/2016. (XII. 19.) Korm. rendelet A fővárosi és megyei kormányhivatal elektronikus űrlapra épülő ügyintézésnél alkalmazott egyedi eljárásrend, az automatikus döntéshozatal, valamint a kapcsolódó nyilvántartási és ügyfélkapcsolati szolgáltatások részletes szabályairól
- 451/2016. (XII. 19.) Korm. rendelet Az elektronikus ügyintézés részletszabályairól
- 452/2016. (XII. 19.) Korm. rendelet A rádióberendezésekkel kapcsolatos megfelelőségértékelési tevékenységet engedélyező kijelölő hatóságról
- 453/2016. (XII. 19.) Korm. rendelet Az elektronikus kereskedelmi szolgáltatással összefüggő, közzétételi kötelezettséggel járó súlyos jogsértésekről, valamint a fogyasztó és a vállalkozás közötti szerződések részletes szabályairól szóló 45/2014. (II. 26.) Korm. rendelet módosításáról
- 454/2016. (XII. 19.) Korm. rendelet A 2016. és a 2017. évben a szélerőművek, illetve szélerőmű parkok létesítésére és használatba-vételére kiadható hatósági engedélyek számának és az engedélyezhető szélerőművek, illetve szélerőmű parkok teljesítményének meghatározásáról
- 455/2016. (XII. ?.) Korm. rendelet ?
- 456/2016. (XII. 22.) Korm. rendelet A Magyarország Kormánya és Ukrajna Kormánya közötti pénzügyi együttműködési keretprogram kialakításáról szóló megállapodás kihirdetéséről
- 457/2016. (XII. 23.) Korm. rendelet A rendvédelmi feladatokat ellátó szervek személyi állományának kártalanításáról
- 458/2016. (XII. 23.) Korm. rendelet Az energetikai tárgyú kormányrendeletek módosításáról
- 459/2016. (XII. 23.) Korm. rendelet A közbeszerzési értékhatárok alatti értékű beszerzések megvalósításával és ellenőrzésével kapcsolatos szabályokról
- 460/2016. (XII. 23.) Korm. rendelet A pénzügyi intézmények, a biztosítók és a viszontbiztosítók, továbbá a befektetési vállalkozások és az árutőzsdei szolgáltatók informatikai rendszerének védelméről szóló 42/2015. (III. 12.) Korm. rendelet módosításáról

461/2016. (XII. 23.) Korm. rendelet Az egyes egészségügyi dolgozók és egészségügyben dolgozók illetmény- vagy bérnövelésének, valamint az ahhoz kapcsolódó támogatás igénybevételének részletes szabályairól szóló 256/2013. (VII. 5.) Korm. rendelet módosításáról 
- 462/2016. (XII. 23.) Korm. rendelet A bölcsődében és a mini bölcsődében foglalkoztatott, középfokú végzettséggel rendelkező kisgyermeknevelők részére 2017. évben kifizetésre kerülő bölcsődei pótlékhoz nyújtott támogatásról
- 463/2016. (XII. 23.) Korm. rendelet A közfoglalkoztatási bér és a közfoglalkoztatási garantált bér megállapításáról szóló 170/2011. (VIII. 24.) Korm. rendelet szabályairól szóló 63/2006. (III. 27.) Korm. rendelet módosításáról
- 464/2016. (XII. 23.) Korm. rendelet Egyes egészségügyi és egészségbiztosítási tárgyú kormányrendeletek módosításáról
- 465/2016. (XII. 23.) Korm. rendelet A méltányossági nyugdíjemelés szabályainak módosításáról
- 466/2016. (XII. 23.) Korm. rendelet A társadalombiztosítás ellátásaira és a magánnyugdíjra jogosultakról, valamint e szolgáltatások fedezetéről szóló 1997. évi LXXX. törvény végrehajtásáról szóló 195/1997. (XI. 5.) Korm. rendelet módosításáról
- 467/2016. (XII. 23.) Korm. rendelet A szociális hozzájárulási adóhoz kapcsolódó megtakarítások kezeléséről
- 468/2016. (XII. 23.) Korm. rendelet A közúti közlekedési igazgatási feladatokról, a közúti közlekedési okmányok kiadásáról és visszavonásáról szóló 326/2011. (XII. 28.) Korm. rendelet módosításáról
- 469/2016. (XII. 23.) Korm. rendelet Az állami beruházások központi nyilvántartásáról és ellenőrzéséről, valamint az állami vagyonnal való gazdálkodásról szóló 254/2007. (X. 4.) Korm. rendelet módosításáról
- 470/2016. (XII. 23.) Korm. rendelet  A Budapest IX. kerületében megvalósuló, Magyar Telekom Nyrt. székház megvalósításával összefüggő közigazgatási hatósági ügyek nemzetgazdasági szempontból kiemelt jelentőségű üggyé nyilvánításáról és egyes eljáró hatóságok kijelöléséről
- 471/2016. (XII. 23.) Korm. rendelet A Nagykőrös területén elektronikai kapacitásbővítésre irányuló beruházással összefüggő közigazgatási hatósági ügyek nemzetgazdasági szempontból kiemelt jelentőségű üggyé nyilvánításáról
- 472/2016. (XII. 23.) Korm. rendelet A siófoki Kiss Szilárd multifunkcionális kézilabda csarnok beruházás befejezésével összefüggő közigazgatási hatósági ügyek kiemelt jelentőségű üggyé nyilvánításáról és az eljáró hatóságok kijelöléséről
- 473/2016. (XII. 27.) Korm. rendelet A központi hivatalok felülvizsgálatával és a járási (fővárosi kerületi) hivatalok megerősítésével összefüggő egyes kormányrendeletek módosításáról
- 474/2016. (XII. 27.) Korm. rendelet Az állami sport célú támogatások felhasználásáról és elosztásáról
- 475/2016. (XII. 27.) Korm. rendelet Egyes sport tárgyú kormányrendeletek módosításáról
- 476/2016. (XII. 27.) Korm. rendelet A közúti árufuvarozással és személyszállítással összefüggő egyes kormányrendeletek módosításáról
- 477/2016. (XII. 27.) Korm. rendelet Az egységes elektronikus ügyintézési rendszer kialakításával összefüggésben egyes kormány-rendeletek módosításáról
- 478/2016. (XII. 27.) Korm. rendelet A 2014–2020 programozási időszakban az egyes európai uniós alapokból származó támogatások felhasználásának rendjéről szóló 272/2014. (XI. 5.) Korm. rendelet, valamint a közbeszerzések központi ellenőrzéséről és engedélyezéséről szóló 320/2015 (X. 30.) Korm. rendelet módosításáról
- 479/2016. (XII. 28.) Korm. rendelet A számviteli törvény szerinti egyes egyéb szervezetek beszámoló készítési és könyvvezetési kötelezettségének sajátosságairól
- 480/2016. (XII. 28.) Korm. rendelet A számviteli törvényhez kapcsolódó, sajátos számviteli szabályokat tartalmazó kormányrendeletek módosításáról
- 481/2016. (XII. 28.) Korm. rendelet Az állami kezességbeváltással, valamint a Nemzeti Adó- és Vámhivatal tevékenységével összefüggő egyes kormányrendeletek módosításáról
- 482/2016. (XII. 28.) Korm. rendelet Egyes kormányrendeleteknek az egyszerű bejelentés körének kiterjesztésével és az építésügy területén érvényesítendő további bürokráciacsökkentéssel összefüggő módosításáról
- 483/2016. (XII. 28.) Korm. rendelet A szakképzési feladatot ellátó hatóság kijelöléséről és a szakképzési hatósági feladatok ellátásáról
- 484/2016. (XII. 28.) Korm. rendelet Az ízesített borászati termékek földrajzi jelzéseinek uniós oltalmára irányuló eljárásról, valamint ezen termékek ellenőrzéséről
- 485/2016. (XII. 28.) Korm. rendelet A Tokaj-hegyaljai történelmi borvidék kultúrtáj világörökségi kezelési tervéről
- 486/2016. (XII. 28.) Korm. rendelet Egyes európai uniós projektekkel kapcsolatos jogutódlásról, valamint egyes oktatási tárgyú kormányrendeletek módosításáról
- 487/2016. (XII. 28.) Korm. rendelet Az egyes közbeszerzési tárgyú kormányrendeletek módosításáról
- 488/2016. (XII. 28.) Korm. rendelet A haditechnikai eszközök és szolgáltatások kivitelének, behozatalának, transzferjének és tranzitjának engedélyezéséről, valamint a vállalkozások tanúsításáról szóló 160/2011. (VIII. 18.) Korm. rendelet módosításáról
- 489/2016. (XII. 28.) Korm. rendelet A hadigondozásról szóló 1994. évi XLV. törvény végrehajtásáról szóló 113/1994. (VIII. 31.) Korm. rendelet, továbbá a honvédelemről és a Magyar Honvédségről, valamint a különleges jogrendben bevezethető intézkedésekről szóló 2011. évi CXIII. törvény egyes rendelkezéseinek végrehajtásáról szóló 290/2011. (XII. 22.) Korm. rendelet módosításáról
- 490/2016. (XII. 28.) Korm. rendelet Az egyes közlekedésfejlesztési projektekkel összefüggő közigazgatási hatósági ügyek nemzetgazdasági szempontból kiemelt jelentőségű üggyé nyilvánításáról és az eljáró hatóságok kijelöléséről szóló 345/2012. (XII. 6.) Korm. rendelet módosításáról
- 491/2016. (XII. 28.) Korm. rendelet A Budapest XI. kerületében K+F ingatlanfejlesztési beruházás megvalósításával összefüggő közigazgatási hatósági ügyek nemzetgazdasági szempontból kiemelt jelentőségű üggyé nyilvánításáról
- 492/2016. (XII. 28.) Korm. rendelet  A Budapest XVII. kerületi Rákosmenti multifunkcionális csarnok, valamint a csarnokhoz kapcsolódó szabadtéri sportlétesítmények megvalósítására irányuló beruházással összefüggő közigazgatási hatósági ügyek nemzetgazdasági szempontból kiemelt jelentőségű üggyé nyilvánításáról
- 493/2016. (XII. 28.) Korm. rendelet a Debrecen közigazgatási területén megvalósuló, tejipari beruházással összefüggő közigazgatási hatósági ügyek nemzetgazdasági szempontból kiemelt jelentőségű üggyé nyilvánításáról
- 494/2016. (XII. 28.) Korm. rendelet A Modern Városok Program keretében Kaposváron megvalósuló sportinfrastruktúra-fejlesztések megvalósításával összefüggő közigazgatási hatósági ügyek kiemelt jelentőségű üggyé nyilvánításáról
- 495/2016. (XII. 28.) Korm. rendelet A Károlyi-Csekonics Palotaegyüttes felsőoktatási célú hasznosítása érdekében a Károlyi-Csekonics Palotaegyüttes átfogó, állagmegóvó felújítási feladatainak megvalósításával összefüggő közigazgatási hatósági ügyek nemzetgazdasági szempontból kiemelt jelentőségű üggyé nyilvánításáról és az eljáró hatóságok kijelöléséről szóló 482/2015. (XII. 29.) Korm. rendelet módosításáról
- 496/2016. (XII. 28.) Korm. rendelet A kulturális örökség védelmével kapcsolatos szabályokról
- 497/2016. (XII. 28.) Korm. rendelet A kulturális örökség védelmét érintő egyes kormányrendeletek módosításáról
- 498/2016. (XII. 28.) Korm. rendelet A közgyűjteményekben őrzött kulturális javak méltányosságból történő birtokba adásának rendjéről és a hasznosításukra vonatkozó szerződésekkel kapcsolatos szabályokról
- 499/2016. (XII. 28.) Korm. rendelet Az államháztartásról szóló törvény végrehajtásáról szóló 368/2011. (XII. 31.) Korm. rendelet és egyes kapcsolódó kormányrendeletek módosításáról
- 500/2016. (XII. 28.) Korm. rendelet A Bethlen Gábor Alapról szóló 2010. évi CLXXXII. törvény végrehajtásáról szóló 367/2010. (XII. 30.) Korm. rendelet módosításáról
- 501/2016. (XII. 28.) Korm. rendelet A tűzvédelmi hatósági feladatokat ellátó szervezetekről, a tűzvédelmi bírságról és a tűzvédelemmel foglalkozók kötelező élet- és balesetbiztosításáról szóló 259/2011. (XII. 7.) Korm. rendelet, valamint az építésügyi és építésfelügyeleti hatósági eljárásokról és ellenőrzésekről, valamint az építésügyi hatósági szolgáltatásról szóló 312/2012. (XI. 8.) Korm. rendelet módosításáról

### Egyéb fontosabb jogszabályok

#### Miniszteri rendeletek

##### Január
- 1/2016. (I. 5.) MvM rendelet Az Ipari Termékosztályozás (ITO) bevezetéséről és alkalmazásáról szóló 16/2011. (V. 10.) KIM rendelet módosításáról
- 1/2016. (I. 5.) NGM rendelet A veszélyes folyadékok vagy olvadékok tárolótartályainak, tároló-létesítményeinek műszaki biztonsági követelményeiről, hatósági felügyeletéről
- 2/2016. (I. 5.) NGM rendelet A nyomástartó berendezések, a töltő berendezések, a kisteljesítményű sűrített gáztöltő berendezések műszaki-biztonsági hatósági felügyeletéről és az autógáz tartályok időszakos ellenőrzéséről
- 2/2016. (I. 7.) MvM rendelet A közigazgatási, rendészeti, katonai és nemzetbiztonsági felsőoktatás vonatkozásában az évenként felvehető hallgatói létszám megállapításával és elosztásával kapcsolatos eljárás részletes szabályairól, a Nemzeti Közszolgálati Egyetemre történő felvétel különös feltételeiről, valamint a külföldi hallgatók Nemzeti Közszolgálati Egyetemre történő felvételének, jogállásának és tanulmányainak részletes szabályairól szóló 1/2013. (I. 8.) KIM rendelet módosításáról
- 1/2016. (I. 7.) BM rendelet A belügyminiszter irányítása alá tartozó rendészeti szakközépiskolákra vonatkozó szabályokról szóló 32/2005. (VI. 30.) BM–OM együttes rendelet, valamint a közalkalmazottak jogállásáról szóló 1992. évi XXXIII. törvénynek a belügyminiszter ágazati irányítása alá tartozó egyes szerveknél történő végrehajtásáról szóló 37/2011. (X. 28.) BM rendelet módosításáról
- 1/2016. (I. 7.) FM rendelet A hegybíró, a hegyközségi tanács titkára és a Hegyközségek Nemzeti Tanácsának főtitkára tevékenységének ellenőrzési szabályairól
- 2/2016. (I. 7.) FM rendelet A földmérési és térképészeti állami alapadatok kezeléséről, szolgáltatásáról és egyes igazgatási szolgáltatási díjakról szóló 63/1999. (VII. 21.) FVM–HM–PM együttes rendelet módosításáról
- 3/2016. (I. 7.) FM rendelet A tej- és tejtermék-ágazatban működő termelői szervezetek és társulásaik nemzeti szabályozásáról
- 1/2016. (I. 7.) HM rendelet A Magyar Honvédség feladatával kapcsolatos közegészségügyi-járványügyi követelményekről, azok ellátásának, valamint az Állami Népegészségügyi és Tisztiorvosi Szolgálattal való együttműködésének rendjéről szóló 21/2003. (VI. 24.) HM–ESZCSM együttes rendelet módosításáról
- 2/2016. (I. 7.) HM rendelet A NATO menetparancs alkalmazásával kapcsolatos szabályokról szóló 32/2007. (VIII. 15.) HM rendelet és a tűzvédelem és a műszaki mentés honvédelmi ágazatra vonatkozó különös szabályairól szóló 18/2008. (VIII. 6.) HM rendelet módosításáról
- 3/2016. (I. 7.) HM rendelet A Magyar Honvédség katonai nyomozó hatóságairól és a bűncselekmények parancsnoki nyomozásáról szóló 19/2003. (V. 8.) HM–IM együttes rendelet módosításáról
- 3/2016. (I. 7.) NGM rendelet A jelzáloghitelre vonatkozó tájékoztatás szabályairól
- 4/2016. (I. 7.) NGM rendelet A termőföldnek nem minősülő ingatlanok hitelbiztosítéki értékének meghatározására vonatkozó módszertani elvekről szóló 25/1997. (VIII. 1.) PM rendelet, valamint a fogyasztónak nyújtott hitellel kapcsolatos egyes tájékoztatási szabályokról szóló 56/2014. (XII. 31.) NGM rendelet módosításáról
- 5/2016. (I. 7.) NGM rendelet A nemzetgazdasági miniszter irányítása alá tartozó központi kezelésű előirányzatok kezeléséről és felhasználásáról
- 3/2016. (I. 20.) BM rendelet Részleges határzár magyar–horvát határon történő ismételt elrendeléséről

##### Február
- 1/2016. (II. 1.) MK rendelet A kormányzati kommunikációs beszerzések során alkalmazható informatikai rendszerrel szemben támasztott követelményekről
- 6/2016. (II. 9.) FM rendelet Az illegális bevándorlók által okozott mezőgazdasági károk kompenzálására igénybe vehető mezőgazdasági csekély összegű támogatásról
- 7/2016. (II. 9.) FM rendelet Az európai közösségi jog hatálya alá tartozó állatorvosi oklevelek elismeréséről szóló 37/2008. (III. 27.) FVM rendelet és a sertések jelöléséről, valamint Egységes Nyilvántartási és Azonosítási Rendszeréről szóló 83/2015. (XII. 16.) FM rendelet módosításáról
- 1/2016. (II. 9.) IM rendelet A bírósági ügyvitel szabályairól szóló 14/2002. (VIII. 1.) IM rendelet módosításáról
- 5/2016. (II. 10.) BM rendelet A törvénnyel kihirdetett nemzetközi szerződés alapján kiállítandó közokirat kiadásáért fizetendő igazgatási szolgáltatási díjról
- 7/2016. (II. 15.) MvM rendelet Az államtudományi képzési terület alap- és mesterképzési szakjainak meghatározásáról és azok képzési és kimeneti követelményeiről
- 9/2016. (II. 15.) FM rendelet A szőlőültetvényeken megvalósuló növényegészségügyi védekezés támogatásáról
- 10/2016. (II. 17.) FM rendelet A környezetvédelmi és természetvédelmi hatósági eljárások igazgatási szolgáltatási díjairól szóló 14/2015. (III. 31.) FM rendelet módosításáról
- 11/2016. (II. 17.) FM rendelet A Hajdúbagosi földikutya-rezervátum természetvédelmi terület védettségének fenntartásáról szóló 53/2007. (X. 18.) KvVM rendelet módosításáról
- 6/2016. (II. 18.) BM rendelet Részleges határzár magyar–horvát határon történő fenntartásáról
- 2/2016. (II. 18.) IM rendelet Egyes választási tárgyú miniszteri rendeleteknek a választások költségei elszámolásával és ellenőrzésével összefüggő módosításáról
- 4/2016. (II. 22.) EMMI rendelet Az emberi erőforrások minisztere feladat- és hatáskörét érintően a nemzetbiztonsági ellenőrzés alá eső személyek meghatározásáról szóló 20/2015. (IV. 10.) EMMI rendelet módosításáról
- 3/2016. (II. 22.) IM rendelet A polgári eljárásban a tárgyalás, valamint a személyes meghallgatás zártcélú távközlő hálózat útján történő megtartásáról
- 8/2016. (II. 23.) NGM rendeletA harmadik országbeli állampolgárok beutazásáról és tartózkodásáról szóló törvényben meghatározott államkötvény kibocsátásának részletes szabályairól szóló 4/2013. (II. 19.) NGM rendelet módosításáról

##### Március
- 7/2016. (III. 7.) BM rendelet A részleges határzár magyar–horvát határon történő fenntartásáról szóló 6/2016. (II. 18.) BM rendelet hatályon kívül helyezéséről
- 2/2016. (III. 5.) MK rendelet A családi otthonteremtési kedvezményre, valamint az otthonteremtési kamattámogatásra vonatkozó reklámok és hirdetések részletes szabályairól
- 6/2016. (III. 24.) EMMI rendelet A személyes gondoskodást nyújtó gyermekjóléti, gyermekvédelmi intézmények, valamint személyek szakmai feladatairól és működésük feltételeiről szóló 15/1998. (IV. 30.) NM rendelet módosításáról

##### Április
- 9/2016. (IV. 5.) MvM rendelet Az Európai Mezőgazdasági Vidékfejlesztési Alapból finanszírozott egyes támogatások 2016. évi igénybevételével kapcsolatos egységes eljárási szabályokról
- 22/2016. (IV. 5.) FM rendelet Az Európai Mezőgazdasági Garancia Alapból, valamint a központi költségvetésből finanszírozott egyes támogatások igénybevételével kapcsolatos eljárási szabályokról
- 23/2016. (IV. 5.) FM rendelet A tejtermelőknek nyújtható ideiglenes rendkívüli támogatáshoz kapcsolódó mezőgazdasági csekély összegű támogatásról
- 10/2016. (IV. 5.) NGM rendelet A munkaeszközök és használatuk biztonsági és egészségügyi követelményeinek minimális szintjéről

##### Május
- 37/2016. (V. 18.) FM rendelet a földművelésügyi miniszter feladat- és hatáskörébe tartozó, egyes agrártámogatásokat szabályozó rendeletek módosításáról
- 13/2016. (V. 18.) MvM rendelet az Információs Hivatal hivatásos állományú tagjai teljesítményjuttatásra jogosultságának feltételeiről és megállapításának rendjéről
- 19/2016. (V. 25.) MNB rendelet Az Országos Betétbiztosítási Alap tagjai által fizetendő kockázatalapú változó díj megállapításának részletes szabályairól
- 14/2016. (V. 25.) MvM rendelet A felelős akkreditált közbeszerzési szaktanácsadói tevékenységről
- 7/2016. (V. 25.) IM rendelet Az igazságügyi miniszter által adományozható elismerésekről szóló 4/2015. (III. 3.) IM rendelet módosításáról

##### Június
- 8/2016. (VI. 27.) IM rendelet a Magyar Szabadalmi Hivatal előtti iparjogvédelmi eljárások igazgatási szolgáltatási díjairól szóló 19/2005. (IV. 12.) GKM rendelet módosításáról
- 1/2016. (VI. 29.) MNB rendelet Adatszolgáltatási tárgyú MNB rendeletek egyes rendelkezései tartalmának a hatálybalépést megelőző megváltoztatásáról, valamint a jegybanki információs rendszerhez elsődlegesen a Magyar Nemzeti Bank alapvető feladatai ellátása érdekében teljesítendő adatszolgáltatási kötelezettségekről szóló 50/2015. (XII. 9.) MNB rendelet módosításáról
- 22/2016. (VI. 29.) MNB rendelet Az Országos Betétbiztosítási Alap tagjai által fizetendő kockázatalapú változó díj megállapításának részletes szabályairól szóló 19/2016. (V. 25.) MNB rendelet módosításáról
- 18/2016. (VI. 29.) MvM rendelet Az Információs Hivatal hivatásos állományának tagjai szolgálati viszonyának létesítéséről, módosításáról és megszüntetéséről
- 19/2016. (VI. 29.) MvM rendelet A kormányablakok személyi és technikai feltételeiről szóló 39/2013. (XII. 30.) KIM rendelet módosításáról
- 23/2016. (VI. 29.) BM rendelet Egyes migrációs tárgyú miniszteri rendeletek módosításáról
- 44/2016. (VI. 29.) FM rendelet A sertésfeldolgozást végző élelmiszer-feldolgozók részére nyújtott csekély összegű támogatásról szóló 57/2015. (IX. 24.) FM rendelet módosításáról
- 9/2016. (VI. 29.) HM rendelet Egyes honvédelmi miniszteri rendeletek módosításáról
- 10/2016. (VI. 29.) HM rendelet A honvédek jogállásáról szóló 2012. évi CCV. törvény egyes rendelkezéseinek végrehajtásáról szóló 9/2013. (VIII. 12.) HM rendeletnek az egyes honvédelmi tárgyú törvények módosításáról szóló 2016. évi XXXVIII. törvénnyel összefüggő módosításáról
- 12/2016. (VI. 29.) IM rendelet Az igazságügyi szakértőjelölti igazolványról
- 13/2016. (VI. 29.) IM rendelet Az igazságügyi szakértők statisztikai adatszolgáltatásáról, a kamarai költségátalány bevallásának és megfizetésének szabályairól, valamint az igazságügyi szakértő által vezetett adattovábbítási nyilvántartásról
- 14/2016. (VI. 29.) IM rendelet Az igazságügyi szakértőkről szóló 2016. évi XXIX. törvénnyel összefüggésben egyes igazságügyi tárgyú miniszteri rendeletek módosításáról
- 15/2016. (VI. 29.) IM rendelet A formatervezési mintaoltalmi bejelentés részletes alaki szabályairól szóló 19/2001. (XI. 29.) IM rendelet módosításáról
- 21/2016. (VI. 29.) NGM rendelet A nemzetgazdasági miniszter feladatkörébe tartozó, a pénzügyi közvetítőrendszert érintő egyes miniszteri rendeletek módosításáról
- 22/2016. (VI. 29.) NGM rendelet A hitelintézetekben a fogyatékos személyek pénzügyi szolgáltatásokhoz való egyenlő esélyű hozzáférését előíró szabályokról
- 24/2016. (VI. 30.) BM rendelet A bizalmi szolgáltatásokra és ezek szolgáltatóira vonatkozó részletes követelményekről
- 25/2016. (VI. 30.) BM rendelet A bizalmi felügyeletnek fizetendő igazgatási szolgáltatási díjak mértékéről
- 26/2016. (VI. 30.) BM rendelet A bizalmi felügyelet által vezetett nyilvántartások tartalmáról és a bizalmi szolgáltatás nyújtásával kapcsolatos bejelentésekről
- 45/2016. (VI. 30.) FM rendelet A Nemzeti Földalappal kapcsolatos bevételek és kiadások fejezetbe sorolt központi kezelésű előirányzatok felhasználásáról szóló 32/2015. (VI. 19.) FM rendelet módosításáról
- 19/2016. (VI. 30.) NFM rendelet Az üvegházhatású gázok kibocsátásával kapcsolatos egyes tevékenységek igazgatási szolgáltatási díjáról és felügyeleti díjáról szóló 80/2012. (XII. 28.) NFM rendelet módosításáról
- 20/2016. (VI. 30.) NFM rendelet Az egyetemes szolgáltatók részére vételre felajánlott földgázforrás és a hazai termelésű földgáz mennyiségéről és áráról, valamint az igénybevételre jogosultak és kötelezettek köréről szóló 19/2010. (XII. 3.) NFM rendelet módosításáról

##### Július
- 20/2016. (VII. 4.) MvM rendelet Az Információs Hivatalban működő Becsületbíróságról
- 11/2016. (VII. 4.) HM rendelet A honvédelmi foglalkoztatókkal kapcsolatos munkaügyi hatósági tevékenység sajátos szabályairól
- 23/2016. (VII. 8.) MNB rendelet A „Szent Márton” ezüst emlékérme kibocsátásáról
- 24/2016. (VII. 8.) MNB rendelet A „Szent Márton” rézötvözetű emlékérme kibocsátásáról
- 13/2016. (VII. 8.) EMMI rendelet A háziorvosok indikátor alapú teljesítményértékeléséről és az orvosok gyógyszerrendelése értékelésének egyes szabályairól szóló 11/2011. (III. 30.) NEFMI rendelet és az új pszichoaktív anyaggá minősített anyagokról vagy vegyületcsoportokról szóló 55/2014. (XII. 30.) EMMI rendelet módosításáról
- 14/2016. (VII. 12.) EMMI rendelet A személyes gondoskodást végző személyek továbbképzéséről és a szociális szakvizsgáról szóló 9/2000. (VIII. 4.) SZCSM rendelet módosításáról
- 24/2016. (VII. 12.) NGM rendelet A Nemzeti Adó- és Vámhivatalnál egyes munkakörökben bevezetendő közszolgálati pótlék mértékéről
- 21/2016. (VII. 12.) NFM rendelet A kedvtelési célú vízi járművek és a motoros vízi sporteszközök alapvető biztonsági követelményeiről
- 25/2016. (VII. 13.) MNB rendelet A „Zsigmond aranyforintja” arany emlékérme kibocsátásáról
- 26/2016. (VII. 13.) MNB rendelet A szélfelirattal ellátott „Zsigmond aranyforintja” arany emlékérme kibocsátásáról
- 27/2016. (VII. 13.) MNB rendelet A „Zsigmond aranyforintja” rézötvözetű emlékérme kibocsátásáról
- 46/2016. (VII. 13.) FM rendelet A Nemzeti Élelmiszerlánc-biztonsági Hivatal, valamint a megyei kormányhivatalok mezőgazdasági szakigazgatási szervei előtt kezdeményezett eljárásokban fizetendő igazgatási szolgáltatási díjak mértékéről, valamint az igazgatási szolgáltatási díj fizetésének szabályairól szóló 63/2012. (VII. 2.) VM rendelet, valamint a fejezeti és központi kezelésű előirányzatok kezelésének és felhasználásának szabályairól szóló 24/2015. (V. 26.) FM rendelet módosításáról
- 27/2016. (VII. 15.) BM rendelet A Terrorelhárítási Információs és Bűnügyi Elemző Központ katonai nyomozó hatóságairól és a bűncselekmények parancsnoki nyomozásáról
- 28/2016. (VII. 15.) BM rendelet A Terrorelhárítási Információs és Bűnügyi Elemző Központ és az utasadat szolgáltatója közötti kapcsolattartás, valamint az adatátadás módjának szabályozásáról
- 29/2016. (VII. 15.) BM rendelet Egyes miniszteri rendeleteknek a nemzetbiztonsági szolgálatokról szóló 1995. évi CXXV. törvény módosításával összefüggésben szükséges módosításáról
- 15/2016. (VII. 15.) EMMI rendelet A törzskönyvezett gyógyszerek és a különleges táplálkozási igényt kielégítő tápszerek társadalombiztosítási támogatásba való befogadásának szempontjairól és a befogadás vagy a támogatás megváltoztatásáról szóló 32/2004. (IV. 26.) ESZCSM rendelet és a finanszírozási eljárásrendekről szóló 31/2010. (V. 13.) EüM rendelet módosításáról
- 47/2016. (VII. 15.) FM rendelet A szántóföldi növényfajok vetőmagvainak előállításáról és forgalomba hozataláról szóló 48/2004. (IV. 21.) FVM rendelet és a zöldség szaporítóanyagok előállításáról és forgalomba hozataláról szóló 50/2004. (IV. 22.) FVM rendelet módosításáról
- 22/2016. (VII. 15.) NFM rendelet Az egyes gazdasági társaságok felett az államot megillető tulajdonosi jogok és kötelezettségek összességét gyakorló szervezet kijelöléséről szóló 77/2012. (XII. 22.) NFM rendelet módosításáról
- 16/2016. (VII. 18.) EMMI rendelet Az emberi erőforrások minisztere hatáskörébe tartozó szakképesítések mestervizsga követelményeiről szóló 47/2014. (X. 29.) EMMI rendelet módosításáról
- 48/2016. (VII. 18.) FM rendelet A Magyar Élelmiszerkönyv kötelező előírásairól szóló 152/2009. (XI. 12.) FVM rendelet módosításáról
- 23/2016. (VII. 18.) NFM rendelet Az egyes vasúti közlekedési tárgyú miniszteri rendeletek módosításáról
- 24/2016. (VII. 18.) NFM rendelet' A vasúti járművek karbantartását, javítását és időszakos vizsgálatát végző műhelyekről
- 30/2016. (VII. 20.) BM rendelet A megkülönböztető és figyelmeztető jelzést adó készülékek felszerelésének és használatának szabályairól szóló 12/2007. (III. 13.) IRM rendelet módosításáról
- 31/2016. (VII. 20.) BM rendelet A központosított informatikai és elektronikus hírközlési szolgáltatásokat egyedi szolgáltatási megállapodás útján igénybe vevő szervezetekről, valamint a központi szolgáltató által üzemeltetett vagy fejlesztett informatikai rendszerekről szóló 7/2013. (II. 26.) NFM rendelet módosításáról
- 32/2016. (VII. 20.) BM rendelet A fegyverismereti vizsga, a fegyverforgalmazási vizsga, a lőfegyver, lőszer hatósági tárolása és a fegyverekkel, lőszerekkel kapcsolatos tevékenységek engedélyezésének igazgatási szolgáltatási díjairól szóló 50/2004. (VIII. 31.) BM rendelet módosításáról
- 49/2016. (VII. 20.) FM rendelet A Hegyközségek Nemzeti Tanácsának az egyes földrajzi jelzés nélküli borászati termékek nyomon követhetőségének javításához kapcsolódó ellenőrzésről és fizetendő ellenőrzési díjról szóló piacszervezési intézkedésének kiterjesztéséről szóló 30/2014. (XII. 5.) FM rendelet módosításáról
- 50/2016. (VII. 20.) FM rendelet A benzin tárolásából, elosztásából és töltőállomáson a gépjármű feltöltéséből származó illékony szerves vegyület (VOC) csökkentéséről szóló 118/2011. (XII. 15.) VM rendelet módosításáról
- 21/2016. (VII. 21.) MvM rendelet A Magyarország Európai Unió melletti Állandó Képviseletén tartós külszolgálatot teljesítő diplomaták és szakdiplomaták alapellátmányának összegéről és azok kifizetéséről szóló 2/2015. (I. 14.) MvM rendelet módosításáról
- 51/2016. (VII. 21.) FM rendelet Az egyes agrártámogatásokat szabályozó rendeletek módosításáról
- 52/2016. (VII. 21.) FM rendelet A zöldség-gyümölcs termelői szerveződéseket szabályozó, egyes miniszteri rendeletek módosításáról
- 53/2016. (VII. 21.) FM rendelet A zöldség-gyümölcs termelői szervezetek kiegészítő nemzeti támogatásáról
- 17/2016. (VII. 22.) EMMI rendelet Az egészségügyi szakellátás társadalombiztosítási finanszírozásának egyes kérdéseiről szóló 9/1993. (IV. 2.) NM rendelet és a gyógyító-megelőző ellátás jogcímén az Egészségbiztosítási Alap terhére finanszírozható homogén betegségcsoportok kódolási és besorolási szabályairól szóló 10/2012. (II. 28.) NEFMI rendelet módosításáról
- 13/2016. (VII. 22.) HM rendelet A szolgálati fegyver Katonai Nemzetbiztonsági Szolgálatnál történő rendszeresítésének, viselésének rendjéről és használatának részletes...
- 25/2016. (VII. 22.) NFM rendelet Az egyes jóváhagyásra kötelezett közúti járművekkel, alkatrészekkel, tartozékokkal kapcsolatos piacfelügyeleti eljárásról
- 26/2016. (VII. 22.) NFM rendelet A közúti járművek műszaki megvizsgálásáról szóló 5/1990. (IV. 12.) KöHÉM rendelet módosításáról
- 27/2016. (VII. 22.) NFM rendelet A közúti járművek forgalomba helyezésének és forgalomban tartásának műszaki feltételeiről szóló 6/1990. (IV. 12.) KöHÉM rendelet módosításáról

##### Augusztus
- 33/2016. (VIII. 2.) BM rendelet A fejezeti kezelésű előirányzatok felhasználásának rendjéről szóló 17/2016. (V. 13.) BM rendelet módosításáról
- 34/2016. (VIII. 2.) BM rendelet A hatékony víz-árpolitika kialakítása érdekében egyes vízgazdálkodási tárgyú miniszteri rendeletek módosításáról
- 17/2016. (VIII. 2.) IM rendelet Az állami tisztviselőkről szóló 2016. évi LVII. törvény hatálybalépésével összefüggő egyes miniszteri rendeletek módosításáról
- 33/2016. (VIII. 2.) NFM rendelet Az egyes vasúti közlekedési tárgyú miniszteri rendeletek módosításáról
- 18/2016. (VIII. 5.) EMMI rendelet A felsőoktatási szakképzések, az alap- és mesterképzések képzési és kimeneti követelményeiről, valamint a tanári felkészítés közös követelményeiről és az egyes tanárszakok képzési és kimeneti követelményeiről szóló 8/2013. (I. 30.) EMMI rendelet módosításáról
- 5/2016. (VIII. 16.) MEKH rendelet A földgáz rendszerhasználati díjakról, a rendszerüzemeltető által nyújtott szolgáltatás minőségének a rendszerhasználati díjakon keresztül történő ösztönzésének szabályairól, a nyújtott szolgáltatás minőségétől függően alkalmazható rendszerhasználati díjakról, valamint a rendszerhasználati díjak alkalmazásának feltételeiről szóló 1/2013. (VII. 11.) MEKH rendelet módosításáról
- 5/2016. (VIII. 16.) NMHH rendelet Az interfészek bejelentéséhez kapcsolódó műszaki leírások tartalmi követelményeiről és az azokhoz való hozzáférés előírásáról
- 55/2016. (VIII. 16.) FM rendelet	A Gyöngyösi Sár-hegy természetvédelmi terület bővítéséről és természetvédelmi kezelési tervéről
- 56/2016. (VIII. 19.) FM rendelet A földművelésügyi miniszter hatáskörébe tartozó szakképesítések szakmai és vizsgakövetelményeiről
- 25/2016. (VIII. 22.) NGM rendelet A Magyar Kereskedelmi Engedélyezési Hivatal által lefolytatott egyes eljárások igazgatási szolgáltatási díjáról
- 26/2016. (VIII. 22.) NGM rendelet Az eljárási illetékek megfizetésének és a megfizetés ellenőrzésének részletes szabályairól szóló 44/2004. (XII. 20.) PM rendelet módosításáról
- 27/2016. (VIII. 22.) NGM rendelet Az állami tisztviselőkről szóló 2016. évi LII. törvény hatálybalépésével összefüggésben a nemzetgazdasági miniszter hatáskörébe tartozó egyes miniszteri rendeletek módosításáról
- 19/2016. (VIII. 23.) EMMI rendelet Az érettségi vizsga részletes követelményeiről szóló 40/2002. (V. 24.) OM rendelet módosításáról
- 28/2016. (VIII. 23.) NGM rendelet A felvonók és a felvonókhoz készült biztonsági berendezések biztonsági követelményeiről és megfelelőségének tanúsításáról
- 20/2016. (VIII. 24.) EMMI rendelet A nevelési-oktatási intézmények működéséről és a köznevelési intézmények névhasználatáról szóló 20/2012. (VIII. 31.) EMMI rendelet módosításáról
- 21/2016. (VIII. 24.) EMMI rendelet Egyes miniszteri rendeleteknek a Család-, Ifjúság- és Népesedéspolitikai Intézet megszűnésével összefüggő módosításáról
- 57/2016. (VIII. 24.) FM rendelet A szőlőültetvények szerkezetátalakításához és -átállításához a 2012/2013 borpiaci évtől igényelhető támogatás feltételeiről szóló 142/2012. (XII. 27.) VM rendelet módosításáról

##### Szeptember
- 19/2016. (IX. 5.) IM rendelet A közös jogkezelő szervezetek és a független jogkezelő szervezetek jogkezelési tevékenységének bejelentésével, valamint a reprezentatív közös jogkezelő szervezetként végzett közös jogkezelési tevékenység engedélyezésével kapcsolatos eljárásokért fizetendő igazgatási szolgáltatási díjra vonatkozó szabályokról
- 37/2016. (IX. 5.) NFM rendelet A nemzeti fejlesztési miniszter által adományozható elismerésekről szóló 3/2014. (I. 31.) NFM rendelet módosításáról
- 26/2016. (IX. 8.) EMMI rendelet Az emberi erőforrások minisztere által adományozható elismerésekről
- 17/2016. (IX. 8.) HM rendelet A honvédelmi ágazat katasztrófák elleni védekezésének irányításáról és feladatairól szóló 23/2005. (VI. 16.) HM rendelet és a tűzvédelem és a műszaki mentés honvédelmi ágazatra vonatkozó különös szabályairól szóló 18/2008. (VIII. 6.) HM rendelet módosításáról
- 18/2016. (IX. 8.) HM rendelet A fejezeti kezelésű előirányzatok kezelésének és felhasználásának szabályairól szóló 1/2015. (II. 25.) HM rendelet módosításáról
- 32/2016. (IX. 8.) NGM rendelet Az állami foglalkoztatási szerv által készített egyéni cselekvési terv részletes szabályairól
- 33/2016. (IX. 8.) NGM rendelet A munkavédelemről szóló 1993. évi XCIII. törvény egyes rendelkezéseinek végrehajtásáról szóló 5/1993. (XII. 26.) MüM rendelet módosításáról
- 27/2016. (IX. 14.) MvM rendelet A minimális építőipari rezsióradíj 2016. évi mértékéről
- 59/2016. (IX. 14.) FM rendelet A közösségi agrármarketing támogatások felhasználásának részletes feltételeiről
- 60/2016. (IX. 14.) FM rendelet Az óvoda-, és iskolatej program szabályozásáról szóló 19/2015. (IV. 24.) FM rendelet módosításáról
- 19/2016. (IX. 14.) HM rendelet A védelmi és biztonsági beszerzések tekintetében alkalmazandó hirdetményekről, valamint azok feladásának és közzétételének szabályairól, a bírálati összegezések mintáiról és a beszerzések éves statisztikai összegezéséről
- 34/2016. (IX. 14.) NGM rendelet A Villamosmű Műszaki-Biztonsági Követelményei Szabályzat hatályba léptetéséről szóló 8/2001. (III. 30.) GM rendelet, és a villamosművek, valamint a termelői, magán- és közvetlen vezetékek biztonsági övezetéről szóló 2/2013. (I. 22.) NGM rendelet módosításáról
- 36/2016. (IX. 20.) MNB rendelet A „Széchenyi István” ezüst emlékérme kibocsátásáról
- 37/2016. (IX. 20.) MNB rendelet A „Széchenyi István” rézötvözetű emlékérme kibocsátásáról
- 20/2016. (IX. 20.) IM rendelet A fejezeti kezelésű előirányzatok kezeléséről és felhasználásáról szóló 10/2015. (V. 29.) IM rendelet módosításáról
- 39/2016. (IX. 20.) NFM rendelet A fejezeti és egyes központi kezelésű előirányzatok kezeléséről és felhasználásáról szóló 7/2016. (IV. 8.) NFM rendelet módosításáról
- 35/2016. (IX. 27.) NGM rendelet A potenciálisan robbanásveszélyes környezetben történő alkalmazásra szánt berendezések és védelmi rendszerek vizsgálatáról és tanúsításáról
- 36/2016. (IX. 27.) NGM rendelet	Az online pénztárgép használatára és a forgalmazási engedély módosítására vonatkozó határidők változásáról
- 37/2016. (IX. 27.) NGM rendelet A Karrier Híd programban való részvétel további feltételeiről, valamint a szociális hozzájárulási adókedvezmény igénybevételéhez szükséges igazolás kiadásáról szóló 2/2012. (II. 7.) NGM rendelet módosításáról

##### Október
- 29/2016. (X. 3.) EMMI rendelet Az egészségügyi szakmai kollégium működéséről szóló 12/2011. (III. 30.) NEFMI rendelet módosításáról
- 30/2016. (X. 3.) EMMI rendelet Az elektronikus cigaretta, az utántöltő flakon és a dohányzást imitáló elektronikus eszköz forgalomba hozatalának és az ezzel kapcsolatos változások bejelentésére vonatkozó igazgatási szolgáltatási díjakról
- 39/2016. (X. 6.) BM rendelet A rendfokozati vizsgáról
- 41/2016. (X. 6.) NFM rendelet Az egyes közúti közlekedési szabályokra vonatkozó rendelkezések megsértésével kapcsolatos bírságolással összefüggő hatósági feladatokról, a bírságok kivetésének részletes szabályairól és a bírságok felhasználásának rendjéről szóló 42/2011. (VIII. 11.) NFM rendelet módosításáról
- 39/2016. (X. 11.) MNB rendelet A nem teljesítő kitettségre és az átstrukturált követelésre vonatkozó prudenciális követelményekről
- 40/2016. (X. 11.) MNB rendelet Az ügyfél- és partnerminősítés, valamint a fedezetértékelés prudenciális követelményeiről
- 4/2016. (X. 11.) MK rendelet A miniszterelnök kabinetfőnöke feladatkörét érintő ágazati honvédelmi feladatokról
- 21/2016. (X. 11.) IM rendelet A bírósági végrehajtás szervezetéről szóló 16/2001. (X. 26.) IM rendelet módosításáról
- 7/2016. (X. 13.) MEKH rendelet A villamos energia rendszerhasználati díjak, csatlakozási díjak és külön díjak meghatározásának keretszabályairól
- 8/2016. (X. 13.) MEKH rendelet A földgáz rendszerhasználati díjak, a külön díjak és a csatlakozási díjak meghatározásának keretszabályairól
- 41/2016. (X. 13.) BM rendelet A minősített elektronikus aláírást és minősített elektronikus bélyegzőt létrehozó eszközök megfelelőségét tanúsító szervezetekről és a kijelölésükre vonatkozó szabályokról
- 67/2016. (X. 13.) FM rendelet A 2016. évi egységes területalapú támogatás, valamint az egyéb közvetlen támogatások összegeinek megállapításáról
- 68/2016. (X. 13.) FM rendelet Az Európai Mezőgazdasági Garancia Alapból finanszírozott egységes területalapú támogatás, valamint az ahhoz kapcsolódó átmeneti nemzeti támogatás igénybevételével kapcsolatos egyes kérdésekről szóló 5/2015. (II. 19.) FM rendelet alapján nyújtható átmeneti nemzeti támogatás jogcímeihez kapcsolódó 2016. évi támogatások összegeinek megállapításáról

##### November
- 41/2016. (XI. 2.) MNB rendelet A „Rákoskeresztúri Újköztemető Nemzeti Emlékhely” rézötvözetű emlékérme kibocsátásáról
- 43/2016. (XI. 2.) NFM rendelet A léginavigációs szolgálatot és légiforgalmi szolgáltatást ellátó szakszemélyzet szakszolgálati engedélyéről és képzéséről szóló 17/2008. (IV. 30.) GKM rendelet és a polgári légiközlekedési személyzet egészségi alkalmasságának feltételeiről, valamint az egészségi alkalmasság megállapítását végző szervek kijelölésének és tevékenységének szabályairól szóló 27/2014. (IV. 30.) NFM rendelet módosításáról
- 73/2016. (XI. 17.) FM rendelet A vad védelméről, a vadgazdálkodásról, valamint a vadászatról szóló 1996. évi LV. törvény végrehajtásának szabályairól szóló 79/2004. (V. 4.) FVM rendelet módosításáról
- 40/2016. (XI. 17.) NGM rendelet A vámjogi szakértői hatósági képzésről és hatósági vizsgáról
- 41/2016. (XI. 17.) NGM rendelet A vámtanácsadói és vámügynöki nyilvántartásról, valamint a vámtanácsadók és vámügynökök kötelező továbbképzéséről
- 42/2016. (XI. 17.) NGM rendelet A fejezeti kezelésű előirányzatok kezeléséről és felhasználásáról szóló 16/2015. (V. 29.) NGM rendelet módosításáról
- 46/2016. (XI. 17.) NFM rendelet A Közlekedésbiztonsági Szervezet jogutódlással való megszűnésével és a Nemzeti Fejlesztési Minisztériumba történő beolvadásával összefüggésben egyes miniszteri rendeletek módosításáról
- 47/2016. (XI. 17.) NFM rendelet A közalkalmazottak jogállásáról szóló 1992. évi XXXIII. törvénynek a nemzeti fejlesztési miniszter irányítása alá tartozó szerveknél történő végrehajtásáról szóló 68/2013. (XI. 22.) NFM rendelet módosításáról és a Nemzeti Információs Infrastruktúra Fejlesztési Iroda közalkalmazottainak vagyonnyilatkozat-tételi kötelezettségéről szóló 34/2004. (XII. 28.) IHM rendelet hatályon kívül helyezéséről
- 45/2016. (XI. 23.) MNB rendelet A kötelező tartalékráta mértékéről
- 44/2016. (XI. 23.) BM rendelet A szabad mozgás és tartózkodás jogával rendelkező személyek, valamint a harmadik országbeli állampolgárok beutazásával és tartózkodásával kapcsolatos eljárások díjáról szóló 28/2007. (V. 31.) IRM rendelet módosításáról
- 45/2016. (XI. 23.) BM rendelet A büntetés-végrehajtási szervezet részéről a büntetés-végrehajtásért felelős miniszter vezetése, irányítása vagy felügyelete alá tartozó szervek irányában fennálló ellátási kötelezettségről, a fogvatartottak kötelező foglalkoztatása keretében előállított termékekről és szolgáltatásokról, azok átadás-átvételéről és az ellentételezés rendjéről szóló 9/2011. (III. 23.) BM rendelet módosításáról
- 46/2016. (XI. 23.) BM rendelet A hivatásos katasztrófavédelmi szerveknél, az önkormányzati és létesítményi tűzoltóságoknál, az önkéntes tűzoltó egyesületeknél, valamint az ez irányú szakágazatokban foglalkoztatottak szakmai képesítési követelményeiről és szakmai képzéseiről szóló 9/2015. (III. 25.) BM rendelet módosításáról
- 47/2016. (XI. 23.) BM rendelet Egyes, az Országgyűlési Őrség hivatásos állományára vonatkozó miniszteri rendeletek módosításáról
- 43/2016. (XI. 23.) NGM rendelet A mérőeszközökre vonatkozó egyedi előírásokról
- 48/2016. (XI. 28.) BM rendelet A szabályozott elektronikus ügyintézési szolgáltatások bejelentéséért fizetendő igazgatási szolgáltatási díjról
- 44/2016. (XI. 28.) NGM rendelet A nyomástartó berendezések és rendszerek biztonsági követelményeiről és megfelelőség tanúsításáról
- 33/2016. (XI. 29.) EMMI rendelet A fizikai tényezők (elektromágneses terek) hatásának kitett munkavállalókra vonatkozó minimális egészségi és biztonsági követelményekről
- 74/2016. (XI. 29.) FM rendelet A tenyészkos és tenyészbak tenyésztésbe állításának mezőgazdasági csekély összegű támogatásáról
- 45/2016. (XI. 29.) NGM rendelet A jövedéki adóról szóló 2016. évi LXVIII. törvény egyes rendelkezéseinek végrehajtásáról

##### December
- 8/2016. (XII. 6.) NMHH rendelet Az elektromágneses összeférhetőségről
- 47/2016. (XII. 6.) NGM rendelet	A bankkártya-elfogadó terminálok számának növeléséhez nyújtott támogatásról
- 48/2016. (XII. 6.) NGM rendelet A pénztárgépek műszaki követelményeiről, a nyugtakibocsátásra szolgáló pénztárgépek forgalmazásáról, használatáról és szervizeléséről, valamint a pénztárgéppel rögzített adatok adóhatóság felé történő szolgáltatásáról szóló 48/2013. (XI. 15.) NGM rendelet módosításáról, valamint az elektromágneses összeférhetőségről szóló 62/2006. (VIII. 30.) GKM rendelet hatályon kívül helyezéséről
- 50/2016. (XII. 6.) NFM rendelet Az ELI-HU Kutatási és Fejlesztési Nonprofit Közhasznú Korlátolt Felelősségű Társaság felett az államot megillető tulajdonosi jogok és kötelezettségek összességét gyakorló szervezet kijelöléséről
- 77/2016. (XII. 9.) FM rendelet A madárinfluenza elleni védekezés részletes szabályairól szóló 143/2007. (XII. 4.) FVM rendelet módosításáról
- 50/2016. (XII. 12.) MNB rendelet A jegybanki információs rendszerhez elsődlegesen a Magyar Nemzeti Bank alapvető feladatai ellátása érdekében teljesítendő adatszolgáltatási kötelezettségekről
- 51/2016. (XII. 12.) MNB rendelet A pénz- és hitelpiaci szervezetek által a jegybanki információs rendszerhez elsődlegesen a Magyar Nemzeti Bank felügyeleti feladatai ellátása érdekében teljesítendő adatszolgáltatási kötelezettségekről
- 52/2016. (XII. 12.) MNB rendelet A tőkepiaci szervezetek által a jegybanki információs rendszerhez elsődlegesen a Magyar Nemzeti Bank felügyeleti feladatai ellátása érdekében teljesítendő adatszolgáltatási kötelezettségekről
- 78/2016. (XII. 12.) FM rendelet Az agrárpolitikáért felelős miniszter feladat- és hatáskörébe tartozó egyes miniszteri rendeletek módosításáról
- 79/2016. (XII. 12.) FM rendelet Az élelmiszerekkel kapcsolatos tájékoztatásról szóló egyes rendeletek módosításáról
- 34/2016. (XII. 19.) MvM rendelet A Magyar Nemzeti Vidéki Hálózatról szóló 11/2016. (IV. 21.) MvM rendelet módosításáról
- 85/2016. (XII. 19.) FM rendelet A Magyar Élelmiszerkönyv kötelező előírásairól szóló 152/2009. (XI. 12.) FVM rendelet módosításáról
- 56/2016. (XII. 22.) NFM rendelet A Magyarország légterében és repülőterein történő repülések végrehajtásának szabályairól
- 57/2016. (XII. 22.) NFM rendelet A légiforgalmi szolgálatok ellátásának és eljárásainak szabályairól
- 42/2016. (XII. 30.) MvM rendelet Az Ipari Termékosztályozás (ITO) bevezetéséről és alkalmazásáról szóló 16/2011. (V. 10.) KIM rendelet módosításáról
- 43/2016. (XII. 30.) MvM rendelet A közbeszerzési és tervpályázati hirdetmények feladásának, ellenőrzésének és közzétételének szabályairól, a hirdetmények mintáiról és egyes tartalmi elemeiről, valamint az éves statisztikai összegezésről szóló 44/2015. (XI. 2.) MvM rendelet módosításáról
- 54/2016. (XII. 30.) EMMI rendelet Egyes egészségügyi és egészségbiztosítási tárgyú miniszteri rendeleteknek az egészségügyi ágazat háttérintézményei átalakításával összefüggő módosításáról
- 67/2016. (XII. 30.) NGM rendelet A fejezeti kezelésű előirányzatok kezeléséről és felhasználásáról szóló 16/2015. (V. 29.) NGM rendelet 2017. évi fejezeti kezelésű előirányzatok felhasználásával összefüggő módosításáról
- 76/2016. (XII. 30.) NFM rendelet Az országos közutak használatáért fizetendő útdíjak beszedésére alkalmas elektronikus díjszedési rendszer, a tengelysúly-rendszer és az Elektronikus Közúti Áruforgalom Ellenőrző Rendszer jármű ellenőrzéshez szükséges informatikai eszközei felett az államot megillető tulajdonosi jogokat gyakorló és kötelezettségeket teljesítő szervezet kijelöléséről
- 77/2016. (XII. 30.) NFM rendelet Az Elektronikus Közúti Áruforgalom Ellenőrző Rendszer hálózati kommunikációs elemei felett az államot megillető tulajdonosi jogokat gyakorló és kötelezettségeket teljesítő szervezet kijelöléséről
- 78/2016 (XII. 30.) NFM rendelet A központi hivatalokat és minisztériumi háttérintézményeket érintő szervezeti átalakításokkal összefüggésben egyes miniszteri rendeletek módosításáról

#### AKöztársasági elnökhatározatai
- 73/2016. (III. 17.) KE határozat a Kossuth- és Széchenyi-díj adományozásáról
- 101/2016. (III. 23.) KE határozat altábornagyi előléptetésről
- 398/2016. (X. 25.) KE határozat A Gazdasági Versenyhivatal elnöke megbízatása megszűnésének megállapításáról és ismételt kinevezéséről
- 399/2016. (X. 25.) KE határozat A Gazdasági Versenyhivatal elnökhelyettese megbízatása megszűnésének megállapításáról
- 400/2016. (X. 25.) KE határozat A Gazdasági Versenyhivatal elnökhelyettesének kinevezéséről
- 401/2016. (X. 25.) KE határozat A Gazdasági Versenyhivatal elnökhelyettese, a Versenytanács elnöke megbízatása megszűnésének megállapításáról, valamint ismételt kinevezéséről és megbízásáról

#### A miniszterelnök határozatai
- 27/2016. (III. 3.) ME határozat A Magyarország Kormánya és az Argentin Köztársaság Kormánya között a kettős adóztatás elkerüléséről és az adóztatás kijátszásának megakadályozásáról a jövedelem- és vagyonadók területén tárgyú Egyezmény létrehozására adott felhatalmazásról
- 55/2016. (V. 18.) ME határozat Az ENSZ Tengerjogi Egyezménye részes államainak, továbbá a Nemzetközi Tengerfenék Hatóság közgyűlésein való magyar részvételről
- 56/2016. (V. 18.) ME határozat Magyarország Kormánya és a Kirgiz Köztársaság Kormánya közötti gazdasági együttműködésről szóló megállapodás létrehozására adott felhatalmazásról
- 70/2016. (VII. 1.) ME határozat A Magyar–Szlovák Kisebbségi Vegyes Bizottság magyar titkárának felmentéséről és új titkár kijelöléséről
- 71/2016. (VII. 1.) ME határozat A Norvég Királyság és Magyarország között a Norvég Finanszírozási Mechanizmus 2014–2021-es időszakának végrehajtásáról szóló együttműködési megállapodás, valamint egyrészről az Izlandi Köztársaság, a Liechtensteini Nagyhercegség, a Norvég Királyság, másrészről Magyarország között az EGT Finanszírozási Mechanizmus 2014–2021-es időszakának végrehajtásáról szóló együttműködési megállapodás létrehozására adott felhatalmazásról
- 72/2016. (VII. 1.) ME határozat Magyarország Kormánya, a Szlovák Köztársaság Kormánya, a Cseh Köztársaság Kormánya és a Lengyel Köztársaság Kormánya között a V4 keretekben történő, határokon átívelő légi műveletekkel kapcsolatos együttműködésről szóló Megállapodás létrehozására adott felhatalmazásról
- 73/2016. (VII. 4.) ME határozat A Versenyképes Közép-Magyarország Operatív Program monitoring bizottsága elnökének felmentéséről és a monitoring bizottság elnökének kinevezéséről
- 76/2016. (VII.5.) ME határozat a Központi Statisztikai Hivatal elnökhelyettese kinevezésének meghosszabbításáról

#### Kormányhatározatok

##### Január (1001−1020)
- 1001/2016. (I. 5.) Korm. határozat A védőnői méhnyakszűrés 2016. évi finanszírozásához szükséges előirányzat-átcsoportosításról
- 1002/2016. (I. 8.) Korm. határozat A Magyarország Kormánya és a Vietnámi Szocialista Köztársaság Kormánya közötti pénzügyi együttműködési keretprogram kialakításáról szóló Megállapodás szövegének végleges megállapítására adott felhatalmazásról
- 1003/2016. (I. 13.) Korm. határozat Egyes megyei jogú városok fejlesztési célú támogatásáról
- 1004/2016. (I. 18.) Korm. határozat A Közigazgatás- és Közszolgáltatás-fejlesztés Operatív Program éves fejlesztési keretének megállapításáról
- 1005/2016. (I. 18.) Korm. határozat A Terület- és Településfejlesztési Operatív Program éves fejlesztési keretének megállapításáról
- 1006/2016. (I. 18.) Korm. határozat A Gazdaságfejlesztési és Innovációs Operatív Program éves fejlesztési keretének megállapításáról
- 1007/2016. (I. 18.) Korm. határozat A 2014–2020. évek közötti határ menti közúti infrastruktúra-fejlesztésekről
- 1008/2016. (I. 20.) Korm. határozat A Mezőhegyesi Állami Ménesbirtok újjászervezésének koordinálásáért felelős kormánybiztos kinevezéséről és feladatairól
- 1009/2016. (I. 20.) Korm. határozat A IX. Helyi önkormányzatok támogatásai fejezet címrendjének kiegészítéséről, valamint a IX. Helyi önkormányzatok támogatásai költségvetési fejezetek közötti előirányzat-átcsoportosításról szóló 1973/2015. (XII. 23.) Korm. határozat módosításáról
- 1010/2016. (I. 20.) Korm. határozat A Lakitelek Népfőiskola beruházásával összefüggő feladatokról szóló 1858/2015. (XII. 1.) Korm. határozat módosításáról
- 1011/2016. (I. 20.) Korm. határozat A Versenyképes Közép-Magyarország Operatív Program éves fejlesztési keretének megállapításáról
- 1012/2016. (I. 20.) Korm. határozat A Vidékfejlesztési Program éves fejlesztési keretének megállapításáról
- 1013/2016. (I. 20.) Korm. határozat A Fejlesztéspolitikai Koordinációs Bizottságról
- 1014/2016. (I. 20.) Korm. határozat A Mongólia részére történő kötött segélyhitel felajánlásáról
- 1015/2016. (I. 20.) Korm. határozat A Magyarország és a Szlovén Köztársaság között a Lendva-patak vízgazdálkodási szabályozása következtében az államhatár megváltoztatásáról szóló szerződés szövegének végleges megállapítására adott felhatalmazásról
- 1016/2016. (I. 22.) Korm. határozat A „2016 a külhoni magyar fiatal vállalkozók éve” program megvalósításáról
- 1017/2016. (I. 22.) Korm. határozat Az 1956-os forradalom és szabadságharc emlékéve keretében megvalósuló programokról és az azok megvalósításához szükséges források biztosításáról
- 1018/2016. (I. 22.) Korm. határozat A 2014–2020 közötti programozási időszak uniós forrásainak teljes körű felhasználása érdekében szükséges intézkedésekről
- 1019/2016. (I. 22.) Korm. határozat A Katasztrófavédelmi Koordinációs Tárcaközi Bizottság létrehozásáról, valamint szervezeti és működési rendjének meghatározásáról szóló 1150/2012. (V. 15.) Korm. határozat módosításáról
- 1020/2016. (I. 27.) Korm. határozat Bartók Béla születésének 135. évfordulójához kapcsolódó programokról és a programok megvalósításával összefüggő feladatokról

##### Február (1021−1097)
- 1021/2016. (II. 3.) Korm. határozat A Szíriát és a környező régiót támogató nemzetközi konferencián felajánlásra kerülő magyar hozzájárulásról
- 1022/2016. (II. 8.) Korm. határozat A rendkívüli kormányzati intézkedésekre szolgáló tartalékból történő előirányzat-átcsoportosításról és a 2015. évi költségvetési maradványok egy részének felhasználásáról
- 1023/2016. (II. 9.) Korm. határozat A Világélelmezési Program Szolgáltató Központjának lehetséges budapesti elhelyezéséről
- 1024/2016. (II. 9.) Korm. határozat Az ENSZ Nemzetközi Mezőgazdasági Fejlesztési Alapnál (IFAD) Magyarországot képviselő kormányzótanácsi tagok kinevezéséről
- 1025/2016. (II. 9.) Korm. határozat A nagy tüzelőberendezések légszennyezőanyag kibocsátásának csökkentésére szolgáló Átmeneti Nemzeti Terv elfogadásáról
- 1026/2016. (II. 9.) Korm. határozat Az illegális bevándorlók által okozott mezőgazdasági károk kompenzálásáról
- 1027/2016. (II. 9.) Korm. határozat Az elektromobilitás elterjesztését szolgáló további intézkedésekről
- 1028/2016. (II. 9.) Korm. határozat A Szellemi Tulajdon Nemzeti Hivatala elhelyezéséhez és működéséhez szükséges eszközbeszerzések során alkalmazandó eljárási mentességről
- 1029/2016. (II. 9.) Korm. határozat A Lendvai Főkonzulátus megnyitásához kapcsolódó feladatokról
- 1030/2016. (II. 9.) Korm. határozat A magyarországi légimentés biztosításáról szóló 1607/2015. (IX. 8.) Korm. határozat módosításáról
- 1031/2016. (II. 9.) Korm. határozat A 2015. július 1-én megtartott magyar–szerb közös Kormányülésen a Budai Szerb Ortodox Egyházmegye és a magyarországi szerb nemzetiség vonatkozásában hozott egyes döntések végrehajtásáról
- 1032/2016. (II. 9.) Korm. határozat A zalaegerszegi Mindszenty József Múzeum és Zarándokközpont, valamint a kapcsolódó komplex kulturális és vallási turisztikai fejlesztések megvalósításához szükséges egyes intézkedésekről
- 1033/2016. (II. 9.) Korm. határozat A kéményseprő-ipari ellátás folyamatos biztosítása érdekében a rendkívüli kormányzati intézkedésekre szolgáló tartalékból történő előirányzat-átcsoportosításról
- 1034/2016. (II. 9.) Korm. határozat A Modern Városok Program keretében a kulturális intézmények működtetése érdekében Pécs Megyei Jogú Város részére történő többlettámogatás biztosításáról
- 1035/2016. (II. 9.) Korm. határozat A Modern Városok Program részeként megvalósuló Pécsi Tudományegyetem idegen nyelvű képzései bővítéséhez kapcsolódó kapacitás fejlesztéséhez, valamint a kutatási-fejlesztési potenciáljának fejlesztéséhez szükséges források biztosításáról
- 1036/2016. (II. 9.) Korm. határozat A rendkívüli kormányzati intézkedésekre szolgáló tartalékból történő előirányzat-átcsoportosításról
- 1037/2016. (II. 9.) Korm. határozat Az Emberi Erőforrás Fejlesztési Operatív Program éves fejlesztési keretének megállapításáról
- 1038/2016. (II. 10.) Korm. határozat A Modern Városok Program keretében Magyarország Kormánya és a megyei jogú városok önkormányzatai között első ütemben kötött együttműködési megállapodásokkal összefüggő intézkedésekről
- 1039/2016. (II. 10.) Korm. határozat Az MNKH Magyar Nemzeti Kereskedőház Zártkörűen Működő Részvénytársaság költségvetésének biztosításával összefüggő feladatokról
- 1040/2016. (II. 11.) Korm. határozat A közfoglalkoztatás 2016. évi céljairól és a közfoglalkoztatás szempontjából kiemelt települések meghatározásáról
- 1041/2016. (II. 11.) Korm. határozat A Magyar Olimpiai Bizottság és Budapest Főváros Önkormányzata által a 2024. évi XXXIII. Olimpiai Játékok, valamint a XVII. Paralimpiai Játékok Budapesten történő megrendezésével összefüggő pályázati eljárás egyes kérdéseiről
- 1042/2016. (II. 15.) Korm. határozat Az ENSZ Emberi Jogi Tanács Egyetemes Időszakos Felülvizsgálati Eljárása (UPR) keretében a UPR Munkacsoport részére benyújtandó 2. magyar nemzeti jelentés jóváhagyásáról
- 1043/2016. (II. 15.) Korm. határozat Magyarország Európai Unió melletti Állandó Képviseletén új roma és társadalmi felzárkózási ügyekért felelős szakdiplomata álláshely létesítéséről
- 1044/2016. (II. 15.) Korm. határozat A II. Budapesti Víz Világtalálkozó megrendezésének előkészítéséről
- 1045/2016. (II. 15.) Korm. határozat Nemzetközi tenisztornák magyarországi rendezésének támogatásáról
- 1046/2016. (II. 15.) Korm. határozat A menetrend szerinti légijáratok üzemeltetésére vonatkozó közszolgáltatási kötelezettség előírásának és koncessziós beszerzési eljárás lefolytatásának elrendeléséről, valamint a szükséges anyagi kompenzáció forrásának biztosításáról
- 1047/2016. (II. 15.) Korm. határozat A költségvetési szerveknél foglalkoztatottak 2016. évi kompenzációja érdekében a 2016. évi központi költségvetés céltartalékából a IX. Helyi önkormányzatok támogatásai fejezetbe történő előirányzat-átcsoportosításról
- 1048/2016. (II. 15.) Korm. határozat Egyes önkormányzatok fejlesztési céljainak megvalósítása érdekében a IX. Helyi önkormányzatok támogatásai fejezeten belüli előirányzat-átcsoportosításról
- 1049/2016. (II. 15.) Korm. határozat A rendkívüli kormányzati intézkedésekre szolgáló tartalékból történő előirányzat-átcsoportosításról, kormányhatározatok módosításáról, továbbá a 2015. évi költségvetési maradványok egy részének felhasználásáról
- 1050/2016. (II. 15.) Korm. határozat A Szabolcs-Szatmár-Bereg megye és Kárpátalja együttműködésének és összehangolt fejlesztési feladatainak kormányzati koordinációjáért felelős kormánybiztos kinevezéséről és feladatairól szóló 1935/2015. (XII. 12.) Korm. határozat módosításáról
- 1051/2016. (II. 15.) Korm. határozat A Magyarország Kormánya és az Oroszországi Föderáció Kormánya között a minősített adatok kölcsönös védelméről szóló egyezmény szövegének végleges megállapítására adott felhatalmazásról
- 1052/2016. (II. 15.) Korm. határozat Az M4 autóút M0–Abony közötti szakaszának megvalósításáról
- 1053/2016. (II. 15.) Korm. határozat Az Alaptörvény elfogadásának 5. évfordulója alkalmából tartandó rendezvénysorozatról
- 1054/2016. (II. 15.) Korm. határozat A 2024. évi XXXIII. Olimpiai Játékok, valamint a XVII. Paralimpiai Játékok Budapesten történő megrendezése érdekében benyújtandó pályázathoz kapcsolódó „Olimpiai városrendezési, elhelyezési és helyszínterv” jóváhagyásáról és a versenyhelyszínek megközelítését szolgáló közlekedési infrastruktúra-fejlesztésekről
- 1055/2016. (II. 15.) Korm. határozat A „Komplex útfelújítási program” című projekt központi költségvetésből történő finanszírozásáról
- 1056/2016. (II. 17.) Korm. határozat A Magyar Halgazdálkodási Operatív Program éves fejlesztési keretének megállapításáról
- 1057/2016. (II. 22.) Korm. határozat A Magyarország Kormánya és a Laoszi Népi Demokratikus Köztársaság Kormánya közötti pénzügyi együttműködési keretprogram kialakításáról szóló Megállapodás szövegének végleges megállapítására adott felhatalmazásról
- 1058/2016. (II. 25.) Korm. határozat A Nemzeti Kutatási, Fejlesztési és Innovációs Alap 2016. évi programstratégiájának jóváhagyásáról
- 1059/2016. (II. 25.) Korm. határozat „Életmentő Emlékérem” adományozásáról
- 1060/2016. (II. 25.) Korm. határozat A digitális oktatás tartalomfejlesztésért felelős kormánybiztos kinevezéséről és feladatairól
- 1061/2016. (II. 25.) Korm. határozat A Budapest környéki elővárosi közlekedés egységes lebonyolítása érdekében szükséges intézkedésekről
- 1062/2016. (II. 25.) Korm. határozat A „Földet a gazdáknak!” Program keretében az állami tulajdonú földek földművesek részére történő értékesítésének folytatásához szükséges intézkedésekről
- 1063/2016. (II. 25.) Korm. határozat Mintagazdaságok kijelöléséről
- 1064/2016. (II. 25.) Korm. határozat A Magyar Kolping Családi Üdülési Alapítvány közfeladat ellátása elősegítéséhez szükséges intézkedésekről
- 1065/2016. (II. 25.) Korm. határozat A Budapest–Belgrád vasútvonal újjáépítési beruházás magyarországi szakaszának fejlesztéséhez kapcsolódó intézkedésekről
- 1066/2016. (II. 25.) Korm. határozat A Nemzetgazdasági Minisztérium budai Várnegyedben történő elhelyezésének előkészítéséhez szükséges forrás biztosításáról
- 1067/2016. (II. 25.) Korm. határozat A Budai Várban található Karmelita kolostorban elhelyezendő műtárgyak beszerzése érdekében elvégzendő és további egyéb feladatokról
- 1068/2016. (II. 25.) Korm. határozat A Mezőkövesd város területén fekvő földrészletek beruházási célterületté nyilvánításáról
- 1069/2016. (II. 25.) Korm. határozat A Rácalmás város külterületén fekvő egyes földrészletek beruházási célterületté nyilvánításáról
- 1070/2016. (II. 25.) Korm. határozat A rendkívüli kormányzati intézkedésekre szolgáló tartalékból történő előirányzat-átcsoportosításról
- 1071/2016. (II. 25.) Korm. határozat Egyes sportinfrastruktúra-fejlesztési beruházások megvalósításához kapcsolódó kormányhatározatok módosításáról
- 1072/2016. (II. 25.) Korm. határozat Az újfehértói sportcentrum kialakításáról
- 1073/2016. (II. 25.) Korm. határozat A Vasas Sport Club létesítményfejlesztési programjának megvalósításához szükséges intézkedésekről
- 1074/2016. (II. 25.) Korm. határozat A Nemzeti Táncszínház Nonprofit Kft. 2016. évi működésének támogatásáról
- 1075/2016. (II. 25.) Korm. határozat A kunszentmiklósi Baksay Sándor Református Gimnázium és Általános Iskola felújítása és korszerűsítése második ütemének támogatásáról
- 1076/2016. (II. 25.) Korm. határozat A Kárpátalján megvalósuló kulturális, egészségügyi, gazdasági célú programok kiegészítő támogatásának finanszírozása érdekében a rendkívüli kormányzati intézkedésekre szolgáló tartalékból történő előirányzat-átcsoportosításról
- 1077/2016. (II. 25.) Korm. határozat A 2007–2013 programozási időszak gyors és eredményes zárásáról
- 1078/2016. (II. 25.) Korm. határozat Az „M15 autóút, M1 autópálya – Rajka országhatár közötti szakasz kapacitásbővítése” című és az „M70 autóút, Letenye–Tornyiszentmiklós közötti szakasz 2×2 sávra történő bővítése” című projektjavaslatnak az Európai Hálózatfinanszírozási Eszköz 2015. évi pályázati kiírására történő benyújtásáról
- 1079/2016. (II. 25.) Korm. határozat A Magyarország Kormánya és az Iraki Köztársaság Kormánya között a jövedelem- és a vagyonadók területén a kettős adóztatás elkerüléséről és az adóztatás kijátszásának megakadályozásáról szóló Egyezmény szövegének végleges megállapítására adott felhatalmazásról
- 1080/2016. (II. 26.) Korm. határozat A „Komplex útfelújítási program” végrehajtásához szükséges átmeneti intézkedésekről
- 1081/2016. (II. 29.) Korm. határozat A Nemzetközi Energia Ügynökség Kormányzótanácsa 2017. évi miniszteri szintű ülése Budapesten történő megrendezésének felajánlásáról
- 1082/2016. (II. 29.) Korm. határozat A rendkívüli kormányzati intézkedésekre szolgáló tartalékból történő előirányzat-átcsoportosításról
- 1083/2016. (II. 29.) Korm. határozat A KEOP 1.3.0/09-11-2011-0023 azonosító számú („»Kék-víz« – Észak-Bács-Kiskun Megyei Ivóvízminőség-javító Program” című) és a KEOP-1.3.0/B/2F/09-11-2011-0002 azonosító számú („Szekszárd Megyei Jogú Város hosszú távon egészséges ivóvízzel való ellátása” című) projekt támogatásának növeléséről és szakaszolásának jóváhagyásáról
- 1084/2016. (II. 29.) Korm. határozat A Környezeti és Energiahatékonysági Operatív Program éves fejlesztési keretének megállapításáról
- 1085/2016. (II. 29.) Korm. határozat A „Főterv kidolgozása a dunai áruszállítás erősítésére a TEN-T kikötői infrastruktúra fejlesztések révén, különös tekintettel a komáromi kikötőre” című, és a „PAN-LNG-4-DANUBE Projekt – LNG belvízi infrastruktúra magyarországi kiépítésének előkészítése és az első fix és mozgó töltőpont megvalósítása” című projektjavaslatnak az Európai Hálózatfinanszírozási Eszköz 2015. évi pályázati kiírására történő benyújtásáról
- 1086/2016. (II. 29.) Korm. határozat A Folyami Információs Szolgáltatásokkal összefüggő egyes projektjavaslatoknak az Európai Hálózat-finanszírozási Eszköz 2015. évi pályázati kiírására történő benyújtásáról
- 1087/2016. (II. 29.) Korm. határozat A „Budapest–Hatvan vonalszakasz korszerűsítése: Keleti pályaudvar–Kőbánya-felső és a Rákos–Hatvan vonalszakasz korszerűsítése, valamint az ETCS 2 vonatbefolyásoló rendszer kiépítése Rákos–Hatvan között” című projektjavaslatnak az Európai Hálózatfinanszírozási Eszköz 2015. évi pályázati kiírására történő benyújtásáról
- 1088/2016. (II. 29.) Korm. határozat Az „ETCS L2-BL2 fedélzeti eszközök telepítése 10+25 mozdonyra a TEN-T vasúti törzshálózaton (CNC) és főbb áruszállítási korridorokon (RFC) történő üzemeltetés céljából” című projektjavaslatnak az Európai Hálózatfinanszírozási Eszköz 2015. évi pályázati kiírására történő benyújtásáról
- 1089/2016. (II. 29.) Korm. határozat  A közúti intelligens közlekedési rendszerekkel összefüggő egyes projektjavaslatoknak az Európai Hálózatfinanszírozási Eszköz 2015. évi pályázati kiírására történő benyújtásáról
- 1090/2016. (II. 29.) Korm. határozat A „CNG Clean Fuel Box Projekt – CNG infrastruktúra magyarországi kiépítésének előmozdítása a TEN-T közúti folyosók mentén a magyar fejlesztésű és gyártású Clean Fuel Box komplex szolgáltatással megjelenő önkiszolgáló töltőegységek piacközeli tesztüzemével” című projektjavaslatnak az Európai Hálózatfinanszírozási Eszköz 2015. évi pályázati kiírására történő benyújtásáról
- 1091/2016. (II. 29.) Korm. határozat  Egyes nyugat-magyarországi vasútvonalak fejlesztése előkészítésére irányuló projektjavaslatoknak az Európai Hálózatfinanszírozási Eszköz 2015. évi pályázati kiírására történő benyújtásáról
- 1092/2016. (II. 29.) Korm. határozat A „Futópálya túlfutást megelőző rendszer (ROPS)” című projektjavaslatnak az Európai Hálózatfinanszírozási Eszköz 2015. évi pályázati kiírására történő benyújtásáról
- 1093/2016. (II. 29.) Korm. határozat  Az „A Budapest Liszt Ferenc nemzetközi repülőtér kötöttpályás kapcsolatának kialakítása” című projektjavaslatnak az Európai Hálózatfinanszírozási Eszköz 2015. évi pályázati kiírására történő benyújtásáról
- 1094/2016. (II. 29.) Korm. határozat A „Déli összekötő vasúti Duna-híd korszerűsítése” című projektjavaslatnak az Európai Hálózatfinanszírozási Eszköz 2015. évi pályázati kiírására történő benyújtásáról
- 1095/2016. (II. 29.) Korm. határozat  A „Gubacsi vasúti híd átépítése – előkészítés” című projektjavaslatnak az Európai Hálózatfinanszírozási Eszköz 2015. évi pályázati kiírására történő benyújtásáról
- 1096/2016. (II. 29.) Korm. határozat A „GSM-R rendszer kiépítés 2. üteme a magyarországi TEN-T vasúti törzshálózaton” című projektjavaslatnak az Európai Hálózat-finanszírozási Eszköz 2015. évi pályázati kiírására történő benyújtásáról
- 1097/2016. (II. 29.) Korm. határozat A Nemzeti Ménesbirtok és Tangazdaság megalapításáról

##### Március (1098−1156)
- 1098/2016. (III. 1.) Korm. határozat a Tokaji Borvidék Borászati Közösségi Infrastruktúra Program támogatásáról
- 1099/2016. (III. 1.) Korm. határozat a tejágazat átfogó intézkedési tervéről
- 1100/2016. (III. 1.) Korm. határozat a rendkívüli kormányzati intéz-kedésekre szolgáló tartalékból történő előirányzat-átcsoportosításról és a 2015. évi költségvetési maradványok egy részének felhasználásáról
- 1101/2016. (III. 3.) Korm. határozat A kormányzati célú hálózatok továbbfejlesztéséről, a fejlesztések ütemezéséről, összhangban a Digitális Nemzet Fejlesztési Program megvalósításával
- 1102/2016. (III. 3.) Korm. határozat A Nemzeti Tengelysúly- és kapcsolódó ellenőrzéseket támogató hálózat kialakításáról
- 1103/2016. (III. 3.) Korm. határozat A derogációs ivóvízminőség-javító projektek végrehajtásához kapcsolódó egyes kormányhatározatok módosításáról
- 1104/2016. (III. 3.) Korm. határozat Az egyes vízisport-létesítmények megújítását szolgáló kormányzati intézkedésekről
- 1105/2016. (III. 3.) Korm. határozat A rendkívüli kormányzati intézkedésekre szolgáló tartalékból történő előirányzat-átcsoportosításról
- 1106/2016. (III. 3.) Korm. határozat A rendkívüli kormányzati intézkedésekre szolgáló tartalékból történő előirányzat-átcsoportosításról
- 1107/2016. (III. 3.) Korm. határozat Az NNG Szoftverfejlesztő és Kereskedelmi Korlátolt Felelősségű Társaság magyarországi nagybefektetővel való stratégiai együttműködési megállapodás megkötéséről
- 1108/2016. (III. 3.) Korm. határozat A Henkel Magyarország Termelési és Kereskedelmi Korlátolt Felelősségű Társaság magyarországi nagybefektetővel való stratégiai együttműködési megállapodás megkötéséről
- 1109/2016. (III. 3.) Korm. határozat A vajdasági magyar közösségek terület- és gazdasági fejlesztési stratégiája végrehajtásához szükséges intézkedésekről
- 1110/2016. (III. 3.) Korm. határozat A Hajléktalanokért Közalapítvány Alapító Okiratának módosításáról
- 1111/2016. (III. 3.) Korm. határozat A budapesti 4. számú metróvonal I. szakasz (Kelenföldi pályaudvar – Keleti pályaudvar) és kapcsolódó felszíni beruházásai című projekt megvalósítása keretében a „budapesti 4. számú metróvonal I. szakasz: Co-08. szerződés Alagúti és felszíni (járműtelepi) vágányok építése” tárgyú szerződés módosításának jóváhagyásáról
- 1112/2016. (III. 3.) Korm. határozat A KEOP-5.6.0/12-2013-0030 azonosító számú („Az SE Kútvölgyi Klinikai Tömb Energetikai Korszerűsítése” című), valamint a KEOP-5.6.0/12-2014-0020 azonosító számú („A Terrorelhárítási Központ 1101 Budapest, Zách u. 4. alatti objektumának területén található 7. számú épület energetikai korszerűsítése” című) projekt címének és forrásszerkezetének módosításáról
- 1113/2016. (III. 3.) Korm. határozat A KÖZOP-2.5.0-09-11-2015-0004 azonosító számú („Szolgáltatási színvonal javítás a 80-as számú vasútvonalon” című) projekt finanszírozásának megváltozásáról
- 1114/2016. (III. 8.) Korm. határozat A rendkívüli kormányzati intézkedésekre szolgáló tartalékból történő előirányzat-átcsoportosításról
- 1115/2016. (III. 9.) Korm. határozat A tömeges migrációval és terrorfenyegetettséggel összefüggésben Magyarország veszélyeztetett külképviseletei biztonságának megerősítése, infokommunikációs biztonságának fejlesztése, valamint a stabil és a helyi szolgáltatótól független műholdas összeköttetés biztosítása érdekében szükséges intézkedésekről
- 1116/2016. (III. 9.) Korm. határozat A Budapesten és Balatonfüreden megrendezendő Úszó-, Vízilabda-, Műugró, Műúszó és Nyíltvízi Világbajnokság megvalósításához szükséges létesítményfejlesztés megvalósítása érdekében szükséges források rendelkezésre állásáról
- 1117/2016. (III. 9.) Korm. határozat A 2014–2020-as programozási időszakot érintő projektértékelési-rendszer átalakításáról
- 1118/2016. (III. 10.) Korm. határozat Egyes városi infrastruktúra-elemek megújítását szolgáló kormányzati intézkedésekről
- 1119/2016. (III. 10.) Korm. határozat A budai vasútfejlesztés, a kapcsolódó köztéri területfejlesztés és csomópontfejlesztés megvalósítása érdekében szükséges intézkedésekről
- 1120/2016. (III. 10.) Korm. határozat A Nemzeti Hauszmann-terv végrehajtásával kapcsolatos egyes feladatokról
- 1121/2016. (III. 10.) Korm. határozat A "Zrínyi Miklós-Szigetvár 1566" emlékév megrendezésével összefüggő feladatokról
- 1122/2016. (III. 10.) Korm. határozat Az Esterházy-gyűjteménnyel összefüggő kormánydöntés végrehajtásáról és az arra vonatkozó feladatokról, valamint a keszthelyi Festetics-kastély hiteles berendezéséhez kapcsolódó egyes feladatokról
- 1123/2016. (III. 10.) Korm. határozat Az Emberi Jogi Munkacsoportról szóló 1039/2012. (II. 22.) Korm. határozat módosításáról
- 1124/2016. (III. 10.) Korm. határozat A menetrend szerinti légijáratok üzemeltetésére vonatkozó közszolgáltatási kötelezettség előírásának és kapcsolódó eljárások lefolytatásának elrendeléséről, valamint a szükséges anyagi kompenzáció forrásának biztosításáról szóló 1046/2016. (II. 15.) Korm. határozat módosításáról
- 1125/2016. (III. 10.) Korm. határozat A büntetés-végrehajtási intézetek férőhely-bővítéséhez szükséges források biztosításáról
- 1126/2016. (III. 10.) Korm. határozat Az egyes járási hivatalok kialakításához szükséges források biztosításáról
- 1127/2016. (III. 10.) Korm. határozat A megyei kormányhivatalok és a Nemzeti Élelmiszerlánc-biztonsági Hivatal – élelmiszerlánc-felügyeleti díj megváltozott szabályozása miatti – pénzügyi helyzetének rendezéséről
- 1128/2016. (III. 10.) Korm. határozat A Fiumei úti Nemzeti Sírkert és Nemzeti Emlékhely kialakításához és működtetéséhez szükséges források biztosításáról
- 1129/2016. (III. 10.) Korm. határozat A Lakitelek Népfőiskola 2016-2017. évi beruházásának megvalósításához szükséges többletforrás biztosításáról
- 1130/2016. (III. 10.) Korm. határozat Az újfehértói sportcentrum kialakításáról szóló 1072/2016. (II. 25.) Korm. határozat módosításáról
- 1131/2016. (III. 10.) Korm. határozat Magyarország Kormánya és Kecskemét Megyei Jogú Város Önkormányzata közötti együttműködési megállapodás végrehajtásával összefüggő feladatokról
- 1132/2016. (III. 10.) Korm. határozat A KÖZOP-2.5.0-09-11-2013-0003 azonosító számú ["Állomásfejlesztési és integrált ügyfélszolgálat fejlesztési program 25 helyszínen (kormányablakok)"] című projekt megnevezése, műszaki tartalma és forrásszerkezete módosításáról, valamint egy vasúti közlekedéssel összefüggő projekt kiemelt projektként történő nevesítésének visszavonásáról
- 1133/2016. (III. 11.) Korm. határozat A Magyarország Kiváló Művésze, a Magyarország Érdemes Művésze és a Magyarország Babérkoszorúja díjak 2016. évi adományozásáról
- 1134/2016. (III. 11.) Korm. határozat A Debrecen megyei jogú város külterületén fekvő, egyes ipari-gazdasági övezetbe tartozó földrészletek beruházási célterületté nyilvánításáról szóló 1191/2015. (III. 30.) Korm. határozat módosításáról
- 1135/2016. (III. 11.) Korm. határozat A Terrorelhárítási Központ által ellátandó, a Karmelita kolostorhoz kapcsolódó személyvédelmi kiadások biztosítása érdekében a rendkívüli kormányzati intézkedésekre szolgáló tartalékból történő előirányzat-átcsoportosításról
- 1136/2016. (III. ?) Korm. határozat ?
- 1137/2016. (III. 21.) Korm. határozat Az Egységes központi elektronikus irat- és dokumentumkezelési rendszer fővárosi és megyei kormányhivatalokban történő megvalósításával kapcsolatos feladatokról
- 1138/2016. (III. 21.) Korm. határozat A 2007–2013 közötti programozási időszak zárásával kapcsolatos feladatokról
- 1139/2016. (III. 21.) Korm. határozat A Rászoruló Személyeket Támogató Operatív Program módosításáról
- 1140/2016. (III. 21.) Korm. határozat A KEHOP-1.4.0-15-2016-00017 azonosító számú („Tisza hullámtér: Nagyvízi meder vízszállító képességének javítása a szolnoki vasúti híd és Kisköre közötti szakaszon” című) nagyprojekt-javaslat jóváhagyásáról
- 1141/2016. (III. 21.) Korm. határozat Az „A siófoki szennyvízelvezetési agglomeráció szennyvízgyűjtése és szennyvíztisztítása” című projekt támogatásának növeléséről és forrásszerkezetének módosításáról
- 1142/2016. (III. 21.) Korm. határozat A KÖZOP-1.5.0-09-11-2011-0010 azonosító számú („Építési engedélyezési eljárás nélkül megvalósítható közlekedésbiztonsági beruházások a gyorsforgalmi úthálózaton” című) projekt szakaszolásának jóváhagyásáról, valamint a projekt második szakaszában felmerülő költségek fedezetének biztosításáról
- 1143/2016. (III. 21.) Korm. határozat A Terület- és Településfejlesztési Operatív Program éves fejlesztési keretének megállapításáról szóló 1005/2016. (I. 18.) Korm. határozat módosításáról
- 1144/2016. (III. 24.) Korm. határozat A rendkívüli kormányzati intézkedésekre szolgáló tartalékból történő előirányzat-átcsoportosításról szóló 1070/2016. (II. 25.) Korm. határozat módosításáról
- 1145/2016. (III. 24.) Korm. határozat A XIV. Nyári Európai Ifjúsági Olimpiai Fesztivál megrendezésével összefüggő infrastrukturális fejlesztésekről
- 1146/2016. (III. 25.) Korm. határozat Magyarország Árvízi Országos Kockázatkezelési Tervéről
- 1147/2016. (III. 25.) Korm. határozat Az intermodális csomópont projektek megvalósítása érdekében szükséges intézkedésekről
- 1148/2016. (III. 25.) Korm. határozat Magyarország amerikai egyesült államokbeli külképviseletei konzuli kerületeinek módosításáról
- 1149/2016. (III. 25.) Korm. határozat Pécs Megyei Jogú Város kulturális intézményeinek működtetése érdekében a IX. Helyi önkormányzatok támogatásai fejezeten belüli előirányzat-átcsoportosításról
- 1150/2016. (III. 25.) Korm. határozat A kiemelt nyári kulturális fesztiválok támogatása érdekében a rendkívüli kormányzati intézkedésekre szolgáló tartalékból történő előirányzat-átcsoportosításról
- 1151/2016. (III. 25.) Korm. határozat Az Európai Beruházási Bank által a Győr-Sopron-Ebenfurti Vasút Zrt.-nek a "GYSEV modernizációja" projekt finanszírozása céljából nyújtandó hitelhez kapcsolódó egyedi állami garancia vállalásáról
- 1152/2016. (III. 25.) Korm. határozat A Közigazgatás- és Közszolgáltatás-fejlesztés Operatív Program keretében megvalósuló, területi közigazgatási informatikai, valamint az E-közbeszerzés tárgyú projektek tekintetében a Nemzeti Hírközlési és Informatikai Tanács koordinációs célú felülvizsgálatba történő bevonásáról
- 1153/2016. (III. 25.) Korm. határozat A Környezeti és Energia-hatékonysági Operatív Program módosításáról
- 1154/2016. (III. 25.) Korm. határozat A Kecskemét Fejlődéséért Alap előkészítési feladatairól
- 1155/2016. (III. 31.) Korm. határozat Magyarország felülvizsgált, 2015. évi vízgyűjtő-gazdálkodási tervéről
- 1156/2016. (III. 31.) Korm. határozat  A turizmussal kapcsolatos állami feladat- és intézményrendszer átalakításához szükséges intézkedésekről

##### Április (1157−1220)
- 1157/2016. (IV. 5.) Korm. határozat A közel-keleti térségben menekültként élő keresztény gyermekek oktatásának támogatásáról
- 1158/2016. (IV. 5.) Korm. határozat A Modern Városok Program keretében egyes soproni turisztikai fejlesztések támogatásával kapcsolatos intézkedésekről
- 1159/2016. (IV. 5.) Korm. határozat Magyarország Kormánya és Szekszárd Megyei Jogú Város Önkormányzata közötti együttműködési megállapodás végrehajtásával összefüggő feladatokról
- 1160/2016. (IV. 5.) Korm. határozat A rendkívüli kormányzati intézkedésekre szolgáló tartalékból történő előirányzat-átcsoportosításról
- 1161/2016. (IV. 5.) Korm. határozat Az Integrált Közlekedésfejlesztési Operatív Program 2. és 3. prioritása keretében megvalósuló egyes kiemelt projektek támogatásának növeléséről, valamint az IKOP-2.1.0-15-2016-00008 azonosító számú („Szántód–Kőröshegy–Balatonszentgyörgy vasútvonal korszerűsítése és kiegészítő munkák elvégzése” című) nagyprojekt-javaslat jóváhagyásáról
- 1162/2016. (IV. 5.) Korm. határozat A KEHOP-1.3.0-15-2016-00012 azonosító számú („Mosoni-Duna torkolati szakaszának vízszint rehabilitációja” című) nagyprojekt-javaslat jóváhagyásáról
- 1163/2016. (IV. 5.) Korm. határozat A KÖZOP-4.5.0-09-11-2014-0001 azonosító számú („Győr-Gönyű Országos Közforgalmú Kikötő infrastrukturális továbbfejlesztése” című) projekt Integrált Közlekedési Operatív Programból finanszírozni tervezett, 2016. március 31-e után felmerülő költségeinek megelőlegezéséről
- 1164/2016. (IV. 5.) Korm. határozat A 2015. évi költségvetési maradványok egy részének felhasználásáról
- 1165/2016. (IV. 5.) Korm. határozat A magyar–szerb határszakaszon építendő manőver út kivitelezéséhez és a megbízható áramellátás biztosítása érdekében szükséges költségvetési források biztosításáról
- 1166/2016. (IV. 6.) Korm. határozat A Nemzeti Bűnmegelőzési Stratégia 2016–2017. évre szóló intézkedési tervéről
- 1167/2016. (IV. 6.) Korm. határozat A szolnoki vasúti járműipar fejlesztéséről és a MÁV-START Zrt. IC+ vasúti személykocsi gyártásának támogatásáról
- 1168/2016. (IV. 6.) Korm. határozat Az Európai Bizottság ICT 2017 konferencia és kiállítás budapesti megrendezéséhez szükséges intézkedésekről
- 1169/2016. (IV. 6.) Korm. határozat A 2017-ben Budapesten és Balatonfüreden megrendezendő XVII. Úszó-, Vízilabda-, Műugró, Műúszó és Nyíltvízi Világbajnokság megrendezésével kapcsolatos összkormányzati feladatok koordinációjának ellátásáért felelős kormánybiztos kinevezéséről és feladatairól szóló 1726/2015. (X. 7.) Korm. határozat módosításáról
- 1170/2016. (IV. 6.) Korm. határozat Az ENSZ Éghajlatváltozási Keretegyezményben Részes Feleinek 21. Konferenciáján létrehozott Párizsi Megállapodás szövegének végleges megállapítására adott felhatalmazásról
- 1171/2016. (IV. 6.) Korm. határozat A Magyarország Kormánya és a Ghánai Köztársaság Kormánya között a diplomata és szolgálati útlevéllel rendelkező állampolgáraik vízummentességéről szóló megállapodás szövegének végleges megállapítására adott felhatalmazásról
- 1172/2016. (IV. 6.) Korm. határozat A Magyarország Kormánya és Montenegró Kormánya közötti oktatási, kulturális, sport- és ifjúsági együttműködési egyezmény szövegének végleges megállapítására adott felhatalmazásról
- 1173/2016. (IV. 8.) Korm. határozat  A budapesti elővárosi közlekedés átmeneti likviditásához szükséges forrás biztosításáról
- 1174/2016. (IV. 11.) Korm. határozat a 2015. évi költségvetési maradványok egy részének felhasználásáról
- 1175/2016. (IV. 11.) Korm. határozat A Törökország-támogató Menekültügyi Eszköz javára történő befizetés pénzügyi forrásának biztosításáról
- 1176/2016. (IV. 11.) Korm. határozat A Magyarországon tanulmányokat végzett külföldi hallgatók részére a 2016. évben történő Alumni Találkozó megrendezéséről
- 1177/2016. (IV. 11.) Korm. határozat A 2016–2020. évi Gyulai István Memorial – Atlétikai Magyar Nagydíjak megrendezéséhez szükséges kormányzati intézkedésekről
- 1178/2016. (IV. 11.) Korm. határozat A Nemzeti Fejlesztési Minisztérium által 2016. évben finanszírozandó egyes rendezvények forrásigényéről
- 1179/2016. (IV. 11.) Korm. határozat Az Igazságügyi Minisztérium és a Honvédelmi Minisztérium költségvetési fejezetek közötti előirányzat-átcsoportosításról
- 1180/2016. (IV. 11.) Korm. határozat A rendkívüli kormányzati intézkedésekre szolgáló tartalékból történő előirányzat-átcsoportosításról
- 1181/2016. (IV. 11.) Korm. határozat A rendkívüli kormányzati intézkedésekre szolgáló tartalékból történő előirányzat-átcsoportosításról
- 1182/2016. (IV. 11.) Korm. határozat A rendkívüli kormányzati intézkedésekre szolgáló tartalékból történő előirányzat-átcsoportosításról és egyes kormányhatározatok módosításáról
- 1183/2016. (IV. 11.) Korm. határozat A vajdasági magyar közösségek terület- és gazdaságfejlesztési stratégiájában megfogalmazott célok megvalósítása érdekében a rendkívüli kormányzati intézkedésekre szolgáló tartalékból történő előirányzat-átcsoportosításról
- 1184/2016. (IV. 11.) Korm. határozat A Tihanyi Alapítvány egyedi támogatása érdekében a rendkívüli kormányzati intézkedésekre szolgáló tartalékból történő előirányzat-átcsoportosításról
- 1185/2016. (IV. 11.) Korm. határozat Az egyes települési önkormányzatok feladatainak támogatása érdekében történő előirányzat-átcsoportosításokról szóló 2006/2015. (XII. 29.) Korm. határozat módosításáról
- 1186/2016. (IV. 12.) Korm. határozat A Nemzeti Bűnmegelőzési Stratégiáról (2013–2023) szóló 1744/2013. (X. 17.) Korm. határozat módosításáról
- 1187/2016. (IV. 12.) Korm. határozat A Szociálpolitikai Tanács szervezetéről és működéséről
- 1188/2016. (IV. 12.) Korm. határozat A Budapesti Víz Világtalálkozó 2016 (Budapest Water Summit 2016) szakmai koncepciójáról és költségvetéséről
- 1189/2016. (IV. 12.) Korm. határozat A kárpátaljai gazdaságfejlesztési stratégiáról
- 1190/2016. (IV. 12.) Korm. határozat A 2014–2020-as programozási időszak keretében, a Nagyhódos–Nagypalád közúti határátkelőhely kiemelt beruházás megvalósításához szükséges költségvetési források biztosításáról
- 1191/2016. (IV. 12.) Korm. határozat Az érdi multifunkcionális sportközpont beruházás megvalósításához szükséges létesítményfejlesztésről
- 1192/2016. (IV. 12.) Korm. határozat A Tolmács község külterületén fekvő, ipari-gazdasági övezetbe tartozó földrészlet beruházási célterületté nyilvánításáról
- 1193/2016. (IV. 12.) Korm. határozat A Magyarország Kormánya és az Egészségügyi Világszervezet közötti, szakmai tanácsadási együttműködési kapcsolatok létrehozására irányuló Alapmegállapodás szövegének végleges megállapítására adott felhatalmazásról
- 1194/2016. (IV. 12.) Korm. határozat A Magyarország Kormánya és a Szlovák Köztársaság Kormánya között a két ország közös államhatárán, Abaújvár és Kenyhec (Kechnec) települések közötti közúti Hernád-híd és a csatlakozó utak megépítéséről szóló, Pozsonyban, 2014. június 27. napján aláírt Megállapodást módosító 1. Kiegészítés szövegének végleges megállapítására adott felhatalmazásról
- 1195/2016. (IV. 13.) Korm. határozat Az országos szúnyoggyérítési program központi megvalósításáról és az ehhez szükséges források biztosításáról
- 1196/2016. (IV. 13.) Korm. határozat A rendkívüli kormányzati intézkedésekre szolgáló tartalékból történő előirányzat-átcsoportosításról
- 1197/2016. (IV. 13.) Korm. határozat Az IKOP-3.1.0-15-2015-00001 azonosító számú („Az M3 metróvonal infrastruktúra rekonstrukciója” című) nagyprojekt-javaslat jóváhagyásáról és támogatásának növeléséről
- 1198/2016. (IV. 15.) Korm. határozat A Magyar Halgazdálkodási Operatív Program éves fejlesztési keretének megállapításáról szóló 1056/2016. (II. 17.) Korm. határozat módosításáról
- 1199/2016. (IV. 15.) Korm. határozat A „Budapest–Piliscsaba–Esztergom vasútvonal rekonstrukciója II/B ütem” című projekt támogatásának növeléséről és forrásszerkezetének módosításáról
- 1200/2016. (IV. 15.) Korm. határozat A Közigazgatás- és Közszolgáltatás-fejlesztés Operatív Program éves fejlesztési keretének megállapításáról szóló 1004/2016. (I. 18.) Korm. határozat módosításáról
- 1201/2016. (IV. 15.) Korm. határozat A Gazdaságfejlesztési és Innovációs Operatív Program éves fejlesztési keretének megállapításáról szóló 1006/2016. (I. 18.) Korm. határozat módosításáról
- 1202/2016. (IV. 15.) Korm. határozat A Versenyképes Közép-Magyarország Operatív Program éves fejlesztési keretének megállapításáról szóló 1011/2016. (I. 20.) Korm. határozat módosításáról
- 1203/2016. (IV. 18.) Korm. határozat A „Földet a gazdáknak!” Program keretében az állami tulajdonú földek földművesek részére történő értékesítésének folytatásához szükséges intézkedésekről
- 1204/2016. (IV. 18.) Korm. határozat Az MFB Magyar Fejlesztési Bank Zártkörűen Működő Részvénytársaság értékesítési hálózatának bővítéséről
- 1205/2016. (IV. 19) Korm. határozat a 2018. évi Ifjúsági (U18) Atlétikai Európa-bajnokság rendezési jogának megszerzése érdekében szükséges kormányzati intézkedésekről
- 1206/2016. (IV. 21.) Korm. határozat A Magyar Tudományos Akadémia Kísérleti Orvostudományi Kutatóintézet új kutatóháza létrehozásának támogatásával kapcsolatos intézkedésekről
- 1207/2016. (IV. 21.) Korm. határozat A Martonvásár város külterületén fekvő földrészletekkel kapcsolatos egyes intézkedésekről
- 1208/2016. (IV. 21.) Korm. határozat A martonvásári agrár-innovációs centrummal kapcsolatos egyes kormányhatározatok módosításáról
- 1209/2016. (IV. 25.) Korm. határozat A turizmussal kapcsolatos állami feladatok koordinálásáért felelős kormánybiztos kinevezéséről és feladatairól
- 1210/2016. (IV. 25.) Korm. határozat  A turizmussal és a vendéglátással kapcsolatos állami feladatok változásával kapcsolatos intézkedésekről
- 1211/2016. (IV. 26.) Korm. határozat A nemzeti filmipar fejlesztéséért felelős kormánybiztos kinevezéséről és feladatairól szóló 1360/2014. (VI. 30.) Korm. határozat módosításáról
- 1212/2016. (IV. 28.) Korm. határozat A 2014-2020 közötti időszakban uniós forrásból megvalósítani tervezett kiemelt projektek előkészítettségéről és a kapcsolódó akciótervről
- 1213/2016. (IV. 29.) Korm. határozat Magyarország 2016. évi Nemzeti Reform Programjának elfogadásáról
- 1214/2016. (IV. 29.) Korm. határozat A 2016. évi fejlesztéspolitikai munkatervről
- 1215/2016. (IV. 29.) Korm. határozat A Közigazgatás- és Közszolgáltatás-fejlesztés Operatív Program végrehajtásáért felelős kormánybiztos kinevezéséről és feladatairól
- 1216/2016. (IV. 29.) Korm. határozat A 2014–2020 programozási időszak projektértékelési rendszere átalakításának alapelveiről és feladatairól
- 1217/2016. (IV. 29.) Korm. határozat A terrorellenes intézkedések megvalósításához szükséges költségvetési többletforrások biztosításáról
- 1218/2016. (IV. 29.) Korm. határozat Egyes állami tulajdonban lévő vagyontárgyak ingyenes tulajdonba adásával kapcsolatos döntésről
- 1219/2016. (IV. 29.) Korm. határozat Az Egészségbiztosítási Alap Gyógyító-megelőző ellátás céltartalék jogcím 2016. évi előirányzatáról történő átcsoportosításról, valamint a többletkapacitás-befogadások teljesítményének finanszírozására meghatározott összeg megemeléséről
- 1220/2016. (IV. 29.) Korm. határozat A rendkívüli kormányzati intézkedésekre szolgáló tartalékból történő előirányzat-átcsoportosításról

##### Május (1221−1251)
- 1221/2016. (V. 2.) Korm. határozat A védelmi felkészítés egyes kérdéseiről
- 1222/2016. (V. 2.) Korm. határozat Az Észak-atlanti Szerződés Szervezete és az Európai Unió által tervezett katonai válságkezelési gyakorlatok nemzeti feladatainak végrehajtásáról szóló 1149/2015. (III. 17.) Korm. határozat módosításáról
- 1223/2016. (V. 2.) Korm. határozat A 2016. évi honvédelmi igazgatási feladatok végrehajtásához szükséges költségvetési források átcsoportosításáról
- 1224/2016. (V. 2.) Korm. határozat Az Alkotmányvédelmi Hivatal, a Terrorelhárítási Információs és Bűnügyi Elemző Központ, valamint a kormányzati adatközpont egységes elhelyezéséhez szükséges költségvetési többletforrások biztosításáról
- 1225/2016. (V. 2.) Korm. határozat Az Országvédelmi Alapból történő előirányzat-átcsoportosításról és egyes Korm. határozatok módosításáról
- 1226/2016. (V. 2.) Korm. határozat A központi költségvetési szerveknél foglalkoztatottak 2016. évi kompenzációjához szükséges előirányzat-átcsoportosításról
- 1227/2016. (V. 2.) Korm. határozat A nemzetpolitikailag kiemelt jelentőségű programok és megkezdett beruházások megvalósításához szükséges források biztosításáról
- 1228/2016. (V. 2.) Korm. határozat A BT ROC Korlátolt Felelősségű Társaság magyarországi nagybefektetővel való stratégiai együttműködési megállapodás megkötéséről
- 1229/2016. (V. 6.) Korm. határozat az önkormányzat adósságot keletkeztető, valamint kezesség-, illetve garanciavállalásra vonatkozó ügyleteihez történő 2016. májusi kormányzati hozzájárulásról
- 1230/2016. (V. 11.) Korm. határozat A Magyarország Kormánya és az Egészségügyi Világszervezet között az Egészségügyi Világszervezet Budapesti Központjának létrehozásáról szóló Megállapodás szövegének végleges megállapításáról
- 1231/2016. (V. 12.) Korm. határozat a Betegápoló Irgalmasrend egyes projektjeinek finanszírozásához szükséges intézkedésekről
- 1232/2016. (V. 12.) Korm. határozat egyes állami tulajdonú ingóságok Iraki Köztársaság Kurd Regionális Kormányának történő térítésmentes átadásáról
- 1233/2016. (V. 13.) Korm. határozat A Honvédelmi Szakpolitikai Stratégia (2017-2026) előkészítésével összefüggő feladatokról
- 1234/2016. (V. 13.) Korm. határozat A Citibank Europe plc. Magyarországi Fióktelepének átlátható szervezetté történő minősítéséről
- 1235/2016. (V. 13.) Korm. határozat	 Az infokommunikációs tárgyú beszerzések, valamint az infokommunikációs infrastruktúra központi nyilvántartásáról
- 1236/2016. (V. 13.) Korm. határozat A nyílt szabványokra épülő, illetve nyílt forráskódú szoftverek közszférában történő elterjesztéséhez szükséges intézkedésekről
- 1237/2016. (V. 13.) Korm. határozat A közfoglalkoztatási program megvalósítása céljából egyes Nemzeti Földalapba tartozó ingatlanok önkormányzatok részére történő ingyenes vagyonkezelésbe adásáról
- 1238/2016. (V. 13.) Korm. határozat Az egyes városi infrastruktúra-elemek megújítása keretében megvalósításra kerülő kompkikötő létesítéséhez szükséges források biztosításáról
- 1239/2016. (V. 13.) Korm. határozat Egy budapesti kajak-kenu szlalom pálya megvalósíthatóságáról és lehetséges helyszíneinek vizsgálatáról
- 1240/2016. (V. 13.) Korm. határozat Magyarország Kormánya és Tatabánya Megyei Jogú Város Önkormányzata közötti együttműködési megállapodás végrehajtásával összefüggő feladatokról
- 1241/2016. (V. 13.) Korm. határozat A TIOP-2.2.8.A-15/1 azonosító számú ("Infrastrukturális fejlesztések megvalósítása" című) konstrukció keretében egyes projektek támogatásáról
- 1242/2016. (V. 18.) Korm. határozat  Az Európai Unió Mali Kiképző Műveletében („EUTM Mali”) történő további magyar katonai szerepvállalásról
- 1243/2016. (V. 18.) Korm. határozat A 2019. évi Masters Evezős Világbajnokság rendezési jogának megszerzése érdekében szükséges kormányzati intézkedésekről
- 1244/2016. (V. 18.) Korm. határozat Az Energiatakarékossági Hitel Alappal kapcsolatos feladatokról
- 1245/2016. (V. 18.) Korm. határozat Az Országvédelmi Alapból történő előirányzat-átcsoportosításról és egyes Korm. határozatok módosításáról
- 1246/2016. (V. 18.) Korm. határozat A Nemzeti Közszolgálati Egyetemnek a Ludovika-projekt keretében érintett ingatlanjai helyzetének rendezéséről, valamint az ehhez szükséges források biztosításáról
- 1247/2016. (V. 18.) Korm. határozat Az Integrált Közlekedésfejlesztési Operatív Program éves fejlesztési keretének megállapításáról
- 1248/2016. (V. 18.) Korm. határozat A Vidékfejlesztési Program éves fejlesztési keretének megállapításáról
- 1249/2016. (V. 25.) Korm. határozat A Nemzeti Szabadidős-Egészség Sportpark Programról, valamint a nyugat-magyarországi utánpótlás-nevelési centrum megvalósítási koncepciójáról és a szükséges pénzügyi fedezet biztosításáról, valamint a rendkívüli kormányzati intézkedésekre szolgáló tartalékból történő előirányzat-átcsoportosításról szóló 1526/2014. (IX. 18.) Korm. határozat módosításáról
- 1250/2016. (V. 27.) Korm. határozat A 2016. évre szóló Országos Hulladékgazdálkodási Közszolgáltatási Tervről
- 1251/2016. (V. 30.) Korm. határozat A Magyarország Kormánya és az Egyiptomi Arab Köztársaság Kormánya közötti légiközlekedési megállapodás szövegének végleges megállapítására adott felhatalmazásról

##### Június (1252−1314)
- 1252/2016. (VI. 6.) Korm. határozat A karitatív tevékenységet folytató szervezetek tömeges bevándorlással összefüggő tevékenységének támogatásához szükséges források biztosításáról
- 1253/2016. (VI. 6.) Korm. határozat A mentális, szociális vagy egészségügyi okból foglalkoztatásba be nem vonható álláskeresők foglalkoztathatóságának növelését szolgáló 2016. évi kormányzati intézkedésekről
- 1254/2016. (VI. 6.) Korm. határozat A „Földet a gazdáknak!” Program keretében az állami tulajdonú földek földművesek részére történő értékesítésének folytatásához szükséges intézkedésekről szóló 1203/2016. (IV. 18.) Korm. határozat módosításáról
- 1255/2016. (VI. 6.) Korm. határozat A Nemzeti Turisztikai Tanácsadó Testületről
- 1256/2016. (VI. 6.) Korm. határozat A 2015. évi költségvetési maradványok egy részének felhasználásáról
- 1257/2016. (VI. 6.) Korm. határozat A Gyöngyös város területén fekvő egyes földrészletek beruházási célterületté nyilvánításáról
- 1258/2016. (VI. 6.) Korm. határozat A Batthyány–Strattmann-kastély fejlesztésének folytatásához szükséges, európai uniós forrásból nem biztosítható támogatás biztosításáról
- 1259/2016. (VI. 6.) Korm. határozat Az Agrármarketing Centrum Nonprofit Kft. létrehozásáról, valamint a közösségi agrármarketing tevékenységgel kapcsolatos feladatoknak az Agrármarketing Centrum Nonprofit Kft. részére történő átadásához szükséges kormányzati feladatokról
- 1260/2016. (VI. 6.) Korm. határozat „A Szabadság tér ’89 – a rendszerváltoztatás aktái” című könyvsorozat megvásárlásához szükséges forrás biztosításáról
- 1261/2016. (VI. 6.) Korm. határozat A XI. Miniszterelnökség és a XVIII. Külgazdasági és Külügyminisztérium fejezetek közötti előirányzat-átcsoportosításról
- 1262/2016. (VI. 6.) Korm. határozat A Kínai Népköztársasággal fennálló gazdasági kapcsolatok szorosabbra fűzésével összefüggő feladatokról
- 1263/2016. (VI. 7.) Korm. határozat A Nemzetközi Munkaügyi Konferencia 2016. május 30. és június 11. között Genfben sorra kerülő 105. ülésszakán való magyar részvételről
- 1264/2016. (VI. 7.) Korm. határozat Az Egészségügyi Világszervezet Budapesti Központjának lehetséges elhelyezéséről
- 1265/2016. (VI. 7.) Korm. határozat Az afgán nemzeti védelmi és biztonsági erők fenntartásához történő pénzügyi hozzájárulásról
- 1266/2016. (VI. 7.) Korm. határozat A Magyar–Szlovén Kisebbségi Vegyes Bizottság XV. ülésén elfogadott és fenntartott ajánlások jóváhagyásáról
- 1267/2016. (VI. 7.) Korm. határozat Az állami beruházások hatékonyságának növelése érdekében szükséges egyes intézkedésekről
- 1268/2016. (VI. 7.) Korm. határozat Az országos ipari park koncepcióról
- 1269/2016. (VI. 7.) Korm. határozat A logisztikai, közúti árufuvarozási és személyszállítási ágazatot érintő egyes intézkedésekről
- 1270/2016. (VI. 7.) Korm. határozat A 2014–2020 programozási időszak uniós támogatásainak a közszféra szervezetek által kezelt állami vagyonelemeken végrehajtandó fejlesztési célokra történő igénylésével kapcsolatos intézkedésekről
- 1271/2016. (VI. 7.) Korm. határozat A 2014–2020 programozási időszakban az egyes európai uniós alapokból származó források felhasználásáról szóló negyedéves jelentésekről és rendszeres politikai vita kezdeményezéséről
- 1272/2016. (VI. 7.) Korm. határozat A 2017. évi útfelújítási program végrehajtásához szükséges intézkedésekről 1273/2016. (VI. 7.) Korm. határozat A honvédelmi kiadások és a hosszú távú tervezés feltételeinek megteremtését szolgáló költségvetési források biztosításáról
- 1274/2016. (VI. 7.) Korm. határozat A 2016. évi határátlépéssel járó csapatmozgások engedélyezéséről szóló 1987/2015. (XII. 28.) Korm. határozat módosításáról
- 1275/2016. (VI. 7.) Korm. határozat Az egyházi jogi személyek foglalkoztatottjai 2016. évi kompenzációjának finanszírozása érdekében történő előirányzat-átcsoportosításról
- 1276/2016. (VI. 7.) Korm. határozat A kormányzati szektorba nem sorolt, 100%-os önkormányzati tulajdonban álló gazdasági társaságok adósságot keletkeztető ügyleteihez történő 2016. májusi előzetes kormányzati hozzájárulásról
- 1277/2016. (VI. 7.) Korm. határozat A Nemzeti Táncszínház új játszóhelyének kialakításához szükséges többletforrás biztosításáról
- 1278/2016. (VI. 7.) Korm. határozat Az Országos Halgazdálkodási Tanácsról szóló 1379/2013. (VI. 27.) Korm. határozat módosításáról
- 1279/2016. (VI. 7.) Korm. határozat A Közigazgatás- és Közszolgáltatás-fejlesztés Operatív Program éves fejlesztési keretének megállapításáról szóló 1004/2016. (I. 18.) Korm. határozatban megjelölt kiemelt projektnek a határozatban megjelölt határidő alóli mentesítéséről
- 1280/2016. (VI. 7.) Korm. határozat A Magyarországi Autonóm Orthodox Izraelita Hitközség kiemelt fejlesztéseivel, beruházásaival és programjaival, továbbá működésének és hitéleti tevékenységének támogatásával összefüggő egyes további intézkedésekről szóló 2024/2015. (XII. 29.) Korm. határozat módosításáról
- 1281/2016. (VI. 7.) Korm. határozat Az erdélyi oktatási és kulturális célú programok, beruházások megvalósításának finanszírozása érdekében a rendkívüli kormányzati intézkedésekre szolgáló tartalékból történő előirányzat-átcsoportosításról szóló 1531/2015. (VII. 31.) Korm. határozat, valamint a felvidéki kulturális célú beruházások, fejlesztések támogatásának finanszírozása érdekében a rendkívüli kormányzati intézkedésekre szolgáló tartalékból történő előirányzat-átcsoportosításról szóló 1532/2015. (VII. 31.) Korm. határozat módosításáról
- 1282/2016. (VI. 7.) Korm. határozat A Romániai Magyar Pedagógusok Szövetsége tevékenységét kiegészítő támogatás biztosítása érdekében a XI. Miniszterelnökség és a XVII. Nemzeti Fejlesztési Minisztérium költségvetési fejezetek közötti előirányzat-átcsoportosításról
- 1283/2016. (VI. 7.) Korm. határozat Magyarország Kormánya és Békéscsaba Megyei Jogú Város Önkormányzata közötti együttműködési megállapodás végrehajtásával összefüggő feladatokról
- 1284/2016. (VI. 7.) Korm. határozat Magyarország Kormánya és Veszprém Megyei Jogú Város Önkormányzata közötti együttműködési megállapodás végrehajtásával összefüggő feladatokról
- 1285/2016. (VI. 7.) Korm. határozat A Montenegrónak az Észak-atlanti Szerződés Szervezetéhez való csatlakozásáról szóló Jegyzőkönyv szövegének végleges megállapítására adott felhatalmazásról
- 1286/2016. (VI. 7.) Korm. határozat A Magyarország és a Szövetséges Transzformációs Főparancsnok Parancsnoksága, valamint a Szövetséges Erők Európai Legfelsőbb Parancsnoksága között a NATO műveletek, gyakorlatok, és hasonló katonai tevékenységek végrehajtása során befogadó nemzeti támogatás biztosításáról szóló Megállapodás szövegének végleges megállapítására adott felhatalmazásról
- 1287/2016. (VI. 8.) Korm. határozat Egyes állami ingatlanok a Konstantinápolyi Egyetemes Patriarchátus – Magyarországi Ortodox Exarchátus által történő hasznosításával összefüggő feladatokról
- 1288/2016. (VI. 8.) Korm. határozat A Nemzetbiztonsági Kabinetről szóló 1308/2011. (IX. 6.) Korm. határozat módosításáról
- 1289/2016. (VI. 13.) Korm. határozat A 2017-2019. évekre vonatkozó oltóanyag-beszerzésekről
- 1290/2016. (VI. 13.) Korm. határozat A váci Munkaerő-piaci Elhelyezkedést Segítő Speciális Fejlesztő Központ létrehozásához szükséges egyes intézkedésekről
- 1291/2016. (VI. 13.) Korm. határozat A közúti árufuvarozók és a személyszállítási tevékenységet végzők ellenőrzéséhez kapcsolódó intézkedésekről
- 1292/2016. (VI. 13.) Korm. határozat A járműipari tesztpálya létrehozásáról
- 1293/2016. (VI. 13.) Korm. határozat A kerékpározásért és az aktív kikapcsolódásért felelős kormánybiztos kinevezéséről és feladatairól
- 1294/2016. (VI. 13.) Korm. határozat Az Országos Villamos Teherelosztó épületének lebontásához szükséges intézkedésekről
- 1295/2016. (VI. 13.) Korm. határozat Pest megye Területfejlesztési Koncepciója 2014-2030 és Pest megye Területfejlesztési Programja 2014-2020 megvalósításához nyújtandó célzott pénzügyi támogatásról
- 1296/2016. (VI. 13.) Korm. határozat A Magyar Nemzeti Üdülési Alapítvány alapító jogainak gyakorlásával összefüggésben egyes kormányhatározatok módosításáról
- 1297/2016. (VI. 13.) Korm. határozat A Magyar Honvédség terrorellenes intézkedések megvalósításához szükséges beszerzéseinek a védelem terén alapvető biztonsági érdeket érintő, kifejezetten katonai, rendvédelmi, rendészeti célokra szánt áruk beszerzésére, illetőleg szolgáltatások megrendelésére vonatkozó sajátos szabályokról szóló 228/2004. (VII. 30.) Korm. rendelet 2. § (3) bekezdés d) pontja szerinti minősítéséről
- 1298/2016. (VI. 13.) Korm. határozat A Közigazgatás- és Közszolgáltatás-fejlesztés Operatív Program éves fejlesztési keretének megállapításáról szóló 1004/2016. (I. 18.) Korm. határozatban nevesített, a Miniszterelnökség kiemelt – KÖFOP-2.24-VEKOP-16 felhívás azonosító jelű – “E-közbeszerzés” megnevezésű projektjének tekintetében felmerült előkészítési feladatok végrehajtásáról
- 1299/2016. (VI. 13.) Korm. határozat A gazdasági növekedés érdekében szükséges fejlesztéspolitikai intézkedésekről
- 1300/2016. (VI. 13.) Korm. határozat A gazdasági növekedés érdekében szükséges egyes fejlesztéspolitikai intézkedésekről
- 1301/2016. (VI. 13.) Korm. határozat Az Országvédelmi Alapból történő előirányzat-átcsoportosításról, a 2015. évi költségvetési maradványok egy részének felhasználásáról és egyes Korm. határozatok módosításáról
- 1302/2016. (VI. 13.) Korm. határozat Az Országvédelmi Alapból történő előirányzat-átcsoportosításról és a 2015. évi költségvetési maradványok egy részének felhasználásáról
- 1303/2016. (VI. 13.) Korm. határozat A vízügyi igazgatási szervek 2016. február 1. és március 31. közötti időszakban jogszabályi kötelezettség alapján végzett árvíz, belvíz és helyi vízkár elleni védekezési, valamint vízminőség-védelmi tevékenységének finanszírozásáról
- 1304/2016. (VI. 13.) Korm. határozat A kormányfői protokollfeladatok ellátásához kapcsolódó 2016. évi többletforrás biztosításáról
- 1305/2016. (VI. 13.) Korm. határozat A nemzetközi tenisztornák magyarországi rendezésének támogatásáról szóló 1045/2016. (II. 15.) Korm. határozat módosításáról
- 1306/2016. (VI. 13.) Korm. határozat A Velencei-tó és Térsége, Váli-völgy, Vértes Térségi Fejlesztési Tanács által megvalósításra kerülő fejlesztések támogatásáról
- 1307/2016. (VI. 13.) Korm. határozat A Mezőkövesd város külterületén fekvő egyes földrészletek beruházási célterületté nyilvánításáról
- 1308/2016. (VI. 13.) Korm. határozat A Makovecz-hagyaték megőrzéséhez szükséges intézkedésekről
- 1309/2016. (VI. 13.) Korm. határozat A Magyarország Kormánya és Montenegró Kormánya között a minősített adatok cseréjéről és kölcsönös védelméről szóló egyezmény szövegének végleges megállapítására adott felhatalmazásról
- 1310/2016. (VI. 13.) Korm. határozat Az Európai Unió vagy más nemzetközi szervezet felé vállalt kötelezettséggel összefüggő, a 2014-2020 programozási időszakban a Kormány által a nemzeti fejlesztési miniszter hatáskörébe utalt, a távhőszolgáltató szektort érintő, energiahatékonyság növelésére és a megújuló energiaforrások alkalmazására irányuló beruházások megvalósításáról
- 1311/2016. (VI. 13.) Korm. határozat Plácido Domingo és Renée Fleming budapesti fellépésének megvalósításáról
- 1312/2016. (VI. 13.) Korm. határozat A központi hivatalok és a költségvetési szervi formában működő minisztériumi háttérintézmények felülvizsgálatával kapcsolatos intézkedésekről
- 1313/2016. (VI. 13.) Korm. határozat A Közigazgatás- és Közszolgáltatás-fejlesztés Operatív Program éves fejlesztési kerete módosításának előkészítéséről
- 1314/2016. (VI. 30.) Korm. határozat A Nemzeti Szabadidős-Egészség Sportpark Programról

##### Július (1315−1423)
- 1315/2016. (VII. 1.) Korm. határozat Az Árpád-ház Program (2013–2038) átfogó szakmai programtervéről és megvalósításának egyes kérdéseiről
- 1316/2016. (VII. 1.) Korm. határozat Az Országos Széchényi Könyvtár hosszú távú stratégiájának megvalósításából adódó feladatokról
- 1317/2016. (VII. 1.) Korm. határozat A kormányablakok kialakításához szükséges beszerzések során alkalmazandó eljárási mentességről
- 1318/2016. (VII. 1.) Korm. határozat Az M3 metró pótlását szolgáló autóbuszokról
- 1319/2016. (VII. 1.) Korm. határozat Járműipari tesztpálya kialakításával kapcsolatos egyes intézkedésekről
- 1320/2016. (VII. 1.) Korm. határozat A 2020. évi 35. Úszó-, Nyíltvízi-, Műugró-, Műúszó- és Óriástoronyugró Európa-bajnokság rendezési jogának megszerzése érdekében, valamint a 2020. évi Vízilabda Európa-bajnokság rendezési jogának megszerzése érdekében szükséges kormányzati intézkedésekről
- 1321/2016. (VII. 1.) Korm. határozat Az Ős-Dráva nemzeti programmal összefüggő feladatokról és azok finanszírozásáról
- 1322/2016. (VII. 1.) Korm. határozat Az Ortopéd és Traumatológus Orvosok Nemzetközi Társasága 2019. évi nemzetközi kongresszusának Magyarországon történő megrendezésével kapcsolatos kormányzati támogatásról
- 1323/2016. (VII. 1.) Korm. határozat A KEHOP-1.4.0-15-2016-00011 azonosító számú („VTT Felső-Tisza árvízvédelmi rendszerének kiépítése, Tisza-Túr tározó” című) és a KEHOP-1.4.0-15-2016-00013 azonosító számú („VTT Közép-tiszai tározó kiépítése, Inérháti tározó”) című nagyprojekt-javaslatok jóváhagyásáról, a Környezeti és Energiahatékonysági Operatív Program 1. prioritása keretében megvalósuló egyes árvízvédelmi és vízgazdálkodási célú projektek tekintetében a költségek ingatlanvásárlásra történő átcsoportosításáról, valamint a Környezeti és Energiahatékonysági Operatív Program éves fejlesztési keretének megállapításáról szóló 1084/2016. (II. 29.) Korm. határozat módosításáról
- 1324/2016. (VII. 1.) Korm. határozat A KEHOP-3.2.1-15-2016-00002 azonosító számú („Közép-Duna Vidéke Hulladékgazdálkodási Rendszer” című) nagyprojekt-javaslat jóváhagyásáról
- 1325/2016. (VII. 1.) Korm. határozat A TIOP-2.2.4-09/1-2010-0009 azonosító számú („Központi technológiai tömb és integrált aktív ellátás fejlesztése a tatabányai Szent Borbála Kórházban” című) projekt támogatásának növeléséről
- 1326/2016. (VII. 1.) Korm. határozat A TIOP-1.3.4-15/1 azonosító számú („Felsőoktatás struktúraváltása és levéltárak oktatási célú fejlesztése” című) konstrukció keretében egyes felsőoktatási intézmények infrastruktúra-fejlesztési projektjei támogatásáról
- 1327/2016. (VII. 1.) Korm. határozat Az önkormányzatok adósságot keletkeztető, valamint kezesség-, illetve garanciavállalásra vonatkozó ügyleteihez történő 2016. májusi előzetes kormányzati hozzájárulásról
- 1328/2016. (VII. 1.) Korm. határozat A Miniszterelnökség és a Nemzetgazdasági Minisztérium fejezetek közötti előirányzat-átcsoportosításról szóló 1915/2015. (XII. 11.) Korm. határozat módosításáról
- 1329/2016. (VII. 1.) Korm. határozat Az egyes kiemelt budapesti beruházásokért felelős kormánybiztos kinevezéséről és feladatairól
- 1330/2016. (VII. 1.) Korm. határozat A nemzeti filmipar fejlesztéséért felelős kormánybiztos kinevezéséről és feladatairól
- 1331/2016. (VII. 1.) Korm. határozat A magyar–kínai kétoldalú kapcsolatok összehangolásért felelős kormánybiztos kinevezéséről és feladatairól
- 1332/2016. (VII. 1.) Korm. határozat A magyar–orosz kétoldalú kapcsolatok összehangolásáért felelős kormánybiztos kinevezéséről és feladatairól
- 1333/2016. (VII. 4.) Korm. határozat Az Egészséges Budapest Program előkészítéséről
- 1334/2016. (VII. 4.) Korm. határozat A Környezet és Energia Operatív Program 2011–2013. évekre szóló akcióterve 1. prioritásának módosításáról, valamint a prioritás keretében megvalósuló egyes projektek támogatásának növeléséről szóló 1530/2014. (IX. 18.) Korm. határozat módosításáról
- 1335/2016. (VII. 4.) Korm. határozat A KEOP-2.4.0/2F/09-11-2012-0003 azonosító számú („Berhida Ipartelep szennyezett területek kármentesítése” című) és a KEOP-2.4.0/2F/09-2010-0008 azonosító számú („Az MH Ócsai üzemanyagraktár területén feltárt szénhidrogén szennyezettség kármentesítése” című) projektek támogatásának növeléséről, szakaszolásáról és a projektek második szakaszában felmerülő költségek fedezetének biztosításáról
- 1336/2016. (VII. 4.) Korm. határozat A GINOP-3.4.1-15-2016-00086 azonosító számú („Újgenerációs NGA és felhordó hálózatok fejlesztése az MVM NET Zrt.-nél a Pápai járásban” című) projektjavaslat támogatásához való hozzájárulásról
- 1337/2016. (VII. 4.) Korm. határozat A „»Kreatív város – fenntartható vidék« – a Nyugat-Pannon régióban új regionális fejlesztési koncepció megvalósításáról” című nemzeti programmal összefüggő feladatokról és azok finanszírozásáról
- 1338/2016. (VII. 4.) Korm. határozat A rendkívüli kormányzati intézkedésekre szolgáló tartalékból történő előirányzat-átcsoportosításról
- 1339/2016. (VII. 4.) Korm. határozat Az egri érseki palota alatt található pincerendszer helyzetének rendezéséről
- 1340/2016. (VII. 4.) Korm. határozat Az Országvédelmi Alapból történő előirányzat-átcsoportosításról és egyes Korm. határozatok módosításáról
- 1341/2016. (VII. 5.) Korm. határozat Az Emberi Erőforrás Fejlesztési Operatív Program éves fejlesztési keretének megállapításáról szóló 1037/2016. (II. 9.) Korm. határozat módosításáról
- 1342/2016. (VII. 5.) Korm. határozat A postaügyért és a nemzeti pénzügyi szolgáltatásokért felelős kormánybiztos kinevezéséről és feladatairól
- 1343/2016. (VII. 6.) Korm. határozat A közszolgálati ellenőrzések 2016. évi vizsgálati tárgyköreiről és a vizsgálat alá vont szervekről
- 1344/2016. (VII. 6.) Korm. határozat A Magyar Államkincstár átalakításáért felelős kormánybiztos kinevezéséről és feladatairól
- 1345/2016. (VII. 6.) Korm. határozat A közlekedési infrastrukturális fejlesztésekért felelős kormánybiztos kinevezéséről és feladatairól
- 1346/2016. (VII. 6.) Korm. határozat A Budapest környéki elővárosi közlekedés aktuális kérdéseiről
- 1347/2016. (VII. 6.) Korm. határozat A Rászoruló Személyeket Támogató Operatív Program éves fejlesztési keretének megállapításáról
- 1348/2016. (VII. 6.) Korm. határozat A rendkívüli kormányzati intézkedésekre szolgáló tartalékból történő előirányzat-átcsoportosításról és egyes kormányhatározatok módosításáról
- 1349/2016. (VII. 6.) Korm. határozat Az egykori koncentrációs táborok felszabadításának 70. évfordulója alkalmából tartandó külföldi megemlékezésekkel és egyéb programokkal kapcsolatos előirányzat-átcsoportosításról szóló 1577/2015. (IX. 4.) Korm. határozat módosításáról
- 1350/2016. (VII. 6.) Korm. határozat A „Beruházás ösztönzési célelőirányzat” megnevezésű fejezeti kezelésű előirányzat előirányzat-módosítás nélküli túllépésének engedélyezéséről
- 1351/2016. (VII. 6.) Korm. határozat Az Iparművészeti Múzeum nagyrekonstrukciójáról és múzeumszakmai fejlesztéséről (2016–2019)
- 1352/2016. (VII. 6.) Korm. határozat Az EPAM Systems Fejlesztő Korlátolt Felelősségű Társaság magyarországi nagybefektetővel való stratégiai együttműködési megállapodás megkötéséről
- 1353/2016. (VII. 6.) Korm. határozat A Szomor Biogazdasággal való stratégiai megállapodás megkötéséről
- 1354/2016. (VII. 6.) Korm. határozat Az Egészségügyi Világszervezet Dohányzás-ellenőrzési Keretegyezményének 21. cikke szerinti jelentés jóváhagyásáról
- 1355/2016. (VII. 7.) Korm. határozat a turizmusfejlesztési célra felhasználható európai uniós források összehangolásáról
- 1356/2016. (VII. 12.) Korm. határozat Az Európai Bizottság Horizon 2020 keretprogramjának Teaming konstrukciójában nyertes magyar vezetésű konzorciumok második pályázati fázishoz szükséges állami támogatások biztosításáról
- 1357/2016. (VII. 13.) Korm. határozat A Nemzeti Autóbusz Beszerzési Bizottságról
- 1358/2016. (VII. 13.) Korm. határozat A Budapest V. kerület, Kossuth Lajos tér és környezete felújításával kapcsolatos egyes intézkedésekről
- 1359/2016. (VII. 13.) Korm. határozat A Nemzetbiztonsági Kabinetről szóló 1308/2011. (IX. 6.) Korm. határozat módosításáról
- 1360/2016. (VII. 13.) Korm. határozat A 2015. évi Milánói Világkiállításon való magyar részvétellel kapcsolatos összkormányzati feladatok végrehajtása koordinációjának ellátásáért felelős kormánybiztos kinevezéséről és feladatairól szóló 1192/2015. (III. 31.) Korm. határozat módosításáról
- 1361/2016. (VII. 13.) Korm. határozat A rendkívüli kormányzati intézkedésekre szolgáló tartalékból történő előirányzat-átcsoportosításról
- 1362/2016. (VII. 13.) Korm. határozat A Mura nemzeti programmal összefüggő feladatokról és azok finanszírozásáról
- 1363/2016. (VII. 13.) Korm. határozat Az egyes, a regionális operatív programok keretében finanszírozott projektek el nem számolható költségeinek Magyarország központi költségvetéséről szóló törvényben meghatározott Uniós fejlesztések fejezet terhére történő finanszírozásáról
- 1364/2016. (VII. 13.) Korm. határozat A Terület- és Településfejlesztési Operatív Program keretében a foglalkoztatási paktumok, a fenntartható közlekedésfejlesztés, valamint a gazdaságfejlesztést ösztönző közlekedésfejlesztés témájú felhívásokra benyújtott, egymilliárd forintot meghaladó támogatási igényű projektjavaslatok támogatásához való hozzájárulásról
- 1365/2016. (VII. 13.) Korm. határozat A Terület- és Településfejlesztési Operatív Program éves fejlesztési keretének megállapításáról szóló 1005/2016. (I. 18.) Korm. határozat módosításáról
- 1366/2016. (VII. 13.) Korm. határozat Egyes, a TOP-1.3.1-15 azonosító jelű („A gazdaságfejlesztést és a munkaerő mobilitás ösztönzését szolgáló közlekedésfejlesztés” című) felhívásra benyújtott, egymilliárd forintot meghaladó támogatási igényű projektjavaslatok támogatásához történő hozzájárulásról
- 1367/2016. (VII. 13.) Korm. határozat A GINOP-2.3.2-15 azonosító számú („Stratégiai K+F műhelyek kiválósága” című) pályázati felhívás első körös értékelési szakaszára beérkezett, egymilliárd forintot meghaladó támogatási igényű projektek támogatásához való hozzájárulásról
- 1368/2016. (VII. 13.) Korm. határozat Egyes, a GINOP-2.2.1-15 azonosító jelű („Versenyképességi és kiválósági együttműködések” című) pályázati felhívás első körös értékelési szakaszára beérkezett, egymilliárd forintot meghaladó támogatási igényű projektjavaslatok támogatásához való hozzájárulásról
- 1369/2016. (VII. 13.) Korm. határozat A Közigazgatás- és Közszolgáltatás-fejlesztés Operatív Program éves fejlesztési keretének megállapításáról szóló 1004/2016. (I. 18.) Korm. határozat módosításáról
- 1370/2016. (VII. 13.) Korm. határozat A 2014–2020 programozási időszak projektértékelési rendszere átalakításának alapelveiről és feladatairól szóló 1216/2016. (IV. 29.) Korm. határozat módosításáról
- 1371/2016. (VII. 15.) Korm. határozat Magyarország rövid- és középtávú közútfejlesztéséhez kapcsolódó infrastrukturális beruházások összehangolásáról és azok 2022-ig történő megvalósításáról
- 1372/2016. (VII. 20.) Korm. határozat Egyes kulcsfontosságú budapesti közlekedési beruházások előkészítésének forrásigényéről
- 1373/2016. (VII. 21.) Korm. határozat „Életmentő Emlékérem” adományozásáról
- 1374/2016. (VII. 21.) Korm. határozat Az ENSZ Emberi Jogi Tanács Egyetemes Időszakos Felülvizsgálati Eljárása (UPR) keretében Magyarország 2. felülvizsgálata során tett ajánlásokról
- 1375/2016. (VII. 21.) Korm. határozat Az európai uniós támogatások kifizetésének felgyorsításához szükséges, a közszféra szervezetek esetén alkalmazandó egyszerűsített költségigazolási rend előkészítéséről és bevezetéséről
- 1376/2016. (VII. 21.) Korm. határozat A T.E.S.I. 2020 – Testnevelés az Egészségfejlesztésben Stratégiai Intézkedésekről
- 1377/2016. (VII. 21.) Korm. határozat A Nemzeti Sportinformációs Rendszer továbbfejlesztésével kapcsolatos feladatokról
- 1378/2016. (VII. 21.) Korm. határozat A 2016. évi budapesti IRONMAN 70.3 nemzetközi triatlonverseny, a 2016. évi Magyar Triatlon Szövetség kiemelt nemzetközi triatlonversenyei, a 2017. évi ITU Világkonferencia és a 2016. évi Tour de Hongrie nemzetközi országúti kerékpáros körverseny megrendezéséhez szükséges kormányzati intézkedésekről
- 1379/2016. (VII. 21.) Korm. határozat A Nemzeti Közszolgálati Egyetem elhelyezése a Ludovika Campusban állami beruházás második ütemének előkészítésével kapcsolatos intézkedésekről
- 1380/2016. (VII. 21.) Korm. határozat A bogotái nagykövetség újranyitásához kapcsolódó feladatokról
- 1381/2016. (VII. 21.) Korm. határozat A limai nagykövetség újranyitásához kapcsolódó feladatokról
- 1382/2016. (VII. 21.) Korm. határozat A fővárosi Palotanegyed kulturális célú fejlesztésének előkészítéséről
- 1383/2016. (VII. 21.) Korm. határozat Az Egészségbiztosítási Alap Gyógyító-megelőző ellátás céltartalék jogcím 2016. évi előirányzatáról történő átcsoportosításról
- 1384/2016. (VII. 21.) Korm. határozat A rendkívüli migrációs nyomás kezeléséhez szükséges források biztosításáról
- 1385/2016. (VII. 21.) Korm. határozat A Külgazdasági és Külügyminisztérium költségvetési fejezet Nemzetközi Fejlesztési Együttműködés megnevezésű fejezeti kezelésű előirányzata részére többlettámogatás biztosításáról
- 1386/2016. (VII. 21.) Korm. határozat Az önkormányzatok adósságot keletkeztető, valamint kezesség-, illetve garanciavállalásra vonatkozó ügyleteihez történő 2016. májusi második ütemű előzetes kormányzati hozzájárulásról
- 1387/2016. (VII. 21.) Korm. határozat Az Országos Széchényi Könyvtár fejlesztésével összefüggő feladatokról
- 1388/2016. (VII. 21.) Korm. határozat A Szomor Biogazdaság mintagazdaságként való kijelöléséről
- 1389/2016. (VII. 21.) Korm. határozat A Fényeslitke–Komoró intermodális közforgalmú ipari-logisztikai területen tervezett beruházás kapcsán szükséges egyes intézkedésekről
- 1390/2016. (VII. 21.) Korm. határozat Egyes szerzetesrendi fejlesztések megvalósításához szükséges intézkedésekről
- 1391/2016. (VII. 21.) Korm. határozat Tiszabő és Tiszabura települések helyzetének rendezéséről
- 1392/2016. (VII. 21.) Korm. határozat A Magyar Protestáns Tanulmányi Alapítvány felsőoktatási tevékenységének támogatásáról
- 1393/2016. (VII. 21.) Korm. határozat Az Európai Városok Tudáshálózata Korlátolt Felelősségű Európai Területi Társulásban való részvétel megszüntetéséről
- 1394/2016. (VII. 21.) Korm. határozat Magyarország Kormánya és Dunaújváros Megyei Jogú Város Önkormányzata közötti együttműködési megállapodás végrehajtásával összefüggő feladatokról
- 1395/2016. (VII. 21.) Korm. határozat A Magyar Ökumenikus Segélyszervezet támogatásáról
- 1396/2016. (VII. 21.) Korm. határozat A kazincbarcikai Don Bosco Sportközpont befejezéséhez szükséges támogatás biztosításáról
- 1397/2016. (VII. 21.) Korm. határozat A Magyarország Kormánya és az Ománi Szultánság Kormánya között a diplomata, szolgálati és különleges útlevelekkel rendelkező állampolgáraik vízummentességéről szóló Megállapodás szövegének végleges megállapítására adott felhatalmazásról
- 1398/2016. (VII. 21.) Korm. határozat A Grand Tokaj Zártkörűen Működő Részvénytársasággal kapcsolatos egyes feladatokról
- 1400/2016. (VII. 21.) Korm határozat az IMIR 2014-2020 informatikai rendszer finanszírozásához szükséges intézkedésekről és a 2015. évi költségvetési maradványok egy részének felhasználásáról
- 1401/2016. (VII. 22.) Korm. határozat Az államháztartás központi alrendszerébe tartozó költségvetési szervek és fejezeti kezelésű előirányzatok 2015. évi költségvetési maradványának felhasználásáról
- 1402/2016. (VII. 22.) Korm. határozat A Miniszterelnökség költségvetési fejezet címrendjének módosításáról
- 1403/2016. (VII. 28.) Korm. határozat Az Egészségbiztosítási Alap Gyógyító-megelőző ellátás céltartalék jogcím 2016. évi előirányzatáról történő átcsoportosításról, valamint a népegészségügyi szempontú megújult törzskarton rendszerének kidolgozásáról
- 1404/2016. (VII. 29.) Korm. határozat A bürokratikus terhek további egyszerűsítésének intézkedési tervéről
- 1405/2016. (VII. 29.) Korm. határozat Az egységes elektronikus közműegyeztetés megvalósításával kapcsolatos aktuális feladatokról
- 1406/2016. (VII. 29.) Korm. határozat Az állami tulajdonban álló elektronikus hírközlési szolgáltatók széles sávú hálózatépítési és fejlesztési projektekben való részvételéről
- 1407/2016. (VII. 29.) Korm. határozat A Belügyminisztérium budai Várnegyedben történő elhelyezésével kapcsolatos intézkedésekről
- 1408/2016. (VII. 29.) Korm. határozat A Millenáris Velodrom felújításával kapcsolatos feladatokról
- 1409/2016. (VII. 29.) Korm. határozat A Magyar Nemzeti Múzeum parkolási szükségleteivel kapcsolatos intézkedési tervről
- 1410/2016. (VII. 29.) Korm. határozat A nemzeti ünnepek, valamint a kiemelt fontosságú rendezvények előkészítésének és lebonyolításának rendjéről szóló 1432/2014. (VII. 31.) Korm. határozat módosításáról
- 1411/2016. (VII. 29.) Korm. határozat A magyarországi légimentés biztosításáról szóló 1607/2015. (IX. 8.) Korm. határozat módosításáról
- 1412/2016. (VII. 29.) Korm. határozat A természetjáró és kerékpáros turizmus, úthálózat és közlekedés fejlesztésével összefüggő kormányzati feladatokról szóló 1364/2011. (XI. 8.) Korm. határozat módosításáról
- 1413/2016. (VII. 29.) Korm. határozat Magyarország 10. Európai Fejlesztési Alapba (EDF) történő tagdíjfizetési kötelezettségének teljesítéséhez szükséges többletforrás biztosításáról
- 1414/2016. (VII. 29.) Korm. határozat A XLIII. Az állami vagyonnal kapcsolatos bevételek és kiadások költségvetési fejezetet érintő előirányzat-átcsoportosításról, továbbá az ezzel kapcsolatos egyéb feladatokról
- 1415/2016. (VII. 29.) Korm. határozat A kéményseprő-ipari közszolgáltatás helyi önkormányzat általi ellátása érdekében a IX. Helyi önkormányzatok támogatásai fejezetben szükséges forrás biztosításáról
- 1416/2016. (VII. 29.) Korm. határozat A GINOP-3.4.1-15-2016-00227 azonosító számú („Újgenerációs NGA és felhordó hálózatok fejlesztése a TARR Kft. – Magyar Telekom Nyrt. konzorciumnál a Zalaegerszegi járásban” című) és a GINOP-3.4.1-15-2016-00234 azonosító számú („Újgenerációs NGA és felhordó hálózatok fejlesztése az MVM NET Zrt.-nél a Keszthelyi járásban” című) projektjavaslat támogatásához való hozzájárulásról
- 1417/2016. (VII. 29.) Korm. határozat A Budai Várban a Budapest I. kerület Budavári Önkormányzat által tett, forgalomirányítással kapcsolatos intézkedésekhez történő kormányzati hozzájárulásról, illetve egyéb, nagy társadalmi jelentőségű fejlesztések támogatásáról
- 1418/2016. (VII. 29.) Korm. határozat A Modern Városok Program keretében végrehajtandó fejlesztések megvalósításáról
- 1419/2016. (VII. 29.) Korm. határozat A Modern Városok Program keretében tervezett székesfehérvári Középiskolai Campus kialakítása érdekében szükséges források biztosításáról
- 1420/2016. (VII. 29.) Korm. határozat A Szabolcs-Szatmár-Bereg megyei Rozsályt és más településeket 2016 júniusában ért jégeső okozta károk enyhítéséről
- 1421/2016. (VII. 29.) Korm. határozat A Magyarország 10. Európai Fejlesztési Alapba (EDF) történő tagdíjfizetési kötelezettségének teljesítése érdekében

a XVIII. Külgazdasági és Külügyminisztérium fejezeten belüli átcsoportosításról 
- 1422/2016. (VII. 29.) Korm. határozat A rövid- és középtávú közútfejlesztések megvalósításával összefüggő egyes Korm. határozatok módosításáról
- 1423/2016. (VII. 29.) Korm. határozat a postaügyért és a nemzeti pénzügyi szolgáltatásokért felelős kormánybiztos kinevezéséről és feladatairól szóló 1342/2016. (VII. 5.) Korm. határozat módosításáról

##### Augusztus (1424−1487)
- 1424/2016. (VIII. 16.) Korm. határozat Az Egészségbiztosítási Alap Gyógyító-megelőző ellátás jogcímcsoport Célelőirányzatok jogcíme 2016. évi előirányzatának megemeléséről
- 1425/2016. (VIII. 17.) Korm. határozat A központi költségvetés címrendjének a kormányzati szerkezetátalakítással összefüggő módosításáról
- 1426/2016. (VIII. 17.) Korm. határozat A helyi önkormányzatok szociális célú tüzelőanyag vásárláshoz kapcsolódó kiegészítő támogatása érdekében a IX. Helyi önkormányzatok támogatásai fejezeten belüli előirányzat-átcsoportosításról
- 1427/2016. (VIII. 17.) Korm. határozat A nyugellátásra jogosító szolgálati idő és nyugdíjalapot képező jövedelem szerzése céljából 2012. január 1-jét megelőzően megkötött és a megváltozott munkaképességű személyek ellátórendszerének átalakításával összefüggésben 2012. július 26-a előtt megszüntetett megállapodással rendelkező személyek helyzetének rendezéséről
- 1428/2016. (VIII. 17.) Korm. határozat A Gyermek és Ifjúsági Alapprogram Tanácsáról szóló 1292/2012. (VIII. 13.) Korm. határozat módosításáról
- 1429/2016. (VIII. 17.) Korm. határozat A Közalapítvány a Budapesti Német Nyelvű Egyetemért Alapító Okiratának módosításáról
- 1430/2016. (VIII. 17.) Korm. határozat A Nemzetközi Holokauszt Emlékezési Szövetség (International Holocaust Remembrance Alliance) 2015. évi magyar elnökségéhez kapcsolódó feladatokról szóló 1164/2015. (III. 24.) Korm. határozat előirányzat elszámolási és visszafizetési határidejének módosításáról
- 1431/2016. (VIII. 17.) Korm. határozat A Fővárosi Nagycirkusz új helyszínre történő költözésével kapcsolatos feladatokról
- 1432/2016. (VIII. 17.) Korm. határozat A Procter & Gamble Magyarország Nagykereskedelmi Kkt. és a Hyginett Magyar–Amerikai Higiéniai Cikkeket Gyártó Korlátolt Felelősségű Társaság magyarországi nagybefektetőkkel való stratégiai együttműködési megállapodás megkötéséről
- 1433/2016. (VIII. 17.) Korm. határozat A Yanfeng Hungary Automotive Interior Systems Korlátolt Felelősségű Társaság magyarországi nagybefektetővel való stratégiai együttműködési megállapodás megkötéséről
- 1434/2016. (VIII. 17.) Korm. határozat A Veszprém Aréna multifunkcionális sport- és rendezvénycsarnok építéséhez kapcsolódó pénzügyi kötelezettségvállalás teljesítéséhez történő előirányzat-átcsoportosításról
- 1435/2016. (VIII. 17.) Korm. határozat Az önkormányzatok adósságot keletkeztető, valamint kezesség-, illetve garanciavállalásra vonatkozó ügyleteihez történő 2016. júniusi előzetes kormányzati hozzájárulásról
- 1436/2016. (VIII. 17.) Korm. határozat A rendkívüli kormányzati intézkedésekre szolgáló tartalékból történő előirányzat-átcsoportosításról
- 1437/2016. (VIII. 17.) Korm. határozat A rendkívüli kormányzati intézkedésekre szolgáló tartalékból történő előirányzat-átcsoportosításról és fejezetek közötti átcsoportosításról
- 1438/2016. (VIII. 17.) Korm. határozat A rendkívüli kormányzati intézkedésekre szolgáló tartalékból történő előirányzat-átcsoportosításról, a 2015. évi költség-vetési maradványok egy részének felhasználásáról és egyes Korm. határozatok módosításáról
- 1439/2016. (VIII. 17.) Korm. határozat Az ivóvízminőség-javító, szennyvízelvezetési és -tisztítási, valamint hulladékgazdálkodási beruházások megvalósítása érdekében szükséges intézkedésekről
- 1440/2016. (VIII. 17.) Korm. határozat Az Európai Mezőgazdasági Garancia Alapot, az Európai Mezőgazdasági és Vidékfejlesztési Alapot, valamint a Halászati Operatív Programot érintő egyes feladatok ellátásához szükséges költségvetési forrás biztosításáról
- 1441/2016. (VIII. 17.) Korm. határozat A Közigazgatás- és Közszolgáltatás-fejlesztési Operatív Programból finanszírozott fejlesztéspolitikai intézményrendszer működési feltételeinek hosszú távú biztosításáról
- 1442/2016. (VIII. 17.) Korm. határozat Az Irinyi Terv végrehajtásához szükséges egyes intézkedésekről
- 1443/2016. (VIII. 17.) Korm. határozat A Kutatás-fejlesztési és Innovációs Állami Tőkealap-kezelőről
- 1444/2016. (VIII. 17.) Korm. határozat A budapesti 4. számú metróvonal I. szakasz (Kelenföldi pályaudvar – Keleti pályaudvar) és kapcsolódó felszíni beruházásai című projekt befejezéséhez szükséges állami finanszírozás meghatározásáról
- 1445/2016. (VIII. 17.) Korm. határozat Az IKOP-2.1.0-15-2016-00002 azonosító számú („Infrastruktúra és gördülő állomány karbantartó szoftver, valamint IT alkalmazás konszolidáció” című) és az IKOP-2.1.0-15-2016-00010 azonosító számú („GYSEV motorvonat beszerzés” című) projekt támogatásának növeléséről
- 1446/2016. (VIII. 17.) Korm. határozat A KEHOP-2.1.1-15-2016-00016 azonosító számú („Csáfordjánosfa Térségi Vízellátó Rendszer Ivóvízminőség-javítási Program” című) projekt támogatásának növeléséről
- 1447/2016. (VIII. 17.) Korm. határozat A Környezeti és Energiahatékonysági Operatív Program 2. prioritása keretében egyes ivóvízminőség-javító és szennyvízkezelési projektek támogatásának növeléséről
- 1448/2016. (VIII. 17.) Korm. határozat A 2002/HU/16/P/PT/008 azonosító számú („Útrehabilitációs program a 115 kN teherbíró képesség eléréséhez – II. szakasz, a közép-magyarországi, nyugat-dunántúli, dél-dunántúli, észak-magyarországi és észak-alföldi régióban található 2. sz., 6. sz., 42. sz., 47. sz., 56. sz., 31. sz., 41. sz. és 81. sz. főútvonalakon” című) és a 2004/HU/16/C/PT/002 azonosító számú („M0 Budapest körgyűrű keleti szektor 4-es számú főút és M3-as autópálya közötti szakasza” című) Kohéziós Alap projektek forrásszerkezetének módosításáról
- 1449/2016. (VIII. 17.) Korm. határozat A Magyar Halgazdálkodási Operatív Program éves fejlesztési keretének megállapításáról szóló 1056/2016. (II. 17.) Korm. határozat módosításáról
- 1450/2016. (VIII. 19.) Korm. határozat A rendkívüli kormányzati intézkedésekre szolgáló tartalékból történő előirányzat-átcsoportosításról
- 1451/2016. (VIII. 19.) Korm. határozat Az egyes jóváhagyásra kötelezett közúti járművekre vonatkozó piacfelügyeleti ellenőrzéséhez kapcsolódó feladatok költségeinek finanszírozása érdekében szükséges intézkedésekről
- 1452/2016. (VIII. 22.) Korm. határozat A Magyar Állami Operaház 2016-2018 évek közötti korszerűsítéséről
- 1453/2016. (VIII. 22.) Korm. határozat A Népművészet Mestere díj 2016. évi adományozásáról
- 1454/2016. (VIII. 24.) Korm. határozat Az Európa Tanács Fejlesztési Bank Migrációs és Menekültügyi Alapjához történő magyar hozzájárulásról
- 1455/2016. (VIII. 24.) Korm. határozat A rendkívüli migrációs nyomás kezeléséhez szükséges források biztosításáról
- 1456/2016. (VIII. 24.) Korm. határozat A 2015. évi Milánói Világkiállítás magyar pavilonjának Magyarországon történő újraépítéséről
- 1457/2016. (VIII. 24.) Korm. határozat Magyarország Lendvai Főkonzulátusának új épületben történő elhelyezéséről
- 1458/2016. (VIII. 24.) Korm. határozat A Bocuse d'Or szakácsverseny 2016. évi európai döntője jogcímcsoport megnevezésének módosításáról
- 1459/2016. (VIII. 24.) Korm. határozat A kiégett üzemanyag és a radioaktív hulladék kezeléséről szóló nemzeti programról
- 1460/2016. (VIII. 24.) Korm. határozat Az Integrált Közlekedésfejlesztési Operatív Program 4. prioritásának keretében megvalósítani tervezett projektek tekintetében a kötelezettségvállalás feltételeiről és a Program éves fejlesztési keretének előkészítéséről
- 1461/2016. (VIII. 24.) Korm. határozat A folyamatban lévő kórházi beruházások többlettámogatásáról
- 1462/2016. (VIII. 24.) Korm. határozat Az "A fővárosi hulladékgazdálkodási rendszer környezetbarát technológiáinak bővítése, a hulladékfeldolgozás és újra-hasznosítás arányának növelése" című projekt támogatásának növeléséről és forrásszerkezetének módosításáról
- 1463/2016. (VIII. 24.) Korm. határozat A Környezeti és Energiahatékonysági Operatív Program éves fejlesztési keretének megállapításáról szóló 1084/2016. (II. 29.) Korm. határozat módosításáról
- 1464/2016. (VIII. 24.) Korm. határozat Az országonkénti jelentések cseréjéről szóló illetékes hatóságok közötti multilaterális Megállapodás szövegének végleges megállapítására adott felhatalmazásról
- 1465/2016. (VIII. 31.) Korm. határozat Az Emberi Jogok Európai Bírósága magyar bírójelöltjeiről
- 1466/2016. (VIII. 31.) Korm. határozat A Strasbourgban létesítendő igazságügyi szakdiplomata álláshelyről
- 1467/2016. (VIII. 31.) Korm. határozat A Honvédelmi Igazgatási Koordinációs Tárcaközi Munkacsoport létrehozásáról, valamint szervezeti és működési rendjének meghatározásáról szóló 1525/2013. (VIII. 12.) Korm. határozat módosításáról
- 1468/2016. (VIII. 31.) Korm. határozat A Magyar Tűzoltó Szövetség hazai, valamint határon túli tevékenységéről
- 1469/2016. (VIII. 31.) Korm. határozat A rendkívüli kormányzati intézkedésekre szolgáló tartalékból történő előirányzat-átcsoportosításról és a rendkívüli kormányzati intézkedésekre szolgáló tartalékból történő előirányzat-átcsoportosításról, a 2015. évi költségvetési maradványok egy részének felhasználásáról és egyes Korm. határozatok módosításáról szóló 1438/2016. (VIII. 17.) Korm. határozat módosításáról
- 1470/2016. (VIII. 31.) Korm. határozat A Közép-európai Transznacionális Együttműködési Program 2020 előirányzat túllépésének jóváhagyásáról
- 1471/2016. (VIII. 31.) Korm. határozat Az Emberi Erőforrás Fejlesztési Operatív Program éves fejlesztési keretének megállapításáról szóló 1037/2016. (II. 9.) Korm. határozat módosításáról
- 1472/2016. (VIII. 31.) Korm. határozat A Gazdaságfejlesztési és Innovációs Operatív Program éves fejlesztési keretének megállapításáról szóló 1006/2016. (I. 18.) Korm. határozat módosításáról
- 1473/2016. (VIII. 31.) Korm. határozat A Rászoruló Személyeket Támogató Operatív Program éves fejlesztési keretének megállapításáról szóló 1347/2016. (VII. 6.) Korm. határozat módosításáról
- 1474/2016. (VIII. 31.) Korm. határozat A Terület- és Településfejlesztési Operatív Program keretében a barnamezős területek rehabilitációja, a zöld város kialakítása, valamint a városi és települési közlekedésfejlesztés témájú felhívásokra benyújtott, egymilliárd forintot meghaladó támogatási igényű projektjavaslatok támogatásához történő hozzájárulásról
- 1475/2016. (VIII. 31.) Korm. határozat A Versenyképes Közép-Magyarország Operatív Program éves fejlesztési keretének megállapításáról szóló 1011/2016. (I. 20.) Korm. határozat módosításáról
- 1476/2016. (VIII. 31.) Korm. határozat A Vidékfejlesztési Program éves fejlesztési keretének megállapításáról szóló 1248/2016. (V. 18.) Korm. határozat módosításáról
- 1477/2016. (VIII. 31.) Korm. határozat Magyarországnak az ICCROM nemzetközi szervezetbe való visszalépéséről
- 1478/2016. (VIII. 31.) Korm. határozat Az ENSZ Éghajlatváltozási Keretegyezmény Részes Feleinek 24. és a Kiotói Jegyzőkönyv Részes Feleinek 14. konferenciája 2018. évi rendezéséről
- 1479/2016. (VIII. 31.) Korm. határozat Az Európai Gyógyszerügynökség londoni székhelye Budapestre történő áthelyezésének elvi támogatásáról
- 1480/2016. (VIII. 31.) Korm. határozat Az alapszámla bevezetésével kapcsolatos további feladatokról
- 1481/2016. (VIII. 31.) Korm. határozat A nukleáris biztonságról szóló egyezmény szerinti Nemzeti Jelentésről és a részes országok nemzeti jelentéseit megvitató felülvizsgálati értekezleten való magyar részvételről
- 1482/2016. (VIII. 31.) Korm. határozat A terrorveszély megelőzéséhez és elhárításához szükséges további források biztosításáról, valamint a terrorellenes intézkedések megvalósításához szükséges költségvetési többletforrások biztosításáról szóló 1217/2016. (IV. 29.) Korm. határozat módosításáról
- 1483/2016. (VIII. 31.) Korm. határozat Az Anyanyelvápolók Szövetsége támogatásáról
- 1484/2016. (VIII. 31.) Korm. határozat A lakiteleki Népfőiskola Alapítvány közművelődési szakmai szolgáltatást ellátó közhasznú nonprofit gazdasági társasága új székhelyének tervezéséhez szükséges intézkedésekről
- 1485/2016. (VIII. 31.) Korm. határozat A 2017. évi Ritmikus Gimnasztika Európa-bajnokság megrendezéséhez szükséges kormányzati intézkedésekről
- 1486/2016. (VIII. 31.) Korm. határozat Az országos talajgenerátoros jégeső-elhárítási rendszer létrehozásáról és működtetésének forrásairól
- 1487/2016. (VIII. 31.) Korm. határozat A Magyarország Kormánya és a Pakisztáni Iszlám Köztársaság Kormánya közötti gazdasági együttműködési megállapodás szövegének végleges megállapítására adott felhatalmazásról

##### Szeptember (1488−1529)
- 1488/2016. (IX. 2.) Korm. határozat A Gyermekek Számára Biztonságos Internetszolgáltatás megteremtéséről, a tudatos és értékteremtő internethasználatról és Magyarország Digitális Gyermekvédelmi Stratégiájáról
- 1489/2016. (IX. 15.) Korm. határozat A 2020. évi 35. Úszó-, Nyíltvízi-, Műugró-, Műúszó- és Óriástoronyugró Európa-bajnokság, valamint a 2020. évi Vízilabda Európa-bajnokság megrendezéséhez szükséges megállapodás aláírásához adott felhatalmazásról
- 1490/2016. (IX. 15.) Korm. határozat A 2017. évi Berlini Nemzetközi Zöld Héten partnerországi státuszban való részvételről
- 1491/2016. (IX. 15.) Korm. határozat A digitális termékek és szolgáltatások exportjának növeléséről, Magyarország Digitális Exportfejlesztési Stratégiájáról
- 1492/2016. (IX. 15.) Korm. határozat Az MFB Magyar Fejlesztési Bank Zártkörűen Működő Részvénytársaság, mint a közbeszerzésekről szóló 2015. évi CXLIII. törvény 5. § (1) bekezdés e) pontja szerinti Ajánlatkérő által kezdeményezett, a „Szolgáltatási szerződés ’MFB Pont’ elnevezésű értékesítési pontok kialakítására és üzemeltetésére, továbbá kiemelt közvetítői és pénzügyi közvetítői szolgáltatások nyújtására” tárgyú közbeszerzési eljárásban a közbeszerzésekről szóló 2015. évi CXLIII. törvény 62. § (1) bekezdés n) pontjában foglaltak alkalmazása alól történő felmentés adásáról
- 1493/2016. (IX. 15.) Korm. határozat A 2015. évi költségvetési maradványok egy részének felhasználásáról
- 1494/2016. (IX. 15.) Korm. határozat A rendkívüli kormányzati intézkedésekre szolgáló tartalékból történő előirányzat-átcsoportosításról és Korm. határozat módosításáról
- 1495/2016. (IX. 15.) Korm. határozat Az „M4 autópálya Abony–Fegyvernek új Tisza-híddal és M8-M4 elválási csomópont (kivitelezés)” című projekt I–III. építési szakasz Vállalkozási Szerződéseinek és Mérnök Megbízási Szerződéseinek megszűnéséről, az elszámoláshoz szükséges forrás biztosításáról
- 1496/2016. (IX. 15.) Korm. határozat A fertődi Esterházy-kastélyhoz kapcsolódó ingatlan állam részére történő megvásárlásáról
- 1497/2016. (IX. 15.) Korm. határozat A Vecsés város külterületén fekvő földrészletek beruházási célterületté nyilvánításáról
- 1498/2016. (IX. 15.) Korm. határozat Az ENSZ Közgyűlésének 71. ülésszakán való magyar részvételről
- 1499/2016. (IX. 16.) Korm. határozat Varga Imre szobrászművész életművének elhelyezéséhez szükséges intézkedésekről
- 1500/2016. (IX. 16.) Korm. határozat a 2014-2020 közötti időszakban hatályos regionális támogatási térkép módosításáról
- 1501/2016. (IX. 19.) Korm. határozat A helyi gazdaságfejlesztést segítő önkormányzati beruházás forrásigényének biztosításáról
- 1502/2016. (IX. 21.) Korm. határozat A 2024. évi XXXIII. nyári Olimpiai Játékok és a XVII. nyári Paralimpiai Játékok Budapesten történő megrendezésével összefüggő pályázati garanciákról
- 1503/2016. (IX. 21.) Korm. határozat A Nemzeti Önkéntes Tanácsról
- 1504/2016. (IX. 21.) Korm. határozat A Paksi Atomerőmű teljesítményének fenntartásáért felelős kormánybiztos kinevezéséről és feladatairól
- 1505/2016. (IX. 21. Korm. határozat Magyarország rövid- és középtávú közútfejlesztéseinek 2022-ig történő megvalósításához szükséges feltételek biztosításáról
- 1506/2016. (IX. 21.) Korm. határozat Az autóbusszal személyszállítási közszolgáltatásokat végző társaságok számára történő forrás biztosításáról
- 1507/2016. (IX. 21.) Korm. határozat A Normafa Park történelmi sportterület megvalósításához szükséges intézkedésekről
- 1508/2016. (IX. 21.) Korm. határozat A Magyarország és az Osztrák Köztársaság között a Magyar Köztársaság és az Osztrák Köztársaság között a határokat átlépő bűnözés megelőzése és leküzdése érdekében folytatandó együttműködésről szóló, Heiligenbrunnban, 2004. június 6-án aláírt Szerződés módosításáról szóló Jegyzőkönyv szövegének végleges megállapítására adott felhatalmazásról
- 1509/2016. (IX. 22.) Korm. határozat Az ENSZ Éghajlatváltozási Keretegyezményben Részes Felek Konferenciájának ülésszakain való magyar részvételről
- 1510/2016. (IX. 22.) Korm. határozat Az ózonréteget lebontó anyagokról szóló Montreali Jegyzőkönyv részes országai Konferenciájának ülésein való magyar részvételről
- 1511/2016. (IX. 22.) Korm. határozat Az Egyetemes Postaegyesület (Universal Postal Union) Kongresszusain való magyar részvételről
- 1512/2016. (IX. 22.) Korm. határozat Az Egyetemes Postaegyesület (Universal Postal Union) 26. Kongresszusára kialakított tárgyalási álláspontról
- 1513/2016. (IX. 22.) Korm. határozat Az üldözött keresztények segítéséért felelős helyettes államtitkár feladatellátásához szükséges intézkedésekről
- 1514/2016. (IX. 22.) Korm. határozat A rendkívüli kormányzati intézkedésekre szolgáló tartalékból történő előirányzat-átcsoportosításról és egyes Korm. határozatok módosításáról
- 1515/2016. (IX. 22.) Korm. határozat A Hatvani Ipari Park és a Pátyi Ipari Park megvalósításával kapcsolatos intézkedésekről
- 1516/2016. (IX. 22.) Korm. határozat A Hatvan város külterületén fekvő egyes földrészletek beruházási célterületté nyilvánításáról
- 1517/2016. (IX. 23.) Korm. határozat A Pest megye Területfejlesztési Koncepciója 2014–2030 és Pest megye Területfejlesztési Programja 2014–2020 megvalósításához nyújtandó célzott pénzügyi támogatás felhasználásának feltételrendszeréről
- 1519/2016. (IX. 27.) Korm. határozat A „Szolgáltatási szerződés ’MFB Pont’ elnevezésű értékesítési pontok kialakítására és üzemeltetésére, továbbá kiemelt közvetítői és pénzügyi közvetítői szolgáltatások nyújtására” tárgyú közbeszerzési eljárás részvételi felhívása és az ahhoz kapcsolódó kiegészítő irat jóváhagyásáról
- 1520/2016. (IX. 27.) Korm. határozat „A Római Birodalom határai – A dunai limes magyarországi szakasza” világörökségi várományos helyszín Világörökség Jegyzékbe jelöléséről
- 1521/2016. (IX. 27.) Korm. határozat A Recirquel Újcirkusz Társulat működésének, szakmai programjainak és külföldi szerepléseinek támogatásáról
- 1522/2016. (IX. 27.) Korm. határozat Az Európai Emlékezet és Lelkiismeret Platformja kutatómunkájának támogatására vonatkozó kormányzati intézkedésekről
- 1523/2016. (IX. 27.) Korm. határozat A Környezeti és Energiahatékonysági Operatív Program éves fejlesztési keretének megállapításáról szóló 1084/2016. (II. 29.) Korm. határozat módosításáról
- 1524/2016. (IX. 27.) Korm. határozat Magyarország és a Thaiföldi Királyság között létrejött kiadatási egyezmény szövegének végleges megállapítására adott felhatalmazásról
- 1525/2016. (IX. 29.) Korm. határozat Az Afganisztánt segítő nemzetközi donorkonferencián (Brüsszel, 2016. október 5.) történő Magyarország általi felajánlásról
- 1526/2016. (IX. 29.) Korm. határozat A horgászati célú Nemzeti Halgazdálkodási és Horgászati Stratégiáról és az Országos Horgászati Hálózati Programról
- 1527/2016. (IX. 29.) Korm. határozat A Testnevelési Egyetem új kampusza, valamint a hozzá kapcsolódó sportlétesítmények, szálláshelyek és szolgáltató egységek megépítésének érdekében szükséges források biztosításáról
- 1528/2016. (IX. 29.) Korm. határozat Az egyes állami vagyontárgyak ingyenes önkormányzati tulajdonba adásáról szóló 1762/2013. (X. 25.) Korm. határozat módosításáról
- 1529/2016. (IX. 29.) Korm. határozat a Modern Városok Program keretében a Csiky Gergely Színház felújítása érdekében támogatás biztosításáról

##### Október (1530−1597)
- 1530/2016. (X. 4.) Korm. határozat A Magyarországi Református Egyház és a Kormány közötti együttműködés megújításával összefüggő feladatokról
- 1531/2016. (X. 11.) Korm. határozat A Nemzeti Ménesbirtok és Tangazdaságról szóló 2016. évi XCI. törvény végrehajtásához kapcsolódó egyes intézkedésekről
- 1532/2016. (X. 13.) Korm. határozat Az Emberi Jogok Európai Bírósága magyar bírójelöltjeiről szóló kormányhatározat visszavonásáról
- 1533/2016. (X. 13.) Korm. határozat A 2017. évi World Export Development Forum budapesti megrendezéséhez kapcsolódó feladatokról
- 1534/2016. (X. 13.) Korm. határozat A „Nemzeti Népegészségügyi Stratégia 2017–2026” kidolgozásához és végrehajtásához szükséges intézkedésekről
- 1535/2016. (X. 13.) Korm. határozat A Nemzeti Ifjúsági Stratégia 2016–2017. évekre vonatkozó cselekvési tervéről
- 1536/2016. (X. 13.) Korm. határozat A köznevelési, a szakképzési, a felsőoktatási és a felnőttképzési rendszer digitális átalakításáról és Magyarország Digitális Oktatási Stratégiájáról
- 1537/2016. (X. 13.) Korm. határozat A 2016–2030 közötti időszakra szóló Nemzeti Erdőstratégiáról
- 1538/2016. (X. 13.) Korm. határozat A Nemzeti Versenyképességi Tanács létrehozásáról
- 1539/2016. (X. 13.) Korm. határozat A Budapestet bemutató és népszerűsítő nemzetközi városmarketing kampány lefolytatásával kapcsolatos egyes intézkedésekről
- 1540/2016. (X. 13.) Korm. határozat Az építésügy területén mutatkozó, műszaki előírások hiányából fakadó nehézségek enyhítéséről
- 1541/2016. (X. 13.) Korm. határozat A rendkívüli migrációs nyomás kezeléséhez szükséges források biztosításáról
- 1542/2016. (X. 13.) Korm. határozat A kormányhivatalok digitalizációs képességeinek biztosítása érdekében szükséges források biztosításáról
- 1543/2016. (X. 13.) Korm. határozat A kormányzati szektorba nem sorolt, 100%-os önkormányzati tulajdonban álló gazdasági társaságok adósságot keletkeztető ügyleteihez történő 2016. augusztusi előzetes kormányzati hozzájárulásról
- 1544/2016. (X. 13.) Korm. határozat A 2015. évi költségvetési maradványok egy részének felhasználásáról
- 1545/2016. (X. 13.) Korm. határozat Az önkormányzatok adósságot keletkeztető, valamint kezesség-, illetve garanciavállalásra vonatkozó ügyleteihez történő 2016. júliusi és augusztusi előzetes kormányzati hozzájárulásról
- 1546/2016. (X. 13.) Korm. határozat A rendkívüli kormányzati intézkedésekre szolgáló tartalékból történő előirányzat-átcsoportosításról
- 1547/2016. (X. 13.) Korm. határozat A Magyarország 2016. évi központi költségvetéséről szóló 2015. évi C. törvény alapján a XX. Emberi Erőforrások Minisztériuma fejezet 20. Fejezeti kezelésű előirányzatok cím, 2. Normatív finanszírozás alcím, 4. Hit- és erkölcstan oktatás és tankönyvtámogatás jogcímcsoport előirányzat túllépésének jóváhagyásáról
- 1548/2016. (X. 13.) Korm. határozat A tájegységi fővadászok munkavégzéséhez szükséges tárgyi eszközök beszerzéséről
- 1549/2016. (X. 13.) Korm. határozat A Millenáris Parkban szükségessé vált felújítási munkálatok finanszírozásáról, illetve a Nemzeti Táncszínház új játszóhelyének megvalósításáról
- 1550/2016. (X. 13.) Korm. határozat A VERITAS Történetkutató Intézet többletfeladatainak meghatározásáról és a szükséges források biztosításáról
- 1551/2016. (X. 13.) Korm. határozat A Magyarországon fellelhető I. világháborús hadisírok rendbehozatalához szükséges költségvetési eszközök biztosításáról
- 1552/2016. (X. 13.) Korm. határozat A Lakitelek Népfőiskola működési költségeinek biztosításáról
- 1553/2016. (X. 13.) Korm. határozat' A balmazújvárosi sportcélú beruházásokkal és sportturizmus fejlesztésével összefüggő intézkedésekről
- 1554/2016. (X. 13.) Korm. határozat Az egri vár Modern Városok Program keretében történő fejlesztésével kapcsolatos intézkedésekről
- 1555/2016. (X. 13.) Korm. határozat Göd város infrastrukturális fejlesztéséről
- 1556/2016. (X. 13.) Korm. határozat Járdánháza Község Önkormányzata vis maior pályázatának támogatásáról
- 1557/2016. (X. 13.) Korm. határozat Komádi Város infrastruktúra fejlesztése érdekében szükséges források biztosításáról
- 1558/2016. (X. 13.) Korm. határozat A Szociális Családiház-építési Programról szóló 1279/2011. (VIII. 10.) Korm. határozat hatályon kívül helyezéséről
- 1559/2016. (X. 13.) Korm. határozat Az Elektronikus Közigazgatás Operatív Program tapasztalatainak érvényesítéséről
- 1560/2016. (X. 13.) Korm. határozat A Környezeti és Energiahatékonysági Operatív Program éves fejlesztési keretének megállapításáról szóló 1084/2016. (II. 29.) Korm. határozat módosításáról
- 1561/2016. (X. 13.) Korm. határozat A Modern Városok Program keretében a Fejér Megyei Szent György Oktató Kórházban új Belgyógyászati tömb kialakításához szükséges források biztosítása érdekében a XI. Miniszterelnökség és a XX. Emberi Erőforrások Minisztériuma költségvetési fejezetek közötti előirányzat-átcsoportosításáról
- 1562/2016. (X. 13.) Korm. határozat A Modern Városok Program keretében tervezett beruházások megvalósítása érdekében a Terület- és Településfejlesztési Operatív Program és a Versenyképes Közép-Magyarországi Operatív Program egyes prioritásai tekintetében többletkötelezettség vállalásáról és annak feltételeiről
- 1563/2016. (X. 13.) Korm. határozat Az IKOP-1.1.0-15-2016-00003 azonosító számú („M30 autópálya Miskolc–Tornyosnémeti közötti szakasz megvalósításának előkészítése” című) projekt támogatásáról
- 1564/2016. (X. 13.) Korm. határozat Az IKOP-2.1.0-15-2016-00003 azonosító számú („GSM-R távközlési hálózat kiépítése – szakaszolt projekt” című) kiemelt projekt összköltségének növeléséről
- 1565/2016. (X. 13.) Korm. határozat Az IKOP-4.1.0-15-2016-00002 azonosító számú („47. sz. főút Hódmezővásárhely elkerülő szakasz megvalósítása” című) egymilliárd forintot meghaladó támogatási igényű projekt összköltségének növeléséről
- 1566/2016. (X. 13.) Korm. határozat Az ózonréteget lebontó anyagokról szóló Montreali Jegyzőkönyv módosítása szövegének végleges megállapítására adott felhatalmazásról
- 1567/2016. (X. 13.) Korm. határozat A Magyarország és az Észt Köztársaság között a minősített adatok cseréjéről és kölcsönös védelméről szóló egyezmény szövegének végleges megállapítására adott felhatalmazásról
- 1568/2016. (X. 13.) Korm. határozat Az Európai Unió és tagállamai, valamint Kanada közötti Stratégiai Partnerségi Megállapodás szövegének végleges megállapításáról
- 1569/2016. (X. 13.) Korm. határozat A Magyarország Kormánya és a Szlovák Köztársaság Kormánya között a közös államhatáron lévő közúti határhidak és határút-szakaszok üzemeltetéséről, fenntartásáról és rekonstrukciójáról szóló Megállapodás szövegének végleges megállapítására adott felhatalmazásról
- 1570/2016. (X. 17.) Korm. határozat Az egyrészről az Európai Unió és tagállamai, másrészről Kanada közötti Átfogó Gazdasági és Kereskedelmi Megállapodás szövegének végleges megállapítására adott felhatalmazásról
- 1571/2016. (X. 17.) Korm. határozat Az egyrészről az Európai Unió és tagállamai, másrészről Kanada közötti Átfogó Gazdasági és Kereskedelmi Megállapodás (Comprehensive Economic and Trade Agreement – CETA) szövegének végleges megállapításáról, megkötéséről és ideiglenes alkalmazásáról szóló tanácsi határozatokkal kapcsolatban követendő álláspontról
- 1572/2016. (X. 19.) Korm. határozat A jogszabállyal vagy közjogi szervezetszabályozó eszközzel létrehozott testületek felülvizsgálatáról szóló 1158/2011. (V. 23.) Korm. határozat módosításáról
- 1573/2016. (X. 19.) Korm. határozat A Magyarország 2016. évi központi költségvetéséről szóló 2015. évi C. törvény alapján a XX. Emberi Erőforrások Minisztériuma fejezet 20. Fejezeti kezelésű előirányzatok cím, 2. Normatív finanszírozás alcím, 3. Köznevelési célú humánszolgáltatás és működési támogatás jogcímcsoport előirányzat túllépésének jóváhagyásáról
- 1574/2016. (X. 19.) Korm. határozat A Gazdaságfejlesztési és Innovációs Operatív Program éves fejlesztési keretének megállapításáról szóló 1006/2016 (I. 18.) Korm. határozat módosításáról
- 1575/2016. (X. 19.) Korm. határozat A "GSM-R rendszer kiépítésének 2. üteme a magyar vasúti vonalak mellett" című projekt az elérhető legnagyobb uniós támogatás lehívásával történő komplex megvalósításának jóváhagyásáról
- 1576/2016. (X. 19.) Korm. határozat Az IKOP-2.1.0-15-2016-00001 azonosító számú ("GYSEV központi forgalomirányítás kiépítése – szakaszolt projekt" című) kiemelt projekt műszaki tartalmának módosításáról és támogatásának növeléséről
- 1577/2016. (X. 19.) Korm. határozat Egyes, a GINOP-2.3.4-15 azonosító jelű ("Felsőoktatási és Ipari Együttműködési Központ – kutatási infrastruktúra fejlesztése" című) pályázati felhívás első körös értékelési szakaszára beérkezett, egymilliárd forintot meghaladó támogatási igényű projektjavaslatok támogatásához való hozzájárulásról
- 1578/2016. (X. 21.) Korm. határozat A 2017. évben kedvezményes villamos energia felhasználásra jogosult költségvetési intézmények kijelöléséről
- 1579/2016. (X. 24.) Korm. határozat A Földművelésügyi Minisztérium fejezet fejezeti stabilitási tartaléka egy részének felhasználásáról
- 1580/2016. (X. 24.) Korm. határozat A rendkívüli kormányzati intézkedésekre szolgáló tartalékból történő előirányzat-átcsoportosításról
- 1581/2016. (X. 25.) Korm. határozat A munkavédelem nemzeti politikájáról
- 1582/2016. (X. 25.) Korm. határozat Egyes folyamatban lévő kórházi beruházások többlettámogatásának módosításáról
- 1583/2016. (X. 25.) Korm. határozat A 2007–2013 közötti programozási időszakban megvalósított közlekedési infrastruktúra fejlesztésével kapcsolatban felmerült, a műszakilag befejezett projektek zárásához szükséges forrás biztosításáról
- 1584/2016. (X. 25.) Korm. határozat A Terület- és Településfejlesztési Operatív Program keretében az ipari parkok, iparterületek fejlesztése, a zöld város kialakítása, valamint az önkormányzati épületek energetikai korszerűsítése témájú felhívásokra benyújtott, egymilliárd forintot meghaladó támogatási igényű projektjavaslatok támogatásához történő hozzájárulásról
- 1585/2016. (X. 25.) Korm. határozat A Közigazgatás- és Közszolgáltatás-fejlesztés Operatív Program éves fejlesztési keretének megállapításáról szóló 1004/2016. (I. 18.) Korm. határozat módosításáról
- 1586/2016. (X. 27.) Korm. határozat A Zala Megyei Kormányhivatal szervezeti egységei elhelyezésével kapcsolatos intézkedésekről és a szükséges források biztosításáról
- 1587/2016. (X. 27.) Korm. határozat Az Országos Sportegészségügyi Intézettel kapcsolatos további intézkedésekről
- 1588/2016. (X. 27.) Korm. határozat A XLIII. Az állami vagyonnal kapcsolatos bevételek és kiadások fejezet, a XVII. Nemzeti Fejlesztési Minisztérium fejezet és a IX. Helyi önkormányzatok támogatásai fejezet közötti előirányzat-átcsoportosításról
- 1589/2016. (X. 27.) Korm. határozat A Közigazgatási és Igazságügyi Hivatal megszűnésével összefüggésben a Miniszterelnökség, a Belügyminisztérium, Az állami vagyonnal kapcsolatos bevételek és kiadások fejezet és a Nemzetgazdasági Minisztérium fejezetek közötti előirányzat-átcsoportosításról
- 1590/2016. (X. 27.) Korm. határozat A Nemzeti Ménesbirtok és Tangazdaság vagyonkezelői jogának biztosításához szükséges egyes intézkedésekről
- 1591/2016. (X. 27.) Korm. határozat A „Digitális Nemzet Fejlesztési Program” település-központú kísérleti alprogramjának megvalósításához szükséges források biztosításáról szóló 1854/2014. (XII. 30.) Korm. határozat módosításáról
- 1592/2016. (X. 27.) Korm. határozat Az Egészséges Budapest Program Dél-budai Centrumának helyszínéről
- 1593/2016. (X. 28.) Korm. határozat A Cún-Szaporca holtág vízpótlása az Ős-Dráva Program keretében végrehajtott fejlesztés kapcsán szükséges többletforrások biztosítása érdekében a rendkívüli kormányzati intézkedésekre szolgáló tartalékból történő előirányzat-átcsoportosításról
- 1594/2016. (X. 28.) Korm. határozat A rendkívüli kormányzati intézkedésekre szolgáló tartalékból történő előirányzat-átcsoportosításról
- 1595/2016. (X. 28.) Korm. határozat Külföldi fegyveres erőknek a határrendészeti feladatok támogatásában való részvételének engedélyezéséről és az ezzel összefüggésben felmerülő kiadások finanszírozásáról
- 1596/2016. (X. 28.) Korm. határozat A gyógyszertámogatás, a gyógyászati segédeszköz támogatás, valamint az összevont szakellátás 2016. év végi finanszírozásához szükséges intézkedésekről
- 1597/2016. (XI. 3.) Korm. határozat Pécs Megyei Jogú Város Önkormányzata mint a közbeszerzésekről szóló 2015. évi CXLIII. törvény 5. § (1) bekezdés c) pontja szerinti Ajánlatkérő által kezdeményezett, a „Vállalkozási elemekkel vegyes szállítási és lízing szerződés keretében Pécs város közigazgatási területén közvilágítási hálózat aktív elemeinek (világítótestek) korszerűsítése, bővítése” tárgyú közbeszerzési eljárásban a közbeszerzésekről szóló 2015. évi CXLIII. törvény 62. § (1) bekezdés n) pontjában foglaltak alkalmazása alól történő felmentés adásáról

##### November (1598−1699)
- 1598/2016. (XI. 4.) Korm. határozat A Bács-Kiskun Megyei Kormányhivatal Kecskeméti Járási Hivatala vonatkozásában az anya-gyermek részlegre történő elhelyezési eljárások számának felülvizsgálatáról
- 1599/2016. (XI. 8.) Korm. határozat A Széchenyi Tőkealap-kezelő Zrt. kezelésébe tartozó, egyes kiemelt gazdaságfejlesztési, iparpolitikai és versenyképességi célokat szolgáló tőkealapok létrehozásáról
- 1600/2016. (XI. 8.) Korm. határozat A Visegrádi Együttműködés keretében létrehozandó közös televíziócsatornáról
- 1601/2016. (XI. 8.) Korm. határozat A népi műemlékek és a műemléki értéket képviselő vidéki épített örökség megóvása, megőrzése, fenntartása érdekében a Népi Építészeti Program létrehozásáról
- 1602/2016. (XI. 8.) Korm. határozat Az Alkotmányvédelmi Hivatal, a Terrorelhárítási Információs és Bűnügyi Elemző Központ, valamint a kormányzati adatközpont egységes elhelyezését biztosító ingatlan állami tulajdonba kerüléséhez szükséges intézkedésekről
- 1603/2016. (XI. 8.) Korm. határozat A Demokrácia Központ Közalapítvány Alapító Okiratának módosításáról és a Külügyi és Külgazdasági Intézet vagyonkezelésében lévő vagyon további hasznosításával kapcsolatos kérdésekről
- 1604/2016. (XI. 8.) Korm. határozat A nyílt forráskódú szoftverek közszférában történő elterjesztéséről, valamint a nyílt szabványokra épülő, illetve nyílt forráskódú szoftverek közszférában történő elterjesztéséhez szükséges intézkedésekről szóló 1236/2016. (V. 13.) Korm. határozat végrehajtásából adódó egyes feladatokról
- 1605/2016. (XI. 8.) Korm. határozat Az Országos Széchényi Könyvtár informatikai fejlesztéséhez szükséges források biztosításáról
- 1606/2016. (XI. 8.) Korm. határozat Az európai uniós programok likviditási hiányának kezeléséről
- 1607/2016. (XI. 8.) Korm. határozat Az IMIR 2014–2020 informatikai rendszer finanszírozásához szükséges intézkedésekről és a 2015. évi költségvetési maradványok egy részének felhasználásáról
- 1608/2016. (XI. 8.) Korm. határozat Az Emberi Erőforrás Fejlesztési Operatív Program éves fejlesztési keretének megállapításáról szóló 1037/2016. (II. 9.) Korm. határozat módosításáról
- 1609/2016. (XI. 8.) Korm. határozat Az EFOP-4.1.1-15 azonosító számú („Egyes egyházi oktatási infrastrukturális fejlesztések” című) felhívásra benyújtott, egymilliárd forintot meghaladó támogatási igényű projektjavaslatok támogatásához történő hozzájárulásról
- 1610/2016. (XI. 8.) Korm. határozat A Környezeti és Energiahatékonysági Operatív Program 2. prioritása keretében megvalósuló további ivóvízminőség-javító és szennyvízkezelési projektek támogatásának növeléséről
- 1611/2016. (XI. 8.) Korm. határozat	 A KEHOP-1.3.0-15-2016-00003 azonosító számú („Marótvölgyi belvízöblözet rendezése” című) és a KEHOP-1.4.0-15-2015-00010 azonosító számú („Árvízvédelmi védvonalak mértékadó árvízszintre történő kiépítése, védvonalak terhelésének csökkentése a Közép-Tiszán az Észak-magyarországi Vízügyi Igazgatóság működési területén” című) projektek támogatásának növeléséről
- 1612/2016. (XI. 8.) Korm. határozat A Terület- és Településfejlesztési Operatív Program keretében megvalósuló integrált területi programok jóváhagyásáról
- 1613/2016. (XI. 8.) Korm. határozat Egyes, a Terület- és Településfejlesztési Operatív Program keretében megvalósuló, valamint a VEKOP-5.3.1-16 azonosító jelű („Fenntartható közlekedésfejlesztés Budapesten” című) pályázati felhívásra beérkezett, egymilliárd forintot meghaladó támogatási igényű projektjavaslatok támogatásához való hozzájárulásról
- 1614/2016. (XI. 8.) Korm. határozat A Szabolcs-Szatmár-Bereg Megyei Kórházak és Egyetemi Oktatókórház, valamint a Felső-Szabolcsi Kórház által megkezdett fejlesztések lezárásához szükséges források biztosításáról
- 1615/2016. (XI. 8.) Korm. határozat A MAHART–PassNave Személyhajózási Korlátolt Felelősségű Társaság és konzorciumi partnere által gazdaságfejlesztést célzó projekt megvalósítására irányuló felhívásra benyújtott GINOP-2.1.1-15-2015-00633 azonosító számú („Új kenéstechnikai rendszer kidolgozása a belvízi közlekedés számára, különös tekintettel a környezeti terhelések, a műszaki biztonság és a gazdaságosság javítása céljából” című) projektjavaslat tekintetében történő hozzájárulásról
- 1616/2016. (XI. 8.) Korm. határozat A MECSEKÉRC Környezetvédelmi Zártkörűen Működő Részvénytársaság és konzorciumi partnerei által gazdaságfejlesztést célzó projekt megvalósítására irányuló felhívásra benyújtott GINOP-2.1.1-15-2015-00616 azonosító számú („Energetikai célú földtani kutatási projektek rendszerbizonytalanságának csökkentése a Mecsek-hegység déli előtere földtani modelljének validálása példáján” című) projektjavaslat tekintetében történő hozzájárulásról
- 1617/2016. (XI. 8.) Korm. határozat A „»Kreatív város – fenntartható vidék« – a Nyugat-Pannon régióban új regionális fejlesztési koncepció megvalósításáról” című nemzeti programmal összefüggő feladatokról és azok finanszírozásáról szóló 1337/2016. (VII. 4.) Korm. határozat módosításáról
- 1618/2016. (XI. 8.) Korm. határozat A Paksi Atomerőmű teljesítményének fenntartásáért felelős kormánybiztos kinevezéséről és feladatairól
- 1619/2016. (XI. 10.) Korm. határozat Az Esztergom–Budapesti Főegyházmegye egyes fejlesztéseinek a 2020. évi budapesti Eucharisztikus Világkongresszussal összefüggő támogatásáról
- 1620/2016. (XI. 11.) Korm. határozat A Belügyminisztérium budai Várnegyedben történő elhelyezéséhez kapcsolódó további intézkedésekről, valamint az elhelyezéssel összefüggő források biztosításáról
- 1621/2016. (XI. 11.) Korm. határozat A rendkívüli kormányzati intézkedésekre szolgáló tartalékból történő előirányzat-átcsoportosításról, a 2015. évi költségvetési maradványok felhasználásáról és egyes fejezetek közötti és fejezeten belüli előirányzat-átcsoportosításról, valamint egyes Korm. határozatok módosításáról
- 1622/2016. (XI. 17.) Korm. határozat Az Emberi Jogok Európai Bírósága magyar bírójelöltjeiről és kiválasztási rendjéről
- 1623/2016. (XI. 17.) Korm. határozat Az egységes új szakértői intézet létrehozásával kapcsolatos intézkedésekről
- 1624/2016. (XI. 17.) Korm. határozat A 2017-ben államtudományi és közigazgatási, rendészeti, katonai, nemzetbiztonsági, valamint nemzetközi és európai közszolgálati felsőoktatásban felvehető, államilag támogatott és önköltséges hallgatói létszámkeretről
- 1625/2016. (XI. 17.) Korm. határozat A Budapest környéki elővárosi közlekedés aktuális kérdéseiről
- 1626/2016. (XI. 17.) Korm. határozat Magyarország Európai Unió melletti Állandó Képviseletén új belügyi szakdiplomata álláshely létesítéséről
- 1627/2016. (XI. 17.) Korm. határozat Magyarország Európai Unió melletti Állandó Képviseletén új diplomata álláshely létesítéséről
- 1628/2016. (XI. 17.) Korm. határozat A Budapest–Belgrád vasútvonal újjáépítési beruházás magyarországi szakaszának megvalósítása érdekében szükséges további intézkedésekről
- 1629/2016. (XI. 17.) Korm. határozat A szövetkezeti hitelintézeti integráció hosszú távú, stabil működést megalapozó fejlődési irányáról és az annak megvalósításához szükséges intézkedésekről
- 1630/2016. (XI. 17.) Korm. határozat Az elektronikus fizetési módok elterjedése érdekében javasolt lépésekről
- 1631/2016. (XI. 17.) Korm. határozat A XX. századi diktatúrák áldozatainak járó kárpótlási célú nyugdíj-kiegészítéseket és juttatásokat szabályozó jogszabályok alapján járó juttatások emeléséről
- 1632/2016. (XI. 17.) Korm. határozat A 2024. évi XXXIII. nyári Olimpiai Játékok, valamint a XVII. nyári Paralimpiai Játékok Budapesten történő megrendezése érdekében benyújtandó pályázattal összefüggő egyes hazai rendezésű sportesemények előkészületeinek előrehaladásáról
- 1633/2016. (XI. 17.) Korm. határozat Egyes állami tulajdonú ingóságoknak a Macedón Köztársaság Kormányának történő ingyenes átruházásáról
- 1634/2016. (XI. 17.) Korm. határozat Az egységes, nemzeti közösségi kerékpáros keretrendszer létrehozásáról
- 1635/2016. (XI. 17.) Korm. határozat A kiemelt kerékpáros útvonalak fejlesztésének finanszírozásáról
- 1636/2016. (XI. 17.) Korm. határozat A központi költségvetés címrendjének a kormányzati szerkezetátalakítással összefüggő módosításáról
- 1637/2016. (XI. 17.) Korm. határozat A Szellemi Tulajdon Nemzeti Hivatala címrendi besorolásának megváltoztatásáról
- 1638/2016. (XI. 17.) Korm. határozat A kiemelt projektjavaslatok versenyeztetése mellőzésének indokolásáról
- 1639/2016. (XI. 17.) Korm. határozat A Honvédelmi Minisztérium vagyonkezelésében lévő Zrínyi Miklós laktanya fejlesztési feladatainak megvalósításáról
- 1640/2016. (XI. 17.) Korm. határozat A Budai Várban a Budapest I. kerület Budavári Önkormányzat által tett, forgalomirányítással kapcsolatos intézkedésekhez történő kormányzati hozzájárulásról, illetve egyéb, nagy társadalmi jelentőségű fejlesztések támogatásáról szóló 1417/2016. (VII. 29.) Korm. határozat módosításáról
- 1641/2016. (XI. 17.) Korm. határozat A kárpátaljai magyar színészek, médiamunkatársak, közművelődési és könyvtári dolgozók támogatásáról és az önkormányzati dolgozók szakmai fejlődésének elősegítéséről
- 1642/2016. (XI. 17.) Korm. határozat Magyar Házak kárpátaljai kialakításáról
- 1643/2016. (XI. 17.) Korm. határozat A KEHOP-1.3.0-15-2015-00004 azonosító számú („Tájgazdálkodási infrastruktúra fejlesztése a Beregben és benne a Beregi árvízszint-csökkentő tározó területén” című) projekt támogatásának növeléséről
- 1644/2016. (XI. 17.) Korm. határozat A „Komplex Tisza-tó projekt” című projekt KEHOP-1.3.1-15-2015-00001 azonosító számú szakasza támogatásának növeléséről
- 1645/2016. (XI. 17.) Korm. határozat A Nemzeti Kutatási, Fejlesztési és Innovációs Alap forrásaiból történő finanszírozás biztosítása érdekében meghirdetett NVKP_16 kódszámú („Nemzeti Versenyképességi és Kiválósági Program” című) pályázati felhívásra benyújtott, egymilliárd forintot meghaladó támogatási igényű projektjavaslatok támogatásának jóváhagyásáról
- 1646/2016. (XI. 17.) Korm. határozat A „Nukleáris létesítmények építési és üzemeltetési biztonságának javítását célzó anyagok, szerkezeti elemek, technológiák és eljárások életciklus-elemzés (LCA) alapú kutatás-fejlesztése az iparág hazai kulcsszereplőinek együttműködésében” című támogatási kérelem benyújtásával kapcsolatos hozzájárulásról
- 1647/2016. (XI. 17.) Korm. határozat A Modern Városok Program keretében megvalósuló egyes fejlesztésekkel kapcsolatos intézkedésekről, valamint a Modern Városok Program keretében Magyarország Kormánya és a megyei jogú városok önkormányzatai között első ütemben kötött együttműködési megállapodásokkal összefüggő intézkedésekről szóló 1038/2016. (II. 10.) Korm. határozat módosításáról
- 1648/2016. (XI. 17.) Korm. határozat A térítésmentes mezőgazdasági vízszolgáltatás biztosítása érdekében szükséges forrás biztosításáról, valamint a vízügyi igazgatási szervek 2016. április 1. és augusztus 31. közötti időszakban jogszabályi kötelezettség alapján végzett árvíz, belvíz, és helyi vízkár elleni, valamint vízminőség védekezési tevékenységének finanszírozásáról, továbbá a vízgazdálkodási társulatok 2013. évi vízkár-elhárítási védekezési költségeinek megtérítéséről
- 1649/2016. (XI. 17.) Korm. határozat Vízügyi tervező gazdasági társaság üzletrészének megszerzéséhez szükséges többletforrás biztosításáról
- 1650/2016. (XI. 17.) Korm. határozat A Koszovói Köztársaság részére történő kötött segélyhitel felajánlásáról
- 1651/2016. (XI. 17.) Korm. határozat Az Ukrajna számára nyújtandó kötött segélyhitel felajánlásáról
- 1652/2016. (XI. 17.) Korm. határozat A Vietnami Szocialista Köztársaság részére történő kötött segélyhitel felajánlásáról
- 1653/2016. (XI. 17.) Korm. határozat A Szentkirályszabadja működőképességének megőrzése érdekében szükséges források biztosításáról
- 1654/2016. (XI. 17.) Korm. határozat A thyssenkrupp Presta Hungary Korlátolt Felelősségű Társaság magyarországi nagybefektetővel való stratégiai együttműködési megállapodás megkötéséről
- 1655/2016. (XI. 17.) Korm. határozat A vajdasági magyar közösségek terület- és gazdasági fejlesztési stratégiája végrehajtásához szükséges intézkedésekről
- 1656/2016. (XI. 17.) Korm. határozat A vajdasági Magyar Ház és Pannon Médiaház beruházások megvalósításához szükséges forrás biztosításáról
- 1657/2016. (XI. 17.) Korm. határozat A HUNGARORING Sport Zártkörűen Működő Részvénytársaság tőkeemeléséhez szükséges előirányzat-átcsoportosításról
- 1658/2016. (XI. 17.) Korm. határozat A Vöröskereszt és Vörös Félhold Társaságok Nemzetközi Szövetsége (IFRC) Budapesti Regionális Hivatalának és Globális Szolgáltató Központjának lehetséges elhelyezéséről
- 1659/2016. (XI. 17.) Korm. határozat A Magyarország Kormánya és a Vöröskereszt és Vörös Félhold Társaságok Nemzetközi Szövetsége (IFRC) között a Nemzetközi Szövetség Budapesti Regionális Hivatalának és Globális Szolgáltató Központjának jogállásáról szóló megállapodás szövegének végleges megállapításáról
- 1660/2016. (XI. 18.) Korm. határozat A szakmai képesítések elismeréséről szóló 2005/36/EK irányelv módosított 59. cikkének végrehajtása keretében teljesítendő,

a szabályozott szakmákra vonatkozó nemzeti szabályozások felülvizsgálata eredményeképpen összeállított Nemzeti Cselekvési Tervről 
- 1661/2016. (XI. 18.) Korm. határozat Az Egészségügyi Világszervezet főigazgatói posztjának betöltésére irányuló magyar pályázattal kapcsolatos költségek fedezetének biztosításáról és a pályázat népszerűsítéséhez kapcsolódó szakmai, technikai feladatok elvégzéséről
- 1662/2016. (XI. 18.) Korm. határozat A 2017. évben megrendezendő nemzetközi családügyi konferenciával kapcsolatos kormányzati támogatásról
- 1663/2016. (XI. 18.) Korm. határozat Az önkormányzatok adósságot keletkeztető, valamint kezesség-, illetve garanciavállalásra vonatkozó ügyleteihez történő 2016. szeptemberi előzetes kormányzati hozzájárulásról
- 1664/2016. (XI. 18.) Korm. határozat A kormányzati szektorba nem sorolt, 100%-os önkormányzati tulajdonban álló gazdasági társaságok adósságot keletkeztető

ügyleteihez történő 2016. szeptemberi előzetes kormányzati hozzájárulásról 
- 1665/2016. (XI. 18.) Korm. határozat Az Esterházy család hercegi ágának tulajdonából elszármazott műtárgyak megvásárlásához szükséges források biztosításáról
- 1666/2016. (XI. 18.) Korm. határozat A Magyarország Kormánya és a Costa Rica-i Köztársaság Kormánya közötti oktatási és tudományos együttműködési egyezmény szövegének végleges megállapítására adott felhatalmazásról
- 1667/2016. (XI. 18.) Korm. határozat A Magyarország Kormánya és a Szerb Köztársaság Kormánya között a tiszai hajózásról szóló egyezmény szövegének végleges megállapítására adott felhatalmazásról
- 1668/2016. (XI. 23.) Korm. határozat Egyes fejezetek közötti előirányzat átcsoportosításról
- 1669/2016. (XI. 23.) Korm. határozat A 2015. évi költségvetési maradványok felhasználásáról
- 1670/2016. (XI. 25.) Korm. határozat a kárpátaljai gyermekek immunizációs programjáról 2017-2021
- 1671/2016. (XI. 28.) Korm. határozat A 2019. évi FIE Felnőtt Olimpiai Kvalifikációs Vívó Világbajnokság megrendezéséhez szükséges kormányzati intézkedésekről
- 1672/2016. (XI. 28.) Korm. határozat A XI. Miniszterelnökség fejezet költségvetési címrendjének módosításáról, valamint a Mezőhegyesi Ménesbirtok Zrt. részére nyújtandó tőkeemelés biztosításáról
- 1673/2016. (XI. 29.) Korm. határozat Az új nemzetközi magánjogi törvény koncepciójáról
- 1674/2016. (XI. 29.) Korm. határozat A kerékpárforgalmi létesítmények működtetéséhez kapcsolódó feladatokról
- 1675/2016. (XI. 29.) Korm. határozat A 2020. évi 35. Úszó-, Nyíltvízi-, Műugró-, Műúszó- és Óriástoronyugró Európa-bajnokság, valamint a 2020. évi Vízilabda Európa-bajnokság megrendezéséhez szükséges megállapodásban rögzített kormányzati garanciavállalás tartalmáról
- 1676/2016. (XI. 29.) Korm. határozat Egyes nemzetközi tenisztornák 2017. évi magyarországi rendezésének támogatásával kapcsolatos intézkedésekről
- 1677/2016. (XI. 29.) Korm. határozat A Honvédelmi Katasztrófavédelmi Rendszer élelmiszerkészletének biztosítása érdekében szükséges közbeszerzési eljárás elrendeléséről
- 1678/2016. (XI. 29.) Korm. határozat A Magyar Export-Import Bank Zrt. tőkehelyzetének javításáról
- 1679/2016. (XI. 29.) Korm. határozat A rendkívüli kormányzati intézkedésekre szolgáló tartalékból történő előirányzat-átcsoportosításról, valamint a fejezeti stabilitási tartalék előirányzatok felhasználásáról
- 1680/2016. (XI. 29.) Korm. határozat A Magyarország 2016. évi központi költségvetéséről szóló 2015. évi C. törvény 1. melléklet XX. Emberi Erőforrások Minisztériuma fejezet, 20. Fejezeti kezelésű előirányzatok cím, 13. alcím, 5. jogcímcsoport, továbbá 54. és 56. alcím tekintetében éven túli kötelezettség vállalásának a 2017. évi eredeti törvényi előirányzatok mértékéig történő engedélyezéséről
- 1681/2016. (XI. 29.) Korm. határozat A XI. Miniszterelnökség fejezet és a XII. Földművelésügyi Minisztérium fejezet közötti előirányzat-átcsoportosításról
- 1682/2016. (XI. 29.) Korm. határozat A XI. Miniszterelnökség és a XV. Nemzetgazdasági Minisztérium költségvetési fejezetek közötti előirányzat-átcsoportosításról
- 1683/2016. (XI. 29.) Korm. határozat A XI. Miniszterelnökség fejezet, a XX. Emberi Erőforrások Minisztériuma fejezet és a XVIII. Külgazdasági és Külügyminisztérium fejezet közötti előirányzat-átcsoportosításokról
- 1684/2016. (XI. 29.) Korm. határozat A rendkívüli kormányzati intézkedésekre szolgáló tartalékból történő előirányzat-átcsoportosításról, az Országvédelmi Alapból történő előirányzat-átcsoportosításról és egyes fejezeti stabilitási tartalék előirányzatok felhasználásáról
- 1685/2016. (XI. 29.) Korm. határozat Az Országos Széchényi Könyvtár és a Pesti Magyar Színház 2016. évi megbízható működéséhez és szakmai feladatellátáshoz szükséges többlettámogatás biztosítása érdekében a rendkívüli kormányzati intézkedésekre szolgáló tartalékból történő előirányzat-átcsoportosításról
- 1686/2016. (XI. 29.) Korm. határozat A Liget Budapest projekt keretében a Vajdahunyad vára műemléki épületrekonstrukciójához szükséges források biztosításáról
- 1687/2016. (XI. 29.) Korm. határozat A Liget Budapest projekt megvalósításához szükséges intézkedésekről szóló 1866/2015. (XII. 2.) Korm. határozat módosításáról
- 1688/2016. (XI. 29.) Korm. határozat A székesfehérvári stadionrekonstrukciós program megvalósításához, valamint a székesfehérvári Sóstó Természetvédelmi Terület és Vidámparki csónakázótó rehabilitációjához szükséges intézkedésekről szóló 1285/2015. (IV. 30.) Korm. határozat módosításáról
- 1689/2016. (XI. 29.) Korm. határozat A debreceni Csokonai Színház Modern Városok Program keretében történő felújításával kapcsolatos intézkedésekről
- 1690/2016. (XI. 29.) Korm. határozat Az ukrajnai Beregszászi Járásban működő II. Rákóczi Ferenc Kárpátaljai Magyar Főiskolán tervezett tanuszoda- és tornaterem-fejlesztés megvalósításához szükséges intézkedésekről
- 1691/2016. (XI. 29.) Korm. határozat Az európai uniós forrásból megvalósítandó kötöttpályás projektekről, a rendelkezésre álló forrásokról és az Integrált Közlekedésfejlesztési Operatív Program éves fejlesztési kerete módosításának előkészítéséről
- 1692/2016. (XI. 29.) Korm. határozat A KEHOP-1.4.0-15-2015-00005 azonosító számú („Árvízvédelmi védvonalak mértékadó árvízszintre történő kiépítése, védvonalak terhelésének csökkentése Felső-Tiszán, Tivadari híd és környezete” című) és a KEHOP-1.4.0-15-2015-00006 azonosító számú („Árvízvédelmi védvonalak mértékadó árvízszintre történő kiépítése, védvonalak terhelésének csökkentése a Felső-Tiszán, a Tivadari híd feletti szakaszon” című) projektek támogatásának növeléséről
- 1693/2016. (XI. 29.) Korm. határozat A Terület- és Településfejlesztési Operatív Program keretében benyújtott, ipari parkok, iparterületek fejlesztésére, turizmusfejlesztésre, közlekedésfejlesztésre, városfejlesztésre, az önkormányzatok által vezérelt helyi közcélú energiaellátás megvalósítására és megújuló energiaforrások felhasználására irányuló, egymilliárd forintot meghaladó támogatási igényű projektjavaslatok támogatásához történő hozzájárulásról
- 1694/2016. (XI. 29.) Korm. határozat A Terület- és Településfejlesztési Operatív Program éves fejlesztési keretének megállapításáról szóló 1005/2016. (I. 18.) Korm. határozat módosításáról
- 1695/2016. (XI. 29.) Korm. határozat A „Kelenföld–Pusztaszabolcs vasútvonal átépítése I. ütem (Kelenföld–Százhalombatta korszerűsítése és ETCS2 vonatbefolyásoló rendszer kiépítése)” című projekt költségnövekményének jóváhagyásáról
- 1696/2016. (XI. 29.) Korm. határozat A 2004/HU/16/C/PT/001 azonosító számú („Budapest–Cegléd–Szolnok–Lőkösháza vasútvonal rehabilitációja II. ütem 2. fázis” című) és a 2000/HU/16/P/PT/003 azonosító számú („Zalalövő–Zalaegerszeg–Boba vasútvonal rehabilitációs munkái” című) Kohéziós Alap projektek forrásszerkezetének módosításáról
- 1697/2016. (XI. 29.) Korm. határozat A GINOP-2.3.4-15-2016-00003 azonosító számú („Felsőoktatási és Ipari Együttműködési Központ a Széchenyi István Egyetemen” című) egymilliárd forintot meghaladó támogatási igényű projektjavaslat támogatásához való hozzájárulásról
- 1698/2016. (XI. 30.) Korm. határozat a Mezőhegyesi Ménesbirtok Zrt. részére nyújtandó tőkeemelés biztosításáról
- 1699/2016. (XI. 30.) Korm. határozat a rendkívüli kormányzati intézkedésekre szolgáló tartalékból történő előirányzat-átcsoportosításról

##### December (1700−1889)
- 1700/2016. (XII. 2.) Korm. határozat A központi hivatalok felülvizsgálatával és a járási (fővárosi kerületi) hivatalok megerősítésével összefüggő egyes kormányhatározatok módosításáról
- 1701/2016. (XII. 2.) Korm. határozat az Egészségbiztosítási Alap Gyógyító-megelőző ellátás jogcímcsoport Célelőirányzatok és Összevont szakellátás jogcíme 2016. évi előirányzatának megemeléséről
- 1702/2016. (XII. 2.) Korm. határozat Az Ős-Dráva Program nemzeti térségfejlesztési célkitűzéseit biztosító komplex hasznosítású főművi vízellátó rendszer  megvalósításához szükséges többletforrás biztosításáról
- 1703/2016. (XII. 5.) Korm. határozat Az Azerbajdzsánnal megvalósuló kulturális együttműködésről
- 1704/2016. (XII. 5.) Korm. határozat Az Alaptörvény értékeinek az államigazgatás személyzeti politikájában történő megjelenítéséről
- 1705/2016. (XII. 5.) Korm. határozat Az egész életen át tartó tanulásra vonatkozó szakpolitika keretstratégiájának 2014–2020 évekre vonatkozó cselekvési tervéről
- 1706/2016. (XII. 5.) Korm. határozat Az Elektronikus Közúti Áruforgalom Ellenőrző Rendszer szükséges továbbfejlesztéséhez és külső üzemeltetés támogatásának biztosításához kapcsolódó feladatok meghatározásáról
- 1707/2016. (XII. 5.) Korm. határozat Az Akkreditálási Tanácsról szóló 1956/2015. (XII. 23.) Korm. határozat módosításáról
- 1708/2016. (XII. 5.) Korm. határozat A határon túli magyar településeken felállított első világháborús emlékművek felújításáról
- 1709/2016. (XII. 5.) Korm. határozat A Modern Városok Program keretében a kaposvári Csiky Gergely Színház felújítása érdekében támogatás biztosításáról szóló 1529/2016. (IX. 29.) Korm. határozat módosításáról
- 1710/2016. (XII. 5.) Korm. határozat A Makovecz Imre életművének gondozásával összefüggő egyes kormányhatározatok módosításáról
- 1711/2016. (XII. 5.) Korm. határozat A zalaegerszegi Göcseji Falumúzeum fejlesztéséhez szükséges forrás biztosításáról
- 1712/2016. (XII. 5.) Korm. határozat A Budapest Liszt Ferenc nemzetközi repülőtér kötöttpályás kiszolgálásának további előkészítéséről
- 1713/2016. (XII. 5.) Korm. határozat A HungaroControl Magyar Légiforgalmi Szolgálat Zártkörűen Működő Részvénytársaságnak repülőtéri légiforgalmi irányítási szolgáltatásra való felkészülés céljából nyújtott támogatásról
- 1714/2016. (XII. 5.) Korm. határozat A rendkívüli migrációs nyomás kezeléséhez szükséges források biztosításáról
- 1715/2016. (XII. 5.) Korm. határozat Egyes kulcsfontosságú budapesti közlekedési beruházások előkészítésének forrásigényéről szóló 1372/2016. (VII. 20.) Korm. határozat módosításáról
- 1716/2016. (XII. 5.) Korm. határozat A XI. Miniszterelnökség és a XX. Emberi Erőforrások Minisztériuma költségvetési fejezetek közötti előirányzat-átcsoportosításról
- 1717/2016. (XII. 5.) Korm. határozat a Környezeti és Energiahatékonysági Operatív Program éves fejlesztési keretének meg-állapításáról szóló 1084/2016. (II. 29.) Korm. határozat módosításáról
- 1718/2016. (XII. 5.) Korm. határozat a Rászoruló Személyeket Támogató Operatív Program éves fejlesztési keretének megállapításáról szóló 1347/2016. (VII. 6.) Korm. határozat módosításáról
- 1719/2016. (XII. 6.) Korm. határozat Magyarország kilépéséről a Nyílt Kormányzati Együttműködés (Open Government Partnership) elnevezésű nemzetközi kezdeményezésből
- 1720/2016. (XII. 6.) Korm. határozat A Miniszterelnökség fejezeten belüli közfeladat ellátáshoz kapcsolódó előirányzat-átcsoportosításról, valamint a XI. Miniszterelnökség fejezet és a XVII. Nemzeti Fejlesztési Minisztérium fejezet közötti előirányzat-átcsoportosításról
- 1721/2016. (XII. ?) Korm. határozat ?
- 1722/2016. (XII. 9.) Korm. határozat Az Országos Felsőoktatási Kollégiumfejlesztési Stratégiáról
- 1723/2016. (XII. 10.) Korm. határozat Az egyes sportcélú ingatlanok tulajdonjogának állam általi megszerzéséről
- 1724/2016. (XII. 10.) Korm. határozat A XI. Miniszterelnökség és a XII. Földművelésügyi Minisztérium költségvetési fejezetek közötti előirányzat-átcsoportosításról
- 1725/2016. (XII. 10.) Korm. határozat Az Országvédelmi Alapból történő előirányzat-átcsoportosításról és egyes Korm. határozatok módosításáról
- 1726/2016. (XII. 10.) Korm. határozat A rendkívüli kormányzati intézkedésekre szolgáló tartalékból történő előirányzat-átcsoportosításról, valamint a fejezeti stabilitási tartalék előirányzatok felhasználásáról
- 1727/2016. (XII. 13.) Korm. határozat A vezető nélküli, valamint az elektromos hajtású járművek fejlesztésében és gyártásában való magyar részvétel koordinálásáért, továbbá az ELI Science Park projekt oktatási, kutatási és gazdaságfejlesztési koncepciójának kialakításáért felelős kormánybiztos kinevezéséről és feladatairól
- 1728/2016. (XII. 13.) Korm. határozat A Nemzeti Tehetség Program végrehajtásának 2017–2018. évi cselekvési programjáról
- 1729/2016. (XII. 13.) Korm. határozat A Végzettség nélküli iskolaelhagyás elleni stratégia cselekvési tervéről
- 1730/2016. (XII. 13.) Korm. határozat A központi költségvetés címrendjének a kormányzati szerkezetátalakítással összefüggő módosításáról
- 1731/2016. (XII. 13.) Korm. határozat A Nemzetgazdasági Minisztérium budai Várnegyedben történő elhelyezéséhez szükséges egyes intézkedésekről
- 1732/2016. (XII. 13.) Korm. határozat A kormányzati szektorba nem sorolt, 100%-os önkormányzati tulajdonban álló gazdasági társaságok adósságot keletkeztető ügyleteihez történő 2016. októberi előzetes kormányzati hozzájárulásról
- 1733/2016. (XII. 13.) Korm. határozat Az önkormányzatok adósságot keletkeztető, valamint kezesség-, illetve garanciavállalásra vonatkozó ügyleteihez történő 2016. októberi előzetes kormányzati hozzájárulásról
- 1734/2016. (XII. 13.) Korm. határozat A Magyarország 2016. évi központi költségvetéséről szóló 2015. évi C. törvény 1. melléklet XX. Emberi Erőforrások Minisztériuma fejezet, 20. Fejezeti kezelésű előirányzatok cím, 5. alcím, 18. jogcímcsoport, 3. jogcím tekintetében éven túli kötelezettség vállalásának a 2017. évi eredeti törvényi előirányzatok mértékéig történő engedélyezéséről
- 1735/2016. (XII. 13.) Korm. határozat A Magyarország 2016. évi központi költségvetéséről szóló 2015. évi C. törvény alapján a XX. Emberi Erőforrások Minisztériuma fejezet 20. Fejezeti kezelésű előirányzatok cím, 2. Normatív finanszírozás alcím, 3. Köznevelési célú humánszolgáltatás és működési támogatás jogcímcsoport előirányzat túllépésének jóváhagyásáról
- 1736/2016. (XII. 13.) Korm. határozat A Modern Városok Program keretében megvalósuló ipari park fejlesztésekkel kapcsolatban a XI. Miniszterelnökség fejezet és a XLIII. Az állami vagyonnal kapcsolatos bevételek és kiadások fejezet közötti előirányzat-átcsoportosításokról
- 1737/2016. (XII. 13.) Korm. határozat A Modern Városok Programmal kapcsolatos előirányzat-átcsoportosításokról
- 1738/2016. (XII. 13.) Korm. határozat Az idegenhonos inváziós fajok betelepítésének vagy behurcolásának és terjedésének megelőzéséről és kezeléséről szóló, 2014. október 22-i, 1143/2014/EU európai parlamenti és tanácsi rendelet hazai megvalósításához szükséges költségvetési források biztosításáról
- 1739/2016. (XII. 13.) Korm. határozat A 2018. évi fejlesztési mérföldkövek teljesítéséről
- 1740/2016. (XII. 13.) Korm. határozat A Közigazgatás- és Közszolgáltatás-fejlesztés Operatív Program éves fejlesztési keretének megállapításáról szóló 1004/2016. (I. 18.) Korm. határozat módosításáról
- 1741/2016. (XII. 13.) Korm. határozat A Magyar Halgazdálkodási Operatív Program éves fejlesztési keretének megállapításáról szóló 1056/2016. (II. 17.) Korm. határozat módosításáról
- 1742/2016. (XII. 13.) Korm. határozat Az Emberi Erőforrás Fejlesztési Operatív Program keretében kiírt EFOP-3.6.1-16 azonosító számú („Intelligens szakosodást szolgáló intézményi fejlesztések” című) felhívásra benyújtott, egymilliárd forintot meghaladó támogatási igényű projektjavaslatok támogatásához történő hozzájárulásról
- 1743/2016. (XII. 13.) Korm. határozat Egyes, a GINOP-2.3.2-15 azonosító jelű („Stratégiai K+F műhelyek kiválósága” című) pályázati felhívás második körös értékelési szakaszára beérkezett, egymilliárd forintot meghaladó támogatási igényű projektjavaslatok támogatásához való hozzájárulásról
- 1744/2016. (XII. 13.) Korm. határozat Az IKOP-4.1.0-15-2016-00005 azonosító számú [„M25 Eger gyorsforgalmi úti bekötése (M3–Eger szakasz megvalósítása)” című] egymilliárd forintot meghaladó támogatási igényű projekt összköltségének növeléséről
- 1745/2016. (XII. 13.) Korm. határozat A KEOP-1.3.0/09-11-2011-0025 azonosító számú („Makó és térsége ivóvízminőség-javítása” című) projekt támogatásának növeléséről, szakaszolásáról és a projekt második szakaszában felmerülő költségek fedezetének biztosításáról
- 1746/2016. (XII. 13.) Korm. határozat Egyes, a Környezeti és Energiahatékonysági Operatív Program 4. prioritása keretében megvalósuló projektek vonatkozásában kötelezettségvállaláshoz történő hozzájárulásról
- 1747/2016. (XII. 13.) Korm. határozat A Terület- és Településfejlesztési Operatív Program módosításáról
- 1748/2016. (XII. 13.) Korm. határozat A Magyar Tejgazdasági Kísérleti Intézet Korlátolt Felelősségű Társaság által gazdaság-fejlesztést célzó projekt megvalósítására irányuló felhívásra benyújtott GINOP-2.1.1-15-2015-00513 azonosító számú („Tejalapú funkcionális élelmiszerek, nagy fehérjetartalmú és tisztaságú élelmiszer ingrediensek, továbbá az előállításukhoz kapcsolódó technológiák és vizsgálati módszerek fejlesztése” című) projektjavaslat tekintetében történő hozzájárulásról
- 1749/2016. (XII. 13.) Korm. határozat A Nemzeti Kutatási, Fejlesztési és Innovációs Alap forrásaiból történő finanszírozás biztosítása érdekében meghirdetett FIEK_16 kódszámú („Felsőoktatási és Ipari Együttműködési Központ – Kutatási infrastruktúra fejlesztése” című) pályázati felhívásra benyújtott, egymilliárd forintot meghaladó támogatási igényű projektjavaslatok támogatásának jóváhagyásáról
- 1750/2016. (XII. 13.) Korm. határozat A Magyarország Kormánya és a Bolgár Köztársaság Kormánya között a minősített adatok cseréjéről és kölcsönös védelméről szóló egyezmény szövegének végleges megállapítására adott felhatalmazásról
- 1751/2016. (XII. 13.) Korm. határozat A Magyarország és a Koszovói Köztársaság között a minősített adatok cseréjéről és kölcsönös védelméről szóló egyezmény szövegének végleges megállapítására adott felhatalmazásról
- 1752/2016. (XII. 13.) Korm. határozat A Magyarország Kormánya és a Svéd Királyság Kormánya között a minősített adatok cseréjéről és kölcsönös védelméről szóló egyezmény szövegének végleges megállapítására adott felhatalmazásról
- 1753/2016. (XII. 14.) Korm. határozat a Róheim-villa rekonstrukciójához és hasznosításához szükséges intézkedésekről
- 1754/2016. (XII. 14.) Korm. határozat  a postaügyért és a nemzeti pénzügyi szolgáltatásokért felelős kormánybiztos kinevezéséről és feladatairól szóló 1342/2016. (VII. 5.) Korm. határozat módosításáról
- 1755/2016. (XII. 14.) Korm. határozat Az Európai Uniónak a szomáliai biztonsági erők kiképzésére irányuló missziójához („EUTM Somalia”) történő további magyar katonai hozzájárulásról
- 1756/2016. (XII. 14.) Korm. határozat A Budapesti Corvinus Egyetem Jövőképesség Kutatóközpontjának létrehozásáról
- 1757/2016. (XII. 14.) Korm. határozat Az Országos Sportegészségügyi Intézet átmeneti elhelyezésével kapcsolatos forrásigényről
- 1758/2016. (XII. 14.) Korm. határozat A Budapest Music Center kibővítéseként a Modern Opera – OPERA X megvalósításával összefüggő beruházással kapcsolatos intézkedésekről
- 1759/2016. (XII. 14.) Korm. határozat A XI. Miniszterelnökség és a LXXII. Egészségbiztosítási Alap fejezetek közötti előirányzat-átcsoportosításokról
- 1760/2016. (XII. 14.) Korm. határozat A LXXII. Egészségbiztosítási Alap Gyógyító-megelőző ellátás céltartalék jogcím előirányzatáról történő átcsoportosításról
- 1761/2016. (XII. 14.) Korm. határozat A LXXII. Egészségbiztosítási Alap Gyógyító-megelőző ellátás céltartalék jogcím előirányzatáról történő átcsoportosításról
- 1762/2016. (XII. 15.) Korm. határozat A Nemzeti Kutatási, Fejlesztési és Innovációs Alap 2017. évi programstratégiájának jóváhagyásáról
- 1763/2016. (XII. 15.) Korm. határozat A határátkelőhelyeken átlépő tehergépjárművek és vasúti szerelvények gyorsabb és eredményesebb átvizsgálásának fejlesztési lehetőségeiről, az Országos Rendőr-főkapitányság, valamint a Nemzeti Adó- és Vámhivatal közös közúti és vasúti röntgenberendezéseinek beszerzéséről
- 1764/2016. (XII. 15.) Korm. határozat A 2016. évi riói olimpián és paralimpián elért kimagasló sporteredmények állami jutalmának biztosítása céljából a rendkívüli kormányzati intézkedésekre szolgáló tartalékból történő előirányzat-átcsoportosításról
- 1765/2016. (XII. 15.) Korm. határozat A költségvetési szervek és az egyházi jogi személyek foglalkoztatottjainak 2016. évi kompenzációjához nyújtott támogatással   összefüggő előirányzat-átcsoportosításról
- 1766/2016. (XII. 15.) Korm. határozat Az államháztartás központi alrendszerébe tartozó szervek és a helyi önkormányzatok közötti feladat- és intézmény átadás-átvételéről
- 1767/2016. (XII. 15.) Korm. határozat A 2015. évi kötelezettségvállalással nem terhelt költségvetési maradványok felhasználásáról
- 1768/2016. (XII. 15.) Korm. határozat A 2015. évi kötelezettségvállalással nem terhelt költségvetési maradványok felhasználásáról
- 1769/2016. (XII. 15.) Korm. határozat A Magyarország 2016. évi központi költségvetéséről szóló 2015. évi C. törvény alapján a XX. Emberi Erőforrások Minisztériuma fejezet 20. Fejezeti kezelésű előirányzatok cím, 3. Felsőoktatási feladatok támogatása alcím, 6. Felsőoktatási vagyongazdálkodási feladatok jogcímcsoport előirányzat túllépésének jóváhagyásáról
- 1770/2016. (XII. 15.) Korm. határozat A XI. Miniszterelnökség fejezet és a XX. Emberi Erőforrások Minisztériuma fejezet közötti előirányzat-átcsoportosításokról
- 1771/2016. (XII. 15.) Korm. határozat' Az Országvédelmi Alapból és a rendkívüli kormányzati intézkedésekre szolgáló tartalékból történő előirányzat-átcsoportosításról, valamint egyes Korm. határozatok módosításáról
- 1772/2016. (XII. 15.) Korm. határozat Az öntözésfejlesztési beruházások elősegítéséhez szükséges Vízkészlet-gazdálkodási Térségi Terv elkészítéséhez szükséges költségvetési fedezet biztosításáról
- 1773/2016. (XII. 15.) Korm. határozat A Nemzeti Kastélyprogram és a Nemzeti Várprogram felülvizsgálatáról
- 1774/2016. (XII. 15.) Korm. határozat A Magyar Nemzeti Filmarchívum tevékenységének megújításáról, valamint az ehhez szükséges többletforrás biztosításáról
- 1775/2016. (XII. 15.) Korm. határozat A Budapest, I. kerület, Úri utca 45. szám alatti ingatlan állam részére történő megvásárlásáról
- 1776/2016. (XII. 15.) Korm. határozat Zalaegerszeg Megyei Jogú Város Önkormányzata ingatlanvásárlásának támogatásáról
- 1777/2016. (XII. 15.) Korm. határozat Az ELI-HU Kutatási és Fejlesztési Nonprofit Közhasznú Korlátolt Felelősségű Társaság felett az államot megillető tulajdonosi jogok és kötelezettségek összességét gyakorló szervezet kijelölésével kapcsolatos intézkedésekről
- 1778/2016. (XII. 15.) Korm. határozat A Rudnay Sándor Alapítvány támogatásáról
- 1779/2016. (XII. 15.) Korm. határozat A Kárpát-medencei óvodafejlesztési program első üteméről
- 1780/2016. (XII. 15.) Korm. határozat A Hagyományok Háza mint a Kárpát-medencei néphagyomány átörökítésének kiemelkedő jelentőségű nemzeti kulturális intézménye gazdasági megerősítéséhez, feladatbővüléséhez szükséges intézkedésekről
- 1781/2016. (XII. 15.) Korm. határozat Az egyrészről az Európai Unió és tagállamai, másrészről a Kubai Köztársaság közötti politikai párbeszédről és együttműködésről szóló Megállapodás szövegének végleges megállapításáról
- 1782/2016. (XII. 16.) Korm. határozat Az Európai Bizottság Horizon 2020 keretprogramjának Teaming konstrukciójában nyertes HCEMM projekt-konzorcium felsőoktatási intézmény tagjainak nonprofit gazdasági társaságban való részesedésszerzéséhez való hozzájárulásról
- 1783/2016. (XII. 16.) Korm. határozat Az alternatív üzemanyagok infrastruktúrájának kiépítéséről szóló nemzeti szakpolitikai keret című programról
- 1784/2016. (XII. 16.) Korm. határozat „A globális felelősségvállalásra nevelésről a formális és nem-formális oktatásban Magyarországon” című koncepcióról
- 1785/2016. (XII. 16.) Korm. határozat A „Fokozatváltás a felsőoktatásban középtávú szakpolitikai stratégia 2016” elfogadásáról
- 1786/2016. (XII. 16.) Korm. határozat A Magyarország és a Brazil Szövetségi Köztársaság között létrejött kiadatási egyezmény szövegének végleges megállapítására adott felhatalmazásról
- 1787/2016 (XII. 17.) Korm. határozat az egyes fejezetek közötti előirányzat-átcsoportosításról
- 1788/2016. (XII. 17.) Korm. határozat a Steindl Imre Program egyes elemei megvalósításának előkészítését végző állami tulajdonú nonprofit gazdasági társaság alapításáról
- 1789/2016. (XII. 19.) Korm. határozat A rendkívüli kormányzati intézkedésekre szolgáló tartalékból történő előirányzat-átcsoportosításról
- 1790/2016. (XII. 19.) Korm. határozat A Központi Közigazgatási Irattár kialakításának vizsgálatáról
- 1791/2016. (XII. 19.) Korm. határozat A 2017. évi CeBIT nemzetközi infókommunikációs vásáron történő magyar részvételről és a 2018. évi vásár kiemelt partnerország státuszának megpályázásáról
- 1792/2016. (XII. 19.) Korm. határozat Forrásbiztosítási kötelezettség előírásáról
- 1793/2016. (XII. 19.) Korm. határozat Az önkormányzatok adósságot keletkeztető, valamint kezesség-, illetve garanciavállalásra vonatkozó ügyleteihez történő 2016. októberi előzetes kormányzati hozzájárulásról
- 1794/2016. (XII. 19.) Korm. határozat A kormányzati szektorba nem sorolt, 100%-os önkormányzati tulajdonban álló gazdasági társaságok adósságot keletkeztető ügyleteihez történő 2016. novemberi és decemberi előzetes kormányzati hozzájárulásról
- 1795/2016. (XII. 19.) Korm. határozat A Csongrád Megyei Kormányhivatal elhelyezését biztosító ingatlan állami tulajdonba kerüléséhez szükséges intézkedésekről
- 1796/2016. (XII. 19.) Korm. határozat A XI. Miniszterelnökség fejezeten belüli előirányzat-átcsoportosításról
- 1797/2016. (XII. 19.) Korm. határozat A XVII. Nemzeti Fejlesztési Minisztérium fejezet és a IX. Helyi önkormányzatok támogatásai fejezet fejezetek közötti előirányzat-átcsoportosításról
- 1798/2016. (XII. 19.) Korm. határozat A 2015. évi kötelezettségvállalással nem terhelt költségvetési maradványok felhasználásáról és az egyes fejezetek közötti előirányzat-átcsoportosításról szóló 1787/2016. (XII. 17.) Korm. határozat módosításáról
- 1799/2016. (XII. 20.) Korm. határozat A Világörökség részét képező tokaj-hegyaljai borvidékhez tartozó települések fejlesztéséről
- 1800/2016. (XII. 20.) Korm. határozat Egyes egyedi települési sportcélú infrastruktúra-fejlesztési beruházások forrásszükségletének biztosításáról
- 1801/2016. (XII. 20.) Korm. határozat Egyes kiemelt sportcélú fejlesztési beruházások forrásszükségletének biztosításáról
- 1802/2016. (XII. 20.) Korm. határozat Az egyes határon túli támogatási ügyek forrásszükségletének biztosításáról
- 1803/2016. (XII. 20.) Korm. határozat Egyes egyedi infrastruktúra-fejlesztési beruházások forrásszükségletének biztosításáról
- 1804/2016. (XII. 20.) Korm. határozat A XII. Földművelésügyi Minisztérium és a XLIV. A Nemzeti Földalappal kapcsolatos bevételek és kiadások fejezetek közötti előirányzat-átcsoportosításokról
- 1805/2016. (XII. 20.) Korm. határozat A Magyarország 2016. évi központi költségvetéséről szóló 2015. évi C. törvény alapján a XVIII. Külgazdasági és Külügyminisztérium fejezet, 7. Fejezeti kezelésű előirányzatok cím, 1. Célelőirányzatok alcím, 2. Kötött segélyhitelezés jogcímcsoport előirányzat túllépésének jóváhagyásáról
- 1806/2016. (XII. 20.) Korm. határozat Az Agro Rehab Nonprofit Kft. fejlesztéseihez nyújtandó forrásjuttatásról
- 1807/2016. (XII. 20.) Korm. határozat A rendkívüli kormányzati intézkedésekre szolgáló tartalékból történő átcsoportosításról
- 1808/2016. (XII. 20.) Korm. határozat Az MNKH Magyar Nemzeti Kereskedőház Zártkörűen Működő Részvénytársaság, az MNKH Közép-európai Kereskedelemfejlesztési Hálózat Korlátolt Felelősségű Társaság és az MNKH Magyar Kereskedelem-fejlesztési és Promóciós Korlátolt Felelősségű Társaság 2017. évi és 2018. évi költségvetésének biztosításával és az MNKH Magyar Nemzeti Kereskedőház Zártkörűen Működő Részvénytársaság 2016. évi finanszírozásával összefüggő feladatokról
- 1809/2016. (XII. 20.) Korm. határozat Az ATEV Fehérjefeldolgozó Zártkörűen Működő Részvénytársaság részére romániai tevékenysége folytatása céljából nyújtandó forrásjuttatásról
- 1810/2016. (XII. 20.) Korm. határozat Az Ybl Villa állami tulajdonba kerüléséhez szükséges intézkedésekről
- 1811/2016. (XII. 20.) Korm. határozat A Grand Tokaj Zártkörűen Működő Részvénytársaság részére szőlőfelvásárlás céljából nyújtandó forrásjuttatásról
- 1812/2016. (XII. 20.) Korm. határozat Az egyes civil és egyéb szervezetek támogatása forrásszükségletének biztosításáról
- 1813/2016. (XII. 20.) Korm. határozat Az egyes egyházi célú támogatások forrásszükségletének biztosításáról
- 1814/2016. (XII. 20.) Korm. határozat Az egyes sportcélú támogatások forrásszükségletének biztosításáról
- 1815/2016. (XII. 20.) Korm. határozat A XI. Miniszterelnökség fejezet és az I. Országgyűlés fejezet közötti előirányzat-átcsoportosításról
- 1816/2016. (XII. 20.) Korm. határozat A BM Országos Katasztrófavédelmi Főigazgatóság működőképességéhez szükséges források biztosításáról
- 1817/2016. (XII. 20.) Korm. határozat A Nemzeti Infokommunikációs Szolgáltató Zrt. által végzett közfeladatok 2016. évi ellátásának maradéktalan biztosítása érdekében szükséges intézkedésekről
- 1818/2016. (XII. 22.) Korm. határozat Egyes települési önkormányzatok feladatainak támogatása érdekében történő előirányzat-átcsoportosításokról
- 1819/2016. (XII. 22.) Korm. határozat A Forster Gyula Nemzeti Örökségvédelmi és Vagyongazdálkodási Központ megszűnésével összefüggésben a Miniszterelnökség, a Belügyminisztérium, a Nemzetgazdasági Minisztérium, valamint a Magyar Művészeti Akadémia fejezetek közötti előirányzat-átcsoportosításról
- 1820/2016. (XII. 22.) Korm. határozat Az Országvédelmi Alapból történő előirányzat-átcsoportosításról
- 1821/2016. (XII. 22.) Korm. határozat A 2015. évi költségvetési maradványok egy részének felhasználásáról és egyes Korm. határozatok módosításáról
- 1822/2016. (XII. 22.) Korm. határozat Egyes fejezetek közötti előirányzat-átcsoportosításról, a 2015. évi költségvetési maradványok egy részének felhasználásáról és egyes Korm. határozatok módosításáról
- 1823/2016. (XII. 22.) Korm. határozat A XLIII. Az állami vagyonnal kapcsolatos bevételek és kiadások költségvetési fejezetet érintő átcsoportosításokról
- 1824/2016. (XII. 22.) Korm. határozat A hazai forrásból megvalósuló e-közbeszerzési rendszer beszerzéséhez és üzemeltetéséhez szükséges forrás biztosításáról
- 1825/2016. (XII. 22.) Korm. határozat A Baksay Sándor Református Gimnázium és Általános Iskola épületének és közvetlen környezetének felújításához szükséges forrásbiztosításról
- 1826/2016. (XII. 22.) Korm. határozat A magyar keresztes hadjárat 800. évfordulója: 1217–2017 Az UNESCO Világörökség Crac des Chevaliers magyar koncessziójának támogatásához szükséges források biztosításáról
- 1827/2016. (XII. 23.) Korm. határozat A központi költségvetés fejezeti szintű 2017–2019. évi bevételi és kiadási középtávú tervszámairól
- 1828/2016. (XII. 23.) Korm. határozat A központi költségvetés címrendjének a kormányzati szerkezetátalakítással összefüggő módosításáról
- 1829/2016. (XII. 23.) Korm. határozat Az üldözött keresztények megsegítéséért felelős helyettes államtitkárság egyes feladatairól és az ahhoz szükséges források biztosításáról
- 1830/2016. (XII. 23.) Korm. határozat Az állami beruházások központi nyilvántartásáról és ellenőrzéséről
- 1831/2016. (XII. 23.) Korm. határozat Az elektronikus ügyintézési szolgáltatásokhoz való ügyféloldali hozzáférés, valamint a személyre szabott ügyintézési felület bevezetésével kapcsolatos intézkedésekről
- 1832/2016. (XII. 23.) Korm. határozat Az Igazságügyi Minisztérium bírósági végrehajtással összefüggő, valamint az Igazságügyi Szolgálatok Jogakadémiája létesítésével és működtetésével kapcsolatos feladatainak ellátásához szükséges beszerzések során alkalmazandó eljárási mentességről
- 1833/2016. (XII. 23.) Korm. határozat Magyarország rövid- és középtávú közútfejlesztéséhez kapcsolódó infrastrukturális beruházások összehangolásával és azok 2022-ig történő megvalósításával összefüggő egyes kormányhatározatok módosításáról
- 1834/2016. (XII. 23.) Korm. határozat Egyes ingatlanok állami tulajdonba vétele és vagyonkezelésbe adása érdekében szükséges intézkedésekről
- 1835/2016. (XII. 23.) Korm. határozat Négyévszakos felvonók telepítéséről és sípályák fejlesztéséről
- 1836/2016. (XII. 23.) Korm. határozat A Borovszky SamuMagyarország vármegyéi és városai című sorozat újrakiadásáról
- 1837/2016. (XII. 23.) Korm. határozatA magyarországi víziszabadidő-sportok széles körű hozzáférésének támogatására irányuló program megvalósításához szükséges intézkedésekről
- 1838/2016. (XII. 23.) Korm. határozat Az -Dráva Programeretében turistaházak építéséhez szükséges források biztosításáról
- 1839/2016. (XII. 23.) Korm. határozat A mény Ferenc Sportlétesítmény-fejlesztési Programról
- 1840/2016. (XII. 23.) Korm. határozat A kajak-kenu sportágspecifikus sportélettani és diagnosztikai szakértői rendszer és tehetségmenedzselési program megvalósításához szükséges intézkedésekről
- 1841/2016. (XII. 23.) Korm. határozat A Red Bull Air Race Világkupa budapesti futamának 2018 és 2020 között történő megrendezésével kapcsolatos kormányzati szerepvállalásról
- 1842/2016. (XII. 23.) Korm. határozat A Tour de Hongrie nemzeti kerékpáros körverseny évenkénti megrendezése és hosszútávú fejlődésének biztosítása érdekében szükséges kormányzati intézkedésekről
- 1843/2016. (XII. 23.) Korm. határozat Az M1 autópálya Budapest–Győr, valamint az M7 autópálya Budapest–Balatonvilágos közötti szakaszok kapacitásbővítő fejlesztésének egyes kérdéseiről09
- 1844/2016. (XII. 23.) Korm. határozat A Nemzeti Közszolgálati Egyetem elhelyezése a Ludovika Campusban állami beruházás 1. ütemében szereplő programelemek megvalósításával összefüggő intézkedésekről
- 1845/2016. (XII. 23.) Korm. határozat A Modern Városok Program keretében a kecskeméti állami repülések céljára szolgáló repülőtér közös felhasználású (katonai-polgári) fejlesztéseinek támogatásáról és az ehhez szükséges források biztosításáról
- 1846/2016. (XII. 23.) Korm. határozat A Károlyi-Csekonics Palotaegyüttes felsőoktatási célú hasznosítása érdekében történő átfogó, állagmegóvó felújításával összefüggő kivitelezési munkák forrásának biztosításáról
- 1847/2016. (XII. 23.) Korm. határozat A Budapest I. kerület Színház utca 1–3. és 5–11. szám alatti ingatlanban egyedi belsőépítészeti kialakítás kivitelezéséhez szükséges források biztosításáról
- 1848/2016. (XII. 23.) Korm. határozat A Budapesten megrendezendő Úszó-, Vízilabda-, Műugró, Műúszó és Nyíltvízi Világbajnokság biztonságával kapcsolatos 2016. évi költségek biztosításáról
- 1849/2016. (XII. 23.) Korm. határozat A siófoki Kiss Szilárd multifunkcionális kézilabda csarnok beruházás befejezéséhez szükséges állami források biztosításáról
- 1850/2016. (XII. 23.) Korm. határozat A Makovecz Imre életművének gondozásáról szóló 2022/2015. (XII. 29.) Korm. határozat módosításáról
- 1851/2016. (XII. 23.) Korm. határozat Az Országvédelmi Alapból történő előirányzat-átcsoportosításról
- 1852/2016. (XII. 23.) Korm. határozat A hazai forrásból megvalósuló közbeszerzések központi ellenőrzéséhez szükséges forrás biztosításáról
- 1853/2016. (XII. 27.) Korm. határozat A központi hivatalok felülvizsgálatával és a járási (fővárosi kerületi) hivatalok megerősítésével összefüggő egyes kormányhatározatok módosításáról
- 1854/2016. (XII. 27.) Korm. határozat Az egységes digitális rádiótávközlő rendszer széles sávú képességének továbbfejlesztéséről
- 1855/2016. (XII. 27.) Korm. határozat Az elektromobilitás elterjesztését szolgáló további intézkedésekről szóló 1027/2016. (II. 9.) Korm. határozat módosításáról
- 1856/2016. (XII. 27.) Korm. határozat A Márton Áron Szakkollégium 1037 Budapest, Kunigunda útja 35. szám alatti épületének teljes körű felújításáról és a kollégiumi infrastruktúra javításáról
- 1857/2016. (XII. 27.) Korm. határozat A XVII. Nemzeti Fejlesztési Minisztérium fejezet terhére végrehajtott előirányzat-átcsoportosítások összegének visszapótlásáról
- 1858/2016. (XII. 27.) Korm. határozat A hazai innovatív vállalkozói környezet fejlesztéséről, a feltörekvő digitális vállalkozások versenyképességének javításáról és Magyarország Digitális Startup Stratégiájáról
- 1859/2016. (XII. 27.) Korm. határozat a Gazdaságfejlesztési és Innovációs Operatív Program éves fejlesztési keretének megállapításáról szóló 1006/2016 (I. 18.) Korm. határozat módosításáról
- 1860/2016. (XII. 27.) Korm. határozat A Versenyképes Közép-Magyarország Operatív Program éves fejlesztési keretének megállapításáról szóló 1011/2016. (I. 20.) Korm. határozat módosításáról
- 1861/2016. (XII. 27.) Korm. határozat A Balaton kiemelt turisztikai fejlesztési térség meghatározásáról és a térségben megvalósítandó egyes fejlesztések megvalósításához szükséges források biztosításáról
- 1862/2016. (XII. 27.) Korm. határozat A Sopron-Fertő kiemelt turisztikai fejlesztési térség meghatározásáról és a térségben megvalósítandó egyes fejlesztések megvalósításához szükséges források biztosításáról
- 1863/2016. (XII. 28.) Korm. határozat A 2017. évi határátlépéssel járó csapatmozgások engedélyezéséről
- 1864/2016. (XII. 28.) Korm. határozat A Budai Szerb Ortodox Egyházmegye és a magyarországi szerb nemzetiség fejlesztési céljainak megvalósításával kapcsolatos intézkedésekről
- 1865/2016. (XII. 28.) Korm. határozat Magyarországnak az Ázsiai Infrastrukturális Beruházási Bankhoz történő csatlakozásával összefüggésben javasolt feladatokról
- 1866/2016. (XII. 28.) Korm. határozat A gazdaságfejlesztési beruházásokhoz kapcsolódó közutak felújításának előkészítéséről
- 1867/2016. (XII. 28.) Korm. határozat A gyermek és az ifjúsági gyalogos vándortáborozás támogatásával kapcsolatos feladatokról
- 1868/2016. (XII. 28.) Korm. határozat A Nemzeti Élsport és Utánpótlás-nevelési Képzési Központok Magyarországon történő létrehozásával kapcsolatos intézkedésekről
- 1869/2016. (XII. 28.) Korm. határozat Az Olimpiai Ötpróba Program megvalósításáról
- 1870/2016. (XII. 28.) Korm. határozat A 2019. évi Maccabi Európa Játékok Budapesten történő megrendezése érdekében szükséges intézkedésekről
- 1871/2016. (XII. 28.) Korm. határozat A Nemzetközi Fejlesztési Társulás Multilaterális Adósság-elengedési Kezdeményezésének harmadik időszakában való magyar részvételről
- 1872/2016. (XII. 28.) Korm. határozat A Budapest XVII. kerületi Rákosmenti multifunkcionális csarnok, valamint a csarnokhoz kapcsolódó szabadtéri sportlétesítmények megvalósításáról
- 1873/2016. (XII. 28.) Korm. határozat A kommunista diktatúra idején internáló- és kényszermunkatáborként, illetve hadifogolytáborként működtetett létesítmények egykori helyszínein emlékhelyek létrehozásáról, illetve fejlesztéséről, valamint a megvalósításukhoz szükséges források biztosításáról
- 1874/2016. (XII. 28.) Korm. határozat Az egyes kiemelt budapesti beruházásokért felelős kormánybiztos kinevezéséről és feladatairól szóló 1329/2016. (VII. 1.) Korm. határozat módosításáról
- 1875/2016. (XII. 28.) Korm. határozat A Modern Városok Program keretében Kaposváron megvalósuló sportinfrastruktúra-fejlesztések megvalósítása érdekében támogatás biztosításáról
- 1876/2016. (XII. 28.) Korm. határozat A Modern Városok Program keretében Érd megyei jogú város érintett városrészeinek csapadékvíz elvezetésére, valamint záportározó és környezete kialakítására irányuló beruházások érdekében támogatás biztosításáról
- 1877/2016. (XII. 28.) Korm. határozat A Modern Városok Program részeként Sopron történelmi belvárosának műemléki felújításának és bemutatásának I. üteméhez kapcsolódó források biztosításáról
- 1878/2016. (XII. 28.) Korm. határozat A Magyarország Kormánya és Békéscsaba Megyei Jogú Város Önkormányzata közötti együttműködési megállapodás végrehajtásával összefüggő feladatokról szóló 1283/2016. (VI. 7.) Korm. határozat módosításáról
- 1879/2016. (XII. 28.) Korm. határozat A Magyar Nemzeti Levéltár Csongrád Megyei Levéltárának egyes telephelyei elhelyezésével összefüggő feladatokról
- 1880/2016. (XII. 28.) Korm. határozat A Moholy-Nagy Művészeti Egyetem „MOME Laboratory” Kreatív Innovációs és Tudáspark egyetemi campus állami beruházás megvalósítása érdekében szükséges források rendelkezésre állásáról
- 1881/2016. (XII. 28.) Korm. határozat A Magyar–Szerb Kormányközi Kisebbségi Vegyes Bizottság V. ülésén fenntartott és elfogadott ajánlások jóváhagyásáról
- 1882/2016. (XII. 28.) Korm. határozat Az Egészségbiztosítási Alap Gyógyító-megelőző ellátás jogcímcsoport Összevont szakellátás jogcíme és Gyógyszertámogatás jogcímcsoport Speciális beszerzésű gyógyszerkiadás jogcíme 2016. évi előirányzatának megemeléséről
- 1883/2016. (XII. 28.) Korm. határozat Egyes kormányhatározatok módosításáról
- 1884/2016. (XII. 28.) Korm. határozat Egyes fejezetek közötti előirányzat-átcsoportosításról
- 1885/2016. (XII. 28.) Korm. határozat A rendkívüli kormányzati intézkedésekre szolgáló tartalékból történő előirányzat-átcsoportosításról
- 1886/2016. (XII. 28.) Korm. határozat Az „Egészséges Magyarország 2014–2020” Egészségügyi Ágazati Stratégia 2017–2018 évekre vonatkozó cselekvési tervéről
- 1887/2016. (XII. 28.) Korm. határozat A mezőgazdasági földterületek és a közutak között fekvő területek tisztántartására irányuló közfoglalkoztatási programhoz kapcsolódó feladatokról
- 1888/2016. (XII. 29.) Korm. határozat A Nemzeti Fenntartható Fejlődés Keretstratégia megvalósítását szolgáló kormányzati intézkedésekről
- 1889/2016. (XII. 29.) Korm. határozat A XI. Miniszterelnökség fejezet költségvetési címrendjének módosításáról, valamint az egyes fejezetek közötti előirányzat-átcsoportosításról szóló 1884/2016. (XII. 28.) Korm. határozat végrehajtásával összefüggő egyes intézkedésekről

## Egyéb fontosabb jogszabályok
- 1/2016. (I. 22.) IM utasítás a Szellemi Tulajdon Nemzeti Hivatala Szervezeti és Működési Szabályzatáról

## Franciaország
- 2016. évi francia közigazgatási eljárási kódex